# Pompeji

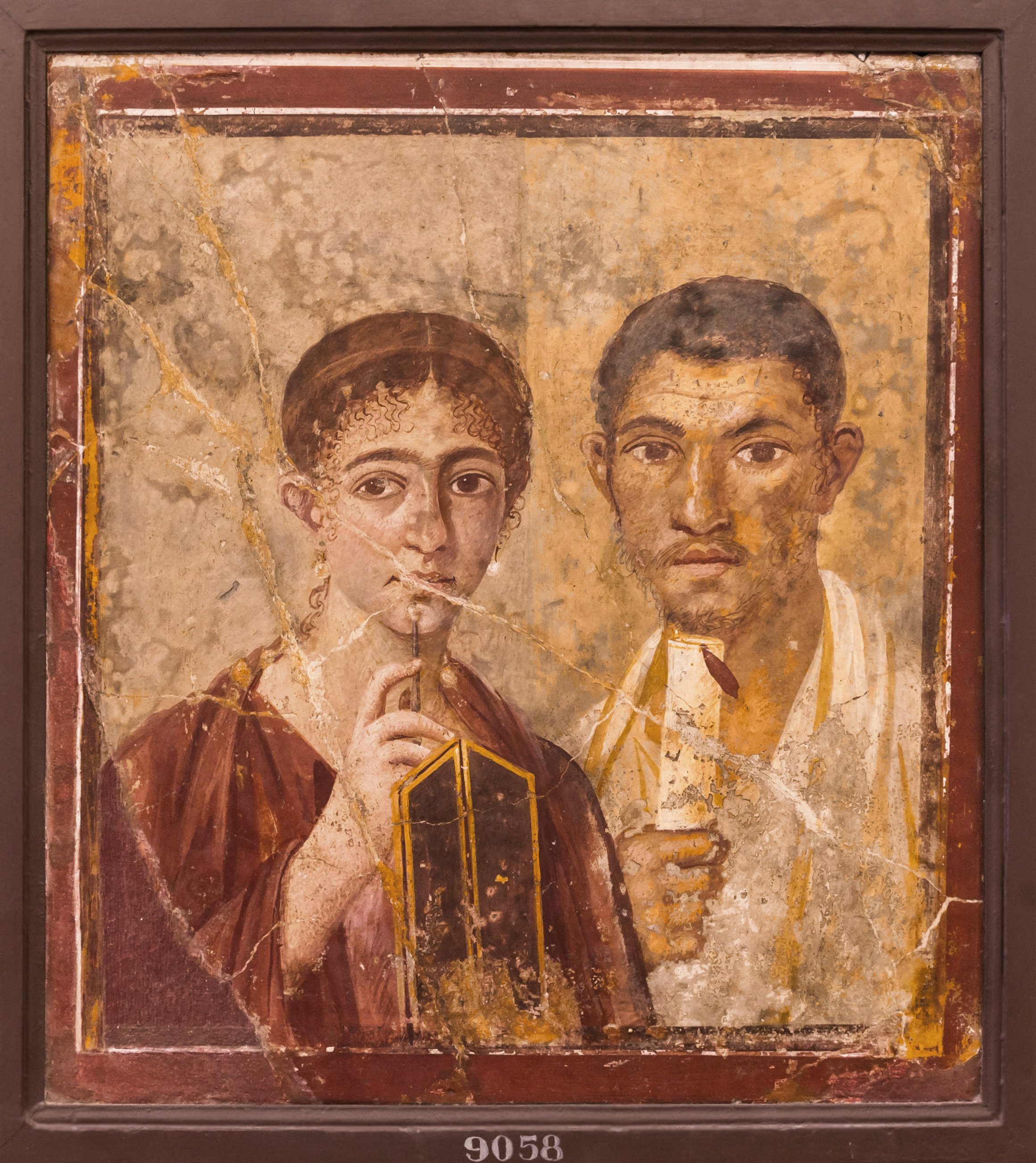
Porträt des Terentius Neo und seiner Frau, Fresko; 1. Jh., Museum Neapel

Das Gebiet der Katastrophe, in Grautönen die Intensität des Asche- und Schlackefalls

Pompeji (lateinisch Pompeii, griechisch Πομπηΐα Pompēḯa, italienisch Pompei) war eine antike Stadt in Kampanien am Golf von Neapel, die wie Herculaneum, Stabiae und Oplontis beim Ausbruch des Vesuvs im Jahr 79 n. Chr. verschüttet wurde, unter der Vulkanasche aber weitgehend konserviert blieb.
In seiner etwa siebenhundertjährigen Geschichte wurde Pompeji von Oskern, Samniten, Griechen, Etruskern und Römern bewohnt und geprägt, nach der Verschüttung im Laufe der Zeit aber vergessen. Mit der Wiederentdeckung im 18. Jahrhundert begann die zweite Geschichte der Stadt, in deren Verlauf Pompeji zu einem zentralen Objekt der Archäologie und der Erforschung der antiken Welt wurde. Pompeji ist eine der am besten erhaltenen Ruinenstädte der Antike. Ihr Schicksal ist vielen vertraut, weil es in Kunst und Literatur häufig rezipiert wird.

## Geographische Lage
Pompeji liegt in der italienischen Region Kampanien, am Fuße des Vesuvs, nördlich des Flusses Sarno kurz vor dessen Mündung in den Golf von Neapel. Es befindet sich auf dem Gemeindegebiet der modernen Stadt Pompei, deren Bebauung direkt an die Ausgrabungen anschließt.
Koordinaten: 40° 45′ 2″ N, 14° 29′ 23″ O
Die Stadt wurde auf einem durch frühere Ausbrüche entstandenen Lavaplateau angelegt, das im Süden und Teilen des Westens steil, zum Norden und Osten hin jedoch nur leicht abfiel. Rekonstruktionen haben ergeben, dass die Stadt in der Antike viel näher am Meer lag (zur Zeit 700 Meter entfernt) als heute. Die Mündung des schiffbaren Sarno war offenbar durch Lagunen geschützt und diente schon früh griechischen und phönizischen Seeleuten als sicherer Hafen und Umschlagplatz für ihre Waren. Zudem war der Boden im Umland nicht zuletzt wegen der früheren Ausbrüche des Vesuvs sehr fruchtbar.

### Verkehrserschließung
Das Ausgrabungsgelände hat zwei Zugänge (Stand 2021):
- Der Eingang Porta Marina an der Piazza Esedra liegt wenige Meter vom Bahnhof Pompei Villa dei Misteri an der Linie Napoli–Sorrento der Ferrovia Circumvesuviana entfernt.
- Der Eingang an der Piazza Anfiteatro liegt 600 Meter vom Bahnhof Pompei Santuario an der Linie Napoli–Poggiomarino der Ferrovia Circumvesuviana und 800 Meter vom Bahnhof Pompei an der Bahnstrecke Napoli–Salerno entfernt.

Die Ausgrabungen sind über die Ausfahrt Pompei Ovest der Autobahn A3 zu erreichen.

## Geschichte

### Frühe Stadtgeschichte

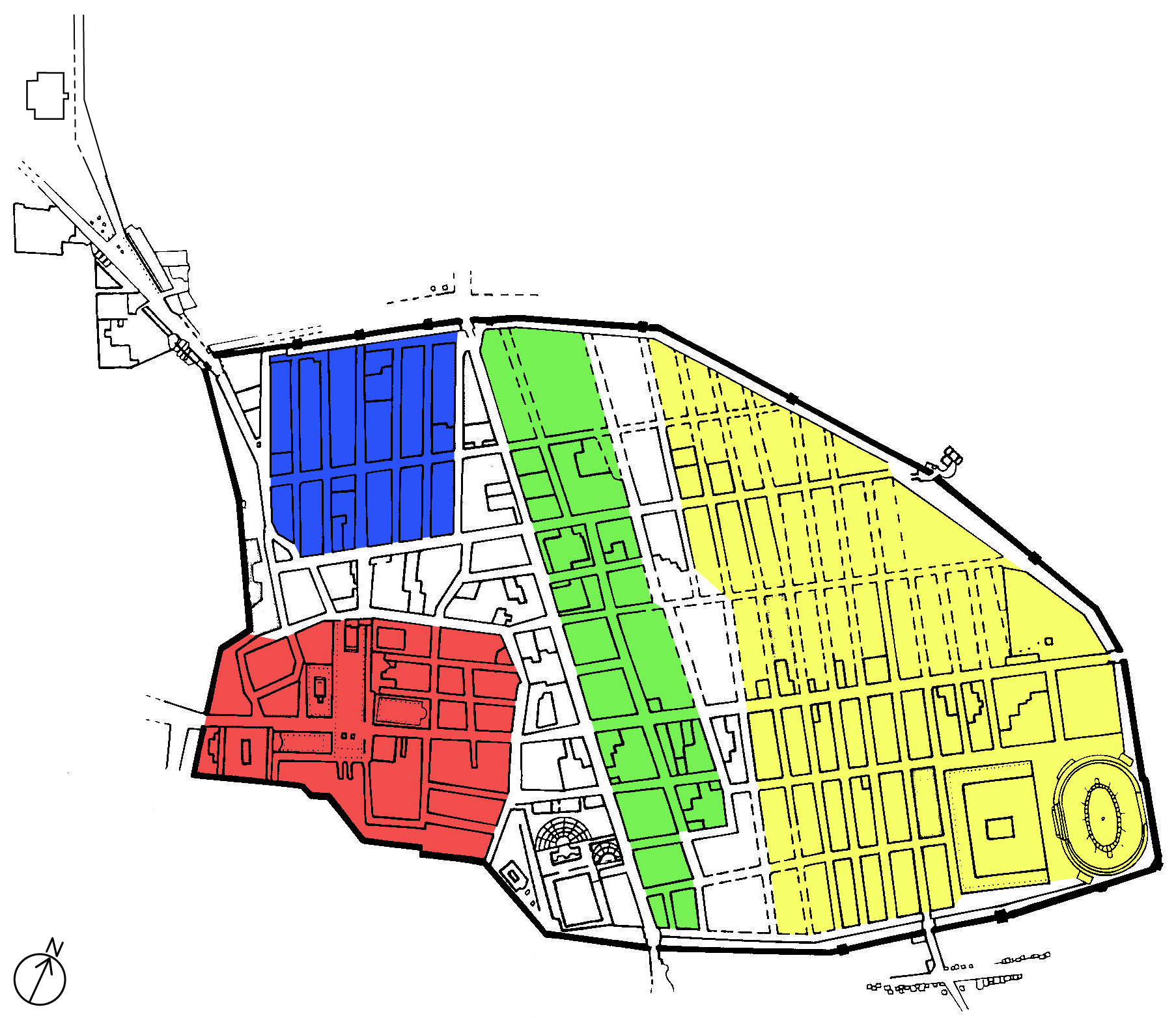
Besiedlungsphasen Pompejis

Neuere Ausgrabungen haben ergeben, dass es nahe der heutigen Stadt Nola eine seit dem frühen 1. Jahrtausend v. Chr. bestehende Siedlung gab, die man am Ende des 7. Jahrhunderts v. Chr. aufgab, um sie näher an die Flussmündung zu verlegen. Diese neue Siedlung – Pompeji – wurde nach mythischer Überlieferung vom Halbgott Herakles gegründet, in Wirklichkeit wohl von den Oskern. Die Bedeutung des oskischen Ortsnamens „Pompeji“ ist nicht eindeutig zu klären. Häufig wird er von dem oskischen Zahlwort pompe („fünf“) hergeleitet, teilweise wurde auch eine Verbindung mit griechisch πομπή pompḗ („Prozessionszug“) erwogen. Die Bevölkerung der Stadt bestand laut Strabon in historischer Zeit aus Oskern, Etruskern, Pelasgern und Samniten.
Über die Geschichte der rasch wachsenden Stadt ist während der Zeit der Auseinandersetzungen zwischen den Griechen und Etruskern in Kampanien nichts bekannt. Allerdings haben Funde belegt, dass man wahrscheinlich nach beiden Seiten hin Kontakte pflegte, wobei die Beziehung zu den Etruskern offenbar bedeutender war. Wahrscheinlich ist allerdings, dass die Pompejaner zunächst unter griechischem Einfluss standen, was ihre Übernahme der griechischen Götterwelt und einen dorischen Tempel erklärt. 525 v. Chr. dehnten die Etrusker ihren Machtbereich bis nach Pompeji aus. Sie übernahmen unter anderem den in Pompeji gepflegten Apollon-Kult. Wie neuere Funde aus dem Heiligtum südlich des Amphitheaters außerhalb der Stadt zeigen, die seit 2014 gemacht wurden, lebten im 6. vorchristlichen Jahrhundert mit großer Sicherheit Etrusker in größerer Zahl in der Stadt.
Nach der Niederlage der Etrusker gegen die Flotten von Cumae und Syrakus in der Schlacht von Cumae im Jahr 474 v. Chr. hatten erneut die Griechen die Vorherrschaft über Kampanien inne. Seit dem späten 5. Jahrhundert v. Chr. (zwischen 425 v. Chr. und 420 v. Chr.) stand Pompeji unter samnitischer Herrschaft. Im Jahre 310 v. Chr. konnte die Stadt einen Plünderungszug römischer Flottensoldaten noch abwehren, die die Nachbarstadt Nuceria Alfaterna einnehmen sollten. 290 v. Chr. musste sich Pompeji wie auch alle anderen samnitischen Städte dem römischen Bündnissystem anschließen. Aus dem 2. Jahrhundert v. Chr. wurden mehrere oskische Inschriften gefunden. Nach und vor allem während des 2. Jahrhunderts v. Chr. ging es der kampanischen Stadt wirtschaftlich sehr gut. Es konnten viele öffentliche Projekte wie Markthallen- oder Tempelbauten realisiert werden. Auch private Bauten hatten zum Teil stattliche Dimensionen.

### Römisches Pompeji

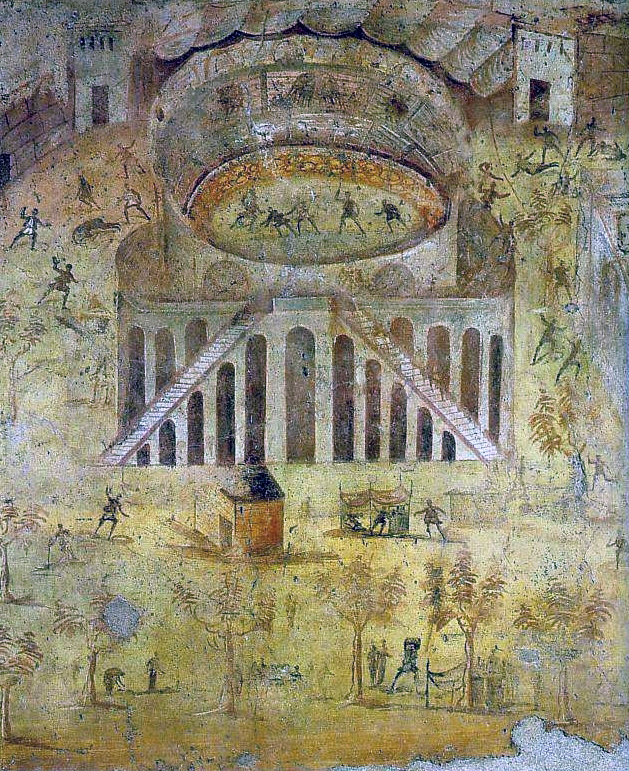
Darstellung der Krawalle während der Gladiatorenspiele zwischen Pompejanischen und Nucerianer „Schlachtenbummlern“ auf einem pompejanischen Wandgemälde

Sowohl während der Samnitenkriege als auch während des Bundesgenossenkrieges stand Pompeji auf Seiten der Gegner Roms. Sulla belagerte die Stadt 89 v. Chr., Spuren der Artillerie sind noch heute zu sehen. Es wurden auch Inschriften in oskischer Sprache an den Häuserwänden gefunden, die den ortsunkundigen Verteidigern den Weg weisen sollten. Pompeji unterlag schließlich den Römern und wurde 80 v. Chr. von Sulla in eine römische Kolonie umgewandelt. Die Stadt hieß nun Colonia Cornelia Veneria Pompeianorum. Etwa 2000 römische Veteranen mit ihren Familien wurden offenbar in einem größeren geschlossenen Gebiet im Südwesten der Stadt angesiedelt. In der aktuellen Forschung ist jedoch umstritten, ob dazu Teile der Stadt oder einzelne Häuser enteignet wurden. Man kann davon ausgehen, dass viele der Siedler außerhalb der Stadt Land zugewiesen bekamen und daher nicht in der Stadt lebten. Aus dieser Zeit stammen lateinische Inschriften, die auf eine „Selbstromanisierung“ hinweisen. Als gesichert gilt, dass es zunächst Konflikte zwischen den neu angesiedelten Römern und der alteingesessenen Oberschicht gab, die sich über Jahrzehnte hinzogen. Bis zur augusteischen Zeit scheinen die alten Familien ihren Einfluss wieder zurückgewonnen zu haben. In Anlehnung an das römische Kaiserhaus wurde auch der von Augustus vorgesehene Nachfolger in seinem Amt, sein Neffe Marcellus, zum Schutzpatron der Stadt auserkoren und wie Augustus in der Stadt kultisch verehrt. Ebenfalls in augusteischer Zeit scheint sich die mondän anmutende Kleinstadt zu einem Treffpunkt der römischen Oberklasse entwickelt zu haben.
Im Jahre 59 n. Chr. kam es nach einem Bericht des Historikers Tacitus im bis zu 20.000 Zuschauer fassenden Amphitheater während eines Gladiatorenkampfes zu blutigen Krawallen mit Besuchern aus der Nachbarstadt Nuceria. Darauf verbot Kaiser Nero für zehn Jahre jegliche Spiele in Pompeji. Die Ursachen für diese Auseinandersetzungen sind möglicherweise in über Pompeji und Nuceria hinausreichenden politischen Problemen zu suchen.
Ein großes Erdbeben, von dem sich Pompeji zum Zeitpunkt seines Unterganges noch nicht wieder ganz erholt hatte, erschütterte am 5. Februar 62 die Region um den Vesuv und richtete in Pompeji große Schäden an. Lange Zeit glaubte man in der Forschung, dass es infolge dieses Erdbebens zu einer Verarmung und Proletarisierung der Stadt kam, was neuere Forschungen jedoch für unwahrscheinlich halten.
Die Bevölkerung Pompejis, das in antiken Quellen uneinheitlich als urbs, oppidum oder municipium bezeichnet wurde und dessen Bürger zur tribus Menenia gehörten, wurde in der älteren Literatur auf 8.000 bis 10.000 Einwohner zur Zeit des Untergangs geschätzt. Die neuere Forschung geht aktuell von wesentlich höheren Populationszahlen von mindestens 20.000 bis zu 45.000 Menschen aus.

### Untergang

Schema einer Plinianischen Eruption.
1: Aschewolke
2: Schlot
3: Aschenfall
4: Aschen- und Lavaschichten
5: Gesteinsschicht
6: Magmakammer

Das Erdbeben des Jahres 62, das möglicherweise durch die Sackung einer Scholle des Herddaches oder das Aufreißen einer Spalte im Untergrund verursacht worden war, lockerte womöglich den Schlotpfropfen des Vulkans. In den folgenden 17 Jahren stieg durch eingeschlossene aufsteigende Gase und durch anwachsenden Dampfdruck in der Magmakammer der Druck unter dem Schlotpfropfen stark an.
Im Spätsommer oder Herbst des Jahres 79 gab es mehrere Tage lang Vorzeichen für den Ausbruch des Vesuvs, weshalb ein Teil der Einwohner Pompeji verließ. Vermutlich wurde der gesamte Ausbruch von andauernden, starken vulkanischen Beben begleitet, als der Innendruck den Widerstand des Gesteinspfropfens überwand. Ab der Sprengung des Pfropfens wurden binnen weniger Stunden in mehreren Eruptionswellen mehr als ein Kubikkilometer glühenden Magmas mit Überschallgeschwindigkeit in einer Eruptionssäule ausgestoßen, die bis weit in die Stratosphäre reichte.
Mit der Explosion des Schlotpfropfs gegen 13 Uhr wurde der Vulkanschlot derart tief leer geschossen, dass selbst die Trias-Dolomite des Herddachs mit ausgeworfen wurden. Danach blies ein Gasstrahl zerriebenes Gestein der Schlotwandungen aus. Der explosive Vulkanausbruch schleuderte Vulkanasche, Lava und Gase mehrere Kilometer hoch. Mit dem Erreichen der Tropopause flachte sich die Wolke ab, so dass ihre Form von Plinius treffend mit einer Schirmpinie verglichen wurde. Diese Wolke wurde vom Wind in Richtung Pompeji getragen, wo es begann, Bimsstein zu regnen. Im Bimssteinstaub befanden sich größere Stücke, die mit hoher Geschwindigkeit aufprallten und zahllose Dächer zum Einsturz brachten, Türen blockierten und die Bewohner der Stadt einschlossen.
Während einer Ruhepause verstürzte erstmals der Vulkanschlot. Die nächste Eruption räumte ihn wieder, auch dieses Material ging auf die Umgebung nieder. Die Gewalt des Ausbruchs nahm rasch zu. Der Schlot verstürzte ein zweites Mal und wurde ein weiteres Mal geräumt. Nun stieg gasreiches Tiefenmagma im Schlot empor, wurde durch heftige Explosionen zerstäubt und in steigernder Folge von starken Aschen-Eruptionen gefördert. Gleichzeitig verwandelte ein wolkenbruchartiger Eruptionsregen auf dem Westhang des Vulkans die Asche in Schlammströme. Durch den Auswurf pyroklastischen Materials waren der Schlot und der obere Teil der Magmakammer entleert, so dass das Dach der Magmakammer längs der Bruchlinien zusammensackte. Aus einer dieser Bruchlinien drang Magma an die Oberfläche und ergoss sich über das Sumpfgelände am Nordfuß des Monte Somma. Durch den Zusammensturz der Gipfelregion entstand eine Caldera von sechs Kilometern Durchmesser, in der sich in der Folgezeit der Kegel des heutigen Vesuvs bildete.
Als sich der Vesuv nach seinem etwa achtzehnstündigen Ausbruch wieder beruhigt hatte, waren die meisten Menschen in Pompeji entweder vom Gestein erschlagen oder erstickt. Dennoch hatten einige wenige die Katastrophe bis zu diesem Zeitpunkt überlebt. Diese fielen einer nun abgehenden Glutlawine zum Opfer.
Das berühmteste Opfer wurde der römische Schriftsteller Plinius der Ältere, der, getrieben von naturwissenschaftlichem Interesse und dem Wunsch zu helfen, mit seiner Flotte zum Ort der Katastrophe gefahren war. Vor Stabiae kam er in den Schwefelgasen um. Zeuge der Katastrophe war auch sein Neffe Plinius der Jüngere, der den Ablauf in zwei erhaltenen Briefen an den Historiker Tacitus, der ihn um Quellenmaterial gebeten hatte, detailgetreu schilderte. Der spezifische Verlauf des Vulkanausbruchs wird deshalb auch als Plinianische Eruption bezeichnet.
Nach der ältesten Abschrift des Briefes, den Plinius der Jüngere an Tacitus geschickt hatte, war das Datum des Unterganges der 24. August. Dem folgten die meisten wissenschaftlichen Darstellungen bis zu den Grabungsfunden im Oktober 2018. Doch weisen die verschiedenen Kopien des Briefes sehr unterschiedliche Daten bis zum 24. November auf. Bereits Carlo Maria Rosini kombinierte 1797 aus den unterschiedlichen Daten, aus einer Äußerung des Cassius Dio bei Xiphilinos, nach der sich der Ausbruch im Herbst (Phthinoporon) ereignete, und den gefundenen Lebensmittelresten – darunter erst im Herbst reifende Kastanien, Granatäpfel, Oliven und Pfirsichkerne –, dass der Ausbruch nicht am 24. August, sondern am 23. November stattfand. Ihm folgte 1879 Michele Ruggiero, während andere den 24. Oktober bevorzugten. Es gibt seit längerem bekannte Inschriftenhinweise, etwa auf am 16. Oktober eingelegte Oliven, für die allerdings letztlich das Jahr ihrer Niederschrift nicht bewiesen werden kann.
Im Oktober 2018 wurde ein mit Kohle geschriebenes Graffito gefunden. Es nennt als Datum den 17. Oktober und stammt wegen der Vergänglichkeit des Schreibstoffes vermutlich aus dem Jahr des Ausbruchs. Wenn dies zutrifft, ist der Ausbruch selbst wahrscheinlich auf den 24. Oktober oder später anzusetzen.
Neben Pompeji wurden auch die Städte Herculaneum, Stabiae und Oplontis vollständig verschüttet.

### Nach dem Vulkanausbruch
Über 1500 Jahre lang lag Pompeji unter einer bis zu 25 Meter dicken Schicht aus vulkanischer Asche und Bimsstein. Bald nach dem Untergang der Stadt wurden jedoch aus mehreren Gebäuden Wertgegenstände geborgen, zum Beispiel mehrere Marmorstatuen. Zudem ist mittlerweile bekannt, dass sich nach dem Vulkanausbruch von 79 n. Chr. auch wieder Menschen über dem verschütteten Pompeji ansiedelten und dort noch bis in die Spätantike eine Siedlung befand. Das dortige Lebensniveau war allerdings anscheinend sehr niedrig und erreichte keine urbanen Qualitäten.

## Wiederentdeckung und neuzeitliche Erforschung

### Frühe Ausgrabungen

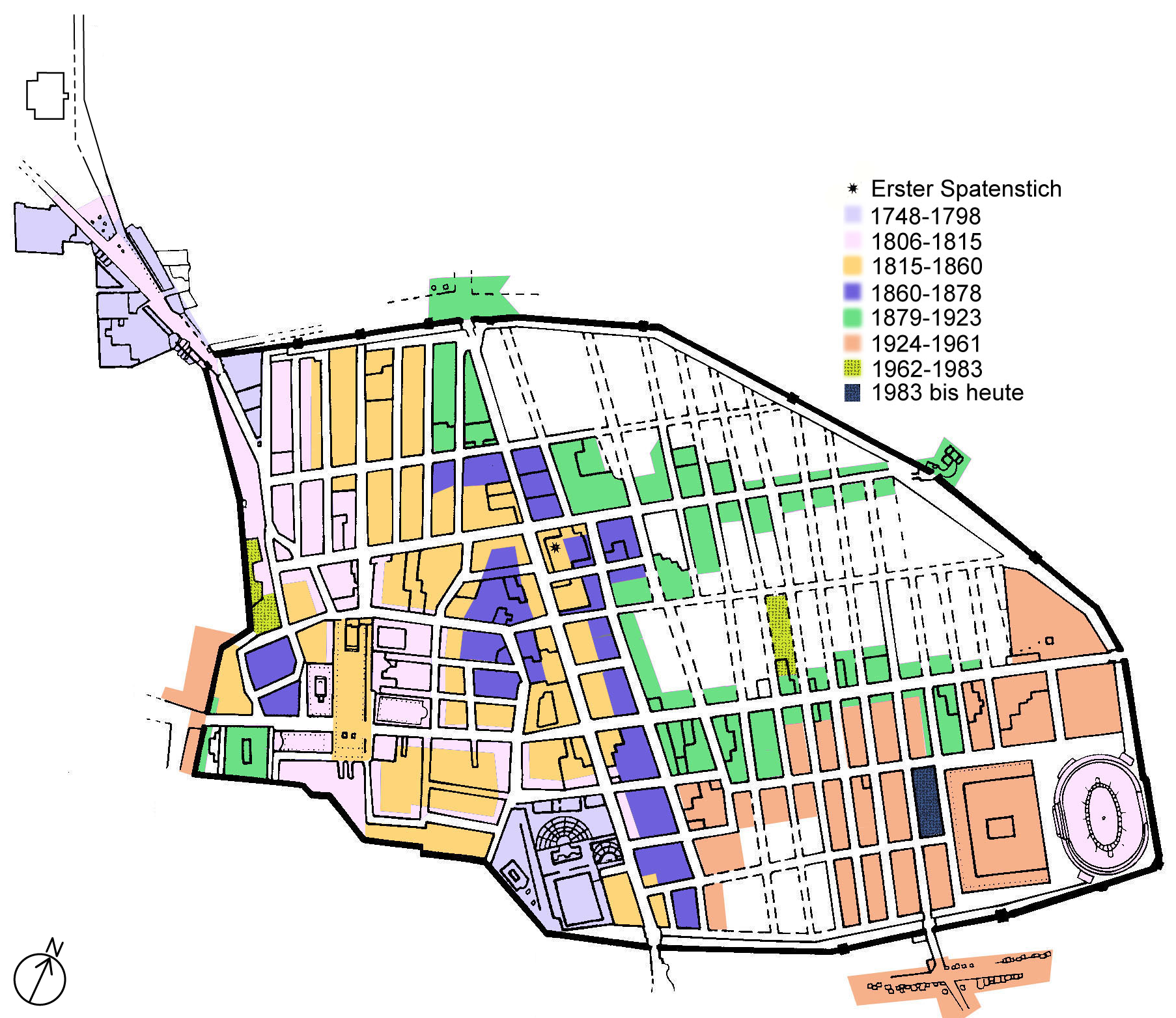
Chronologie der Ausgrabungen in Pompeji

In den folgenden Jahrhunderten war das Gelände der früheren Stadt nur sporadisch besiedelt. Grabräuber suchten im Verlauf der Jahrhunderte mehrfach in einfach zu erreichenden Ruinen nach wertvollen Stücken und plünderten diese. Im Jahre 1592 entdeckte Domenico Fontana bei Kanalbauarbeiten Inschriften, Marmortafeln, Münzen und Ähnliches, für die sich jedoch niemand interessierte. Das Gelände wurde von den Einheimischen La Civita – die Stadt – genannt.
Der Beginn der wissenschaftlichen Ausgrabungen, der offiziell auf den 6. April 1748 datiert wurde, hängt mit den ab 1709 von Emmanuel Maurice de Lorraine, Herzog von Elbeuf, begonnenen Ausgrabungen in Herculaneum zusammen, die ab 1738 offiziell vom neapolitanischen Königshaus in Auftrag gegeben und dem spanischen Ingenieuroffizier Oberst Roque Joaquín de Alcubierre überantwortet worden waren. Die spektakulären Funde von zahlreichen Statuen und Artefakten weckten auch das Interesse für weitere Forschungen im bis dahin wenig interessanten Gebiet von Pompeji und Stabiae. Auch die Grabungen, die das neapolitanische Königshaus 1748 im Gebiet von Pompeji ebenso Alcubierre anvertraute, hatten vor allem das Ziel, besondere Schaustücke und Wertgegenstände zu bergen. Alcubierre hatte bei seinen Grabungen allerdings nur wenig Erfolg und wandte sich 1750 wieder Herculaneum zu. Er stellte fest, dass er wohl eine größere Siedlung entdeckt hatte. Da er sie für Stabiae hielt, nannte er das entdeckte Theater Teatro Stabina. Vier Jahre später wurden die Ausgrabungen wieder aufgenommen, jetzt unter der Aufsicht der 1755 gegründeten Accademia Ercolanese. Die Objekte, nach denen man suchte, waren in erster Linie Statuen, Schmuck und Edelmetalle sowie in besonderem Maße Wandmalereien, die herausgelöst und nach Portici in ein extra errichtetes Museum gebracht wurden.

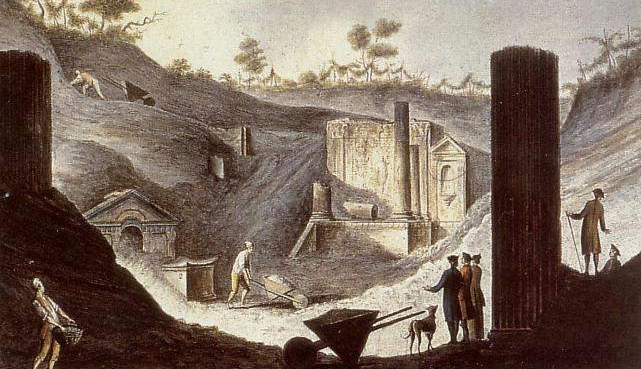
Ausgrabungen am Isis-Tempel

Am 20. August 1763 fand man einen Stein mit der Inschrift „[…] rei publicae Pompeianorum […]“. Damit war die Stadt ohne Zweifel als Pompeji identifiziert. Seit 1763 konnte man das Grabungsgebiet auch besuchen. Zu den ersten Schaustücken gehörten das Theater, der Isistempel, das Herculaner Tor und die Diomedesvilla vor der Stadt. Die neapolitanischen Könige Karl VII. und Ferdinand IV. beanspruchten das exklusive Vorrecht auf die gefundenen Schätze. So war es Besuchern verboten, die Ruinen zu zeichnen. Noch schlimmer für die spätere Forschung war, dass beide die Zerstörung von Wandmalereien anordneten, nur damit sich niemand ihrer bemächtigen konnte. Erst als Johann Joachim Winckelmann öffentlich protestierte, stellte das Königshaus dies ein. Nicht verhindert werden konnte, dass ausgewählte Stücke an andere europäische Königshäuser verschenkt wurden. Die Accademia Ercolanese publizierte zwischen 1757 und 1792 die achtbändige Reihe Antichità di Ercolano, deren Prachtbände an ausgewählte Empfänger in ganz Europa verschenkt wurden. Dank dieser Bücher weiß man heute, welche Kunstschätze damals verlorengingen.
Durch den Einfluss der Werke Winckelmanns und ein geändertes Bewusstsein in der bürgerlichen Gesellschaft war die Auseinandersetzung mit den Hinterlassenschaften der Römer nun eine Auseinandersetzung mit der eigenen, europäischen Kultur. Diese Veränderung setzte nach 1760 ein. Von nun an wurde die Antike zu einer Art Ideal erhoben. Man stellte sich die Antike als eine Ansammlung von Prachtbauten vor. Da die Befunde Pompejis dieser Vorstellung meist nicht gerecht wurden und der Bedarf des königlichen Museums gedeckt war, schlief das Interesse an weiteren Ausgrabungen in Pompeji vorerst ein; die Ausgrabungen gingen nur langsam voran. Nach dem Tode Alcubierres 1780 wurde Francesco La Vega neuer Grabungsleiter. Prominente Besucher Pompejis in dieser Frühzeit der Ausgrabungen waren unter anderem Johann Wolfgang Goethe („Es ist viel Unheil in der Welt geschehen, aber wenig, das der Nachwelt so viel Freude gemacht hätte“) und Wolfgang Amadeus Mozart.
Einen großen Fortschritt bei der Erforschung gab es, als im Januar 1799 französische Truppen unter General Jean-Étienne Championnet Neapel besetzten und 1806 bis 1815 die Herrschaft über Italien innehatten. Die Leitung der Ausgrabungen lag nun in französischer Hand und ging planmäßiger vonstatten. Als Erstes wurde das Land, auf dem Pompeji liegt, enteignet. Zeitweise wurden bei den Grabungen bis zu 700 Arbeiter eingesetzt. Teile des Forums wurden ergraben, ebenso die von Norden kommende Hauptstraße Via di Mercurio und die sich anschließende zum Forum führende Via del Foro. Somit wurden die schon ergrabenen Bereiche im Norden und Süden miteinander verbunden. In West-Ost-Richtung wurden Teile der Via dell’Abbondanza freigelegt. Die geplante komplette Ausgrabung der Stadtmauer, die einen Gang durch die Stadt ermöglichen sollte, konnte bis zum Abzug der Franzosen 1815 nicht realisiert werden. Immerhin hatte man nun erstmals einen Eindruck von der Größe und dem Erscheinungsbild der antiken Kleinstadt. In den folgenden Jahren mussten die Ausgräber andauernd mit Geldmangel kämpfen. Die Grabungen schritten wieder nur langsam voran, trotzdem fand man Bedeutendes, so das Haus des Fauns, das Haus des Meleager, das Haus des tragischen Dichters und das Haus der Dioskuren.

### Giuseppe Fiorelli und der Beginn der wissenschaftlichen Erforschung

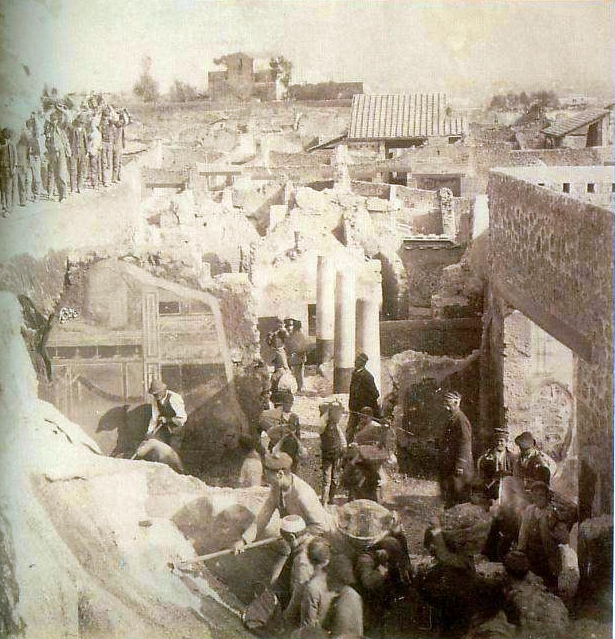
Ausgrabung eines Hauses gegen Ende des 19. Jahrhunderts

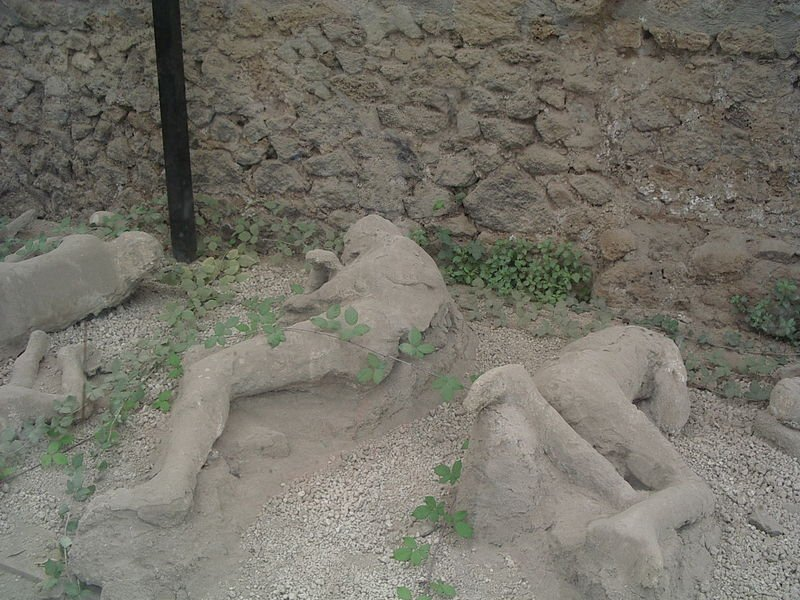
Opfer des Vulkanausbruchs (Abgüsse der Hohlräume im erkalteten Gestein)

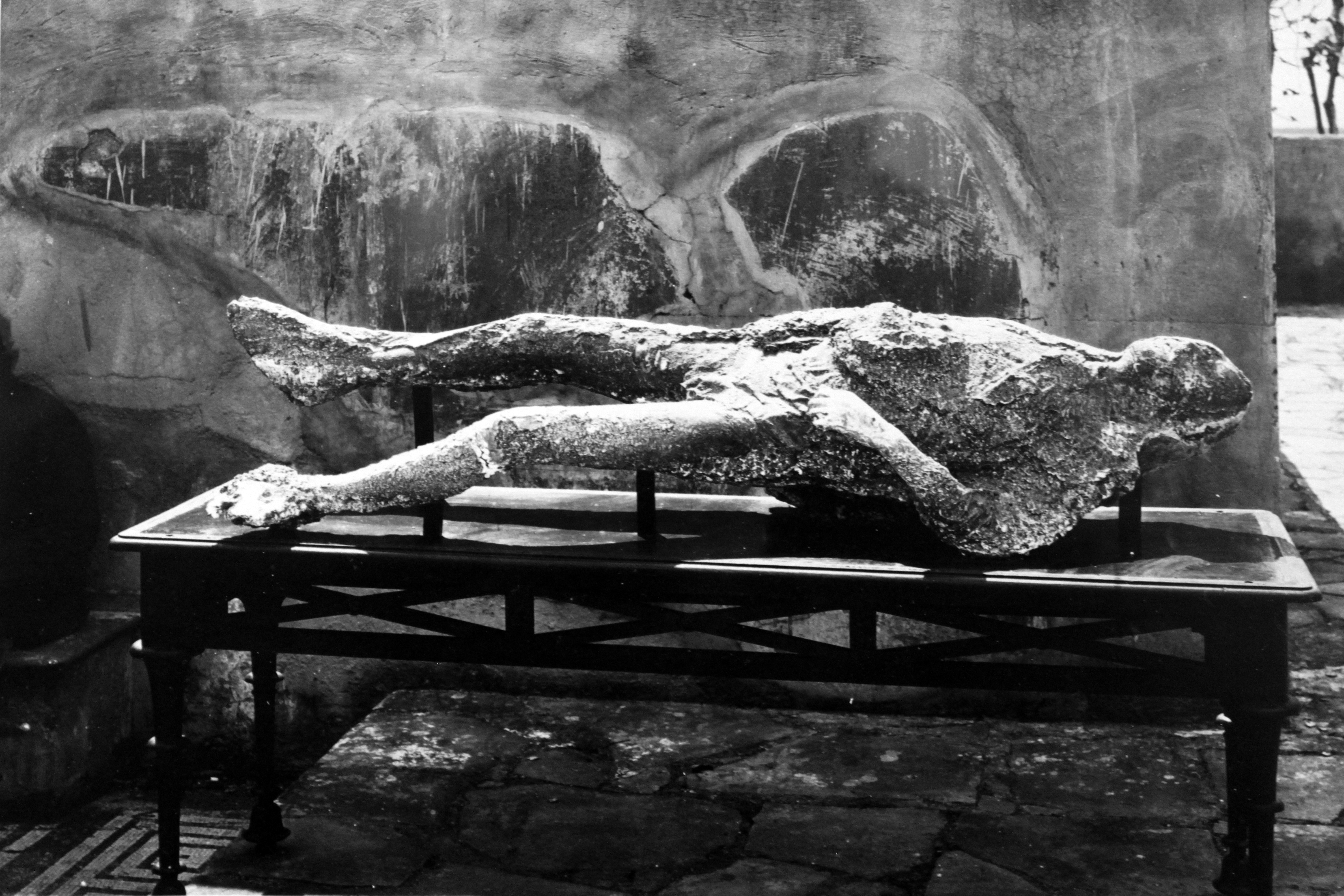
Menschlicher Gipsabguss des Hohlraums im erstarrten Gestein, gefunden am 5. Februar 1863, fotografiert von Giorgio Sommer

Mit der Ernennung Giuseppe Fiorellis zum Soprintendente im Jahre 1863 begann eine neue Epoche in der Erforschung der Stadt. Die folgenden zwölf Jahre unter seiner Leitung sollten prägend werden. In der zweiten Hälfte des 19. Jahrhunderts machten die Grabungstechniken große Fortschritte. Die Arbeit wurde immer wissenschaftlicher und stetig verbessert. So wurden etwa Gipsabgüsse der Toten angefertigt. Dabei wurden, wenn die Ausgräber Hohlräume entdeckten, die die Leichen im erhärteten Gestein hinterlassen hatten, jene vorsichtig mit Gips ausgefüllt. Nach dem Erstarren konnte man die Toten als Gipsmodelle erkennen. Ihr Ausdruck reicht vom offensichtlichen Todeskampf bis hin zu einem friedlichen Eindruck des Einschlafens. Im Laufe der Zeit wurden diese Methoden verfeinert, sodass man auch kleinere Hohlräume ausgoss, die von vormals organischem Material hinterlassen worden waren. Das konnten ehemalige Holzmöbel sein oder auch Wurzeln. Auch den oberen Stockwerken der Bauten schenkte man nun Beachtung, die Obergeschosse wurden zum Teil auch rekonstruiert. Häuser grub man nun von oben und nicht von der Seite kommend aus. Das führte zu eindeutigen wissenschaftlichen Befunden, auch über die Dachkonstruktionen, und verhinderte das Einstürzen der Wände, das bis dahin wegen der Last des Erdreiches im Inneren der Häuser oft geschehen war. Man kümmerte sich nun auch um die Sicherung und den Erhalt der schon ausgegrabenen Teile der Stadt, die bisher meist nur notdürftig oder gar nicht rekonstruiert worden und erneut dem Verfall preisgegeben waren.
Die Restaurierung wurde vor allem unter Fiorellis Nachfolger Michele Ruggiero ein bedeutender Bestandteil der Arbeit. Fiorelli führte auch Methoden der wissenschaftlichen Dokumentation ein. Er unterteilte die Stadt in die noch heute gültigen neun Bereiche (regiones) und Häuserblöcke (insulae) und nummerierte die Eingänge der einzelnen Häuser (domus), so dass jedes durch diese drei Zahlen erfasst ist, zusätzlich zu dem meist von den Ausgräbern dem Haus zugedachten Namen; zum Beispiel VI 15,1 (sog. Casa dei Vettii). Fiorelli gab mit dem Giornale degli Scavi auch das erste Periodikum mit aktuellen Ausgrabungsberichten heraus. Unter Fiorellis Nachfolgern wurden die letzten Reste der bislang unausgegrabenen Flächen westlich der Via Stabiana freigelegt. Damit war der gesamte Westen der Stadt archäologisch untersucht.
1889 untersuchten der Archäologe Friedrich von Duhn und der Architekt Louis Jacobi tiefere Schichten der Stadt und stießen auf einen dorischen Tempel aus dem 6. Jahrhundert v. Chr. Zwischen 1907 und 1911 fand man vor den Mauern der Stadt zwei Nekropolen aus samnitischer Zeit (5. Jahrhundert v. Chr.). Vittorio Spinazzola leitete zwischen 1911 und 1924 die Erforschung der kompletten Via dell’Abbondanza (auch Basarstraße genannt) bis zum Sarno-Tor. Spinazzolas Rekonstruktionen der Fassaden der Gebäude an dieser Straße sind in der Wissenschaft jedoch äußerst umstritten. Um die Mauerwerke, Fresken, Mosaiken, Inschriften usw. zu schützen, errichtete man auf den Mauern schon seit Ende des 19. Jahrhunderts geneigte kleine Ziegeldächer. Dabei achtete man jedoch nicht auf die ursprünglichen Raumhöhen oder gar auf Obergeschosse. Auch wurden Wasser- und Stromleitungen verlegt, zum Teil, um für die Besucher Effekte durch Springbrunnen oder Licht zu erzeugen. Auch die Bepflanzungen der Innenhöfe der Häuser zu dieser Zeit mit Lorbeerbäumen und Palmen hat mehr geschadet als genutzt und stellt die Archäologen noch heute vor Probleme. Auch bei den Mauern kann man heute kaum noch zwischen Originalteilen und neuen Mauerteilen unterscheiden. Doch das größte Problem ist mittlerweile die Baufälligkeit der Rekonstruktionen aus dieser Zeit.

### Moderne Archäologie: Von den 1920er Jahren bis heute

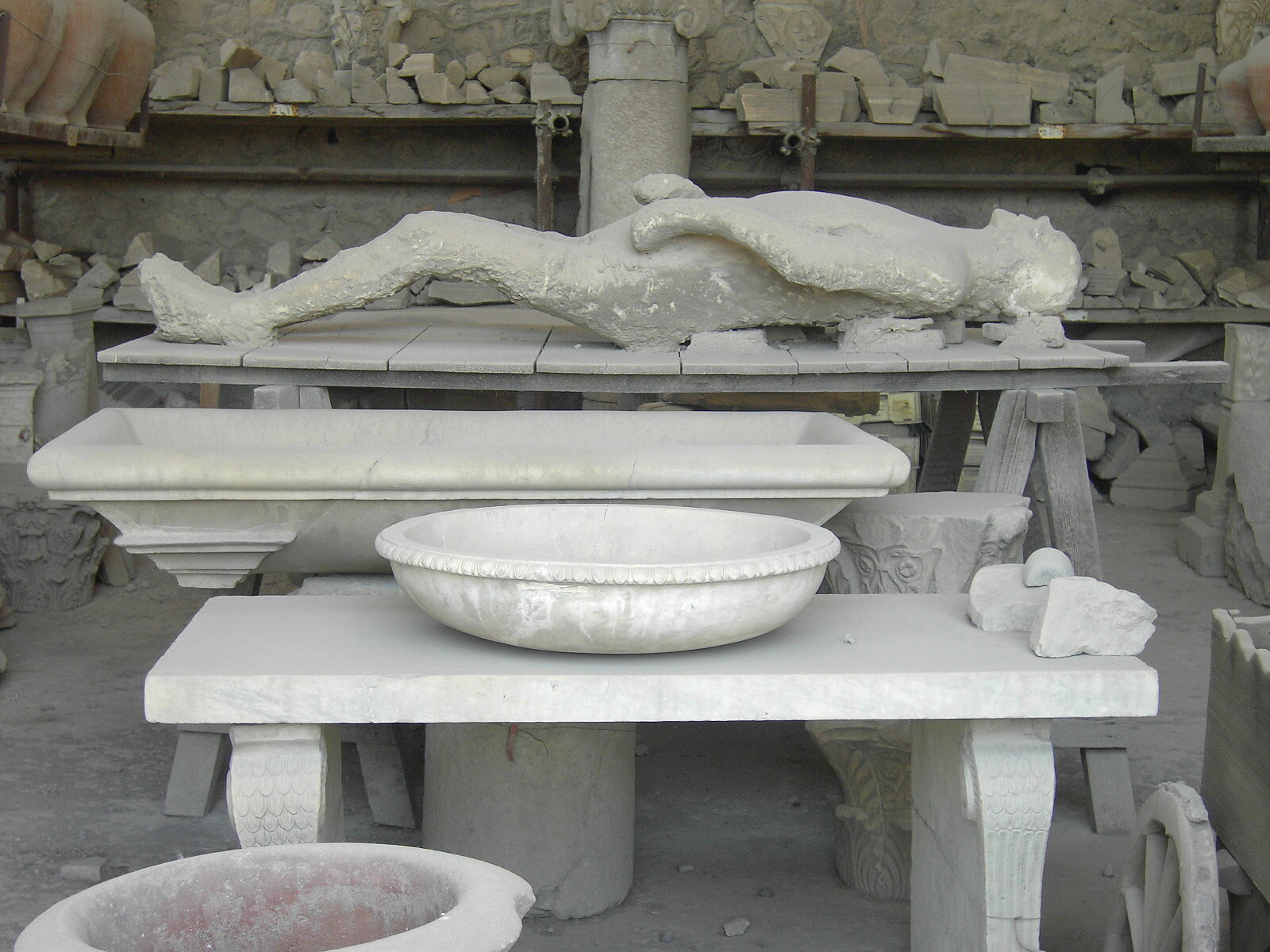
Funde und Ausguss vom Hohlraum eines Opfers im erhärteten Gestein

In den 1920er-Jahren wurde unter Amedeo Maiuri, der für fast 40 Jahre Ausgrabungsleiter in Pompeji war, erstmals in älteren Schichten als der von 79 n. Chr. gegraben, um auch Erkenntnisse über die Siedlungsgeschichte zu erlangen. Der Zweite Weltkrieg brachte weitere Zerstörungen, als alliierte Flugzeuge im September 1943 Pompeji bombardierten. Vor allem die damals neu ausgegrabenen Bereiche waren betroffen. Unter Maiuri fanden in den 1950er-Jahren die letzten Grabungen in großem Stil statt, die jedoch nur unzureichend wissenschaftlich dokumentiert wurden. Nach Maiuris Grabungen war auch der Bereich südlich der Via dell’Abbondanza und der Verlauf der Stadtmauer nahezu komplett freigelegt. Die Konservierung wurde jedoch sträflich vernachlässigt und stellt die heutigen Archäologen vor große Schwierigkeiten. Ausgerechnet dieser Bereich, der doch wegen seiner dichten Bebauung mit Werkstätten, Herbergen und Kneipen ein genaues Bild vom Leben der Stadt zeichnen könnte, wirkt heute – nicht zuletzt nach einem fragwürdigen Wiederaufbau in den 1980er- und 1990er-Jahren nach dem schweren Erdbeben vom 23. November 1980, das große Zerstörungen in Pompeji angerichtet hatte – leblos und steril. Auch die Ausgrabung des Gräberfeldes vor dem Noceraner Tor fällt in diese Zeit. Seitdem beschränkte man sich, abgesehen von kleineren Sondierungen oder gezielten Sondagen und Grabungen, auf die schon ausgegrabenen Gebiete. Mittlerweile sind etwa zwei Drittel der Stadt freigelegt. Weitere Ausgrabungen im großen Stil sind derzeit nicht absehbar. Heute versuchen die Archäologen zu rekonstruieren, zu dokumentieren und vor allem den immer schneller voranschreitenden Verfall aufzuhalten. Pompeji wird auch zunehmend zu einem internationalen Forschungsprojekt. So ist etwa auch das Deutsche Archäologische Institut seit langem in Pompeji tätig. Zu nennen ist besonders das von Volker Michael Strocka geleitete Forschungsprojekt Häuser in Pompeji oder die Erforschungen der Casa dei Postumii (1997 bis 2002) durch Jens-Arne Dickmann und Felix Pirson.
Die Funde aus Pompeji sind seit 1787 im Museo Archeologico Nazionale in Neapel, neuere Funde auch vor Ort im Antiquarium zu sehen.

#### Struktur der „Sovrintendenza“
Im Zuge der Neuaufstellung der regionalen Archäologie im Nachgang des Erdbebens von 1980 wurde 1981 die Soprintendenza archeologica di Pompei gegründet. Die vorherige Sovrintendenza, die Neapel mitsamt dem Archäologischen Nationalmuseum sowie die Vesuvregion betreute, wurde in zwei Teile geteilt, Pompeji und die übrigen Stätten der Vesuvregion wurden aus der Region Neapel herausgelöst und selbstständig. Seit 1997 hat die Soprintendenza wissenschaftliche, organisatorische, administrative und finanzielle Unabhängigkeit. Neben dem archäologischen Direktor gibt es seitdem auch einen diesen unterstützenden administrativen Leiter. 2007 wurden die beiden Soprintendenzen wieder zur Soprintendenza Speciale per i beni archeologici di Napoli e Pompei vereinigt, ihr gehörten bei finanzieller Unabhängigkeit nun nicht nur die Provinz Neapel, die Stadt Neapel mit dem Archäologischen Nationalmuseum, Pompeji, Stabiae, Oplontis und Boscoreale, sondern auch Herculaneum, die Phlegräischen Felder mit Cuma, Pozzuoli und Baiae sowie Ischia, Capri und die Sorrenter Küste an. 2014 kam es zu einer erneuten Aufteilung in eine Soprintendenza Speciale per i beni archeologici di Pompei, Ercolano e Stabia sowie eine Soprintendenza für Neapel, die Phlegräischen Felder sowie Caserta. 2016 wurde sie umbenannt in Soprintendenza Pompei, 2017, um sie an die internationalen Gepflogenheiten anzupassen, in Parco Archeologico di Pompei. Im Zuge dessen wurde auch der Parco Archeologico di Ercolano wieder selbstständig.
Der Park ist in 18 Abteilungen unterteilt. Die neun innerpompejanischen Regionen sind acht davon (die Regionen IV und V bilden eine Abteilung), eine Neunte sind die unmittelbaren Stätten Extra moenia (außerhalb der Mauern) und die Zehnte das Antiquarium sowie die übrigen Ausstellungsstätten. Acht Abteilungen gehören nicht zur unmittelbaren Stätte von Pompeji: Antiquarium di Boscoreale und die Villa Regina, Stabiae, Oplontis und die Villa Sora, Reggia di Quisisana, Longola, das Castello di Lettere, Terzigno und Polverificio Borbonico. Abgesehen vom Polverificio Borbonico ist jeder der Abteilungen ein Archäologe zugeordnet, wobei ein Archäologe auch mehrere Abteilungen betreuen kann. Stand Ende 2023 sind es fünf Archäologen beziehungsweise Archäologinnen: Giuseppe Scarpati (Regio I, VIII, IX, Oplontis), Silvia Martina Bertesago (Regio II, Antiquarium, Stabiae), Maria Rispoli (Regio III, IV+V, Extra moenia, Reggia di Quisisana), Antonino Russo (Regio VI, VII, Longola, Terzigno, Castello di Lettere) und Annamaria Sodo (Boscoreale). Vielen Abteilungen ist ein Architekt oder Architektin zugeordnet, von denen derzeit vier beschäftigt sind: Arianna Spinosa (Regio I, II, VII, Oplontis), Paolo Mighetto (Regio III, VI, IX, Extra moenia, Polverificio Borbonico), Raffaele Martinelli (Regio IV+V, VIII, Boscoreale, Longola) und Immacolata Bergamasco (Stabiae). Ebenfalls fast allen Abteilungen ist eine der vier Restauratorinnen zugewiesen: Paola Sabbatucci (Regio I, II, VIII), Ludovica Alesse (Regio III, VII, IX, Antiquarium di Boscoreale), Teresa Argento (Regio V, Extra moenia, Stabiae, Reggia di Quisisana), Elena Gravina (Regio IV, Villa Regina, Oplontis), ebenso einer der beiden Ingenieure beziehungsweise Ingenieurinnen: Alessandra Zambrano (Regio I, II, VI, VII, Stabiae) und Vincenzo Calvanese (Regio III, IV+V, VIII, IX, Extra moenia, Boscoreale, Oplontis, Reggia di Quisisana). Boscoreale (Sodo), Stabiae (Bertesago) und Reggia di Quisisana (Rispoli) unterstehen einer jeweils örtlichen Direktorin, Oplontis einer Koordinatorin (Spinosa). Zudem ist Arianna Spinosa dem Direktor Gabriel Zuchtriegel als Capo Area (Bereichsleiterin) beigeordnet.

### Grabungsleiter, Direktoren und Superintendent der historischen Stätte von Pompeji
Eingerückt die verantwortlichen Direktoren für Pompeji. Zeitweise waren mehr als eine Person für die archäologische Stätte von Pompeji verantwortlich oder die Amtsinhaber wechselten sich als Grabungsleiter und Museumsdirektoren in Neapel ab. Seit 1961 sind die Superintendenten von Neapel und Caserta für Pompeji zuständig, daneben gibt es immer auch örtliche Leiter für Pompeji (eingerückt) wie auch für Herculaneum, Oplontis, Stabiae und Boscoreale.
- 1738–1780 Roque Joaquín de Alcubierre
  - 1750–1760 Karl Weber als verantwortlicher Assistent
- 1764/1778–1797 Francesco La Vega
- 1799–1804 Antoine Christophe Saliceti
- 1804–1814 Pietro La Vega
- 1807–1838 Michele Arditi
  - 1814–1825 Antonio Bonnucci
  - 1825–1828 Nicola d’Apuzzo
  - 1827–1837 Carlo Bonucci
  - 1837–1848 Pietro Bianchi
- 1839–1850 Francesco Maria Avellino
  - 1849–1851 Giuseppe Settembre
- 1850–1863 Domenico Spinelli
  - 1851–1852 Guglielmo Bechi
  - 1852–1860 Gaetano Genovese
- 1860–1875 Giuseppe Fiorelli
- 1864/1875–1893 Michele Ruggiero
- 1893–1901 Giulio De Petra
- 1901–1905 Ettore Pais
- 1905–1910 Antonio Sogliano
- 1906–1910 Giulio De Petra
- 1911–1923 Vittorio Spinazzola
- 1924–1961 Amedeo Maiuri
- 1961–1976 Alfonso De Franciscis
- 1977 Luigi D’Amore
- 1977–1981 Fausto Zevi
- 1981–1984 Giuseppina Cerulli Irelli
- 1984–1995 Baldassare Conticello
- 1995–2009 Pietro Giovanni Guzzo
- 2009–2010 Mariarosaria Salvatore (Interim)
- 2010 Giuseppe Proietti (Interim)
- 2010 Jeannette Papadopoulos (Interim)
- 2010–2014 Teresa Cinquantaquattro
- 2014–2020: Massimo Osanna
- 2021–0000: Gabriel Zuchtriegel

## Stadtentwicklung und Infrastruktur

### Straßen, Verkehrsführung, Stadttore und Stadtmauer
Die Stadtentwicklung Pompejis ist bis heute nur ungenügend erforscht, da sich die Ausgrabungen zumeist auf den Horizont des Zeitpunktes des Unterganges im Jahr 79 n. Chr. beschränkten. Tiefere Sondierungen sind bisher nur an wenigen Stellen und bei ausgesuchten Projekten und Objekten vorgenommen worden. Somit kann man über die Entwicklung der Stadt bisher nur Teilaussagen treffen. Bei der neueren Erforschung der Stadt steht jedoch auch die Erforschung tieferer Schichten im Vordergrund.
Noch heute kann man auf dem Plan Pompejis die Keimzelle (Siedlungsnukleus) der Stadt erkennen, die auf einem Lavaplateau in exponierter Stellung errichtet wurde. Den Umriss dieser ursprünglichen Siedlung im Südwesten der Stadt erkennt man anhand der Straßenführung, die anders als beim Rest der Stadt nicht geradlinig und in Form eines Rasters angelegt wurde. Spätere große Straßen, vor allem die Via dell’Abbondanza, wurden in das Altstadtgebiet fortgeführt, doch selbst bei diesen Arbeiten konnte man die Achsen nicht ganz geradlinig erweitern.
Die systematische Anlage der Straßen außerhalb der Altstadt lässt eine geplante Erschließung des neuen Siedlungsgebietes vermuten. In der Forschung ist umstritten, wann diese Anlage erfolgte. Neuere Untersuchungen geben Hinweise darauf, dass dies schon recht früh geschehen sein muss und dass im Zuge der Anlage des Straßensystems auch schon die Stadttore und die Stadtmauer geplant wurden.

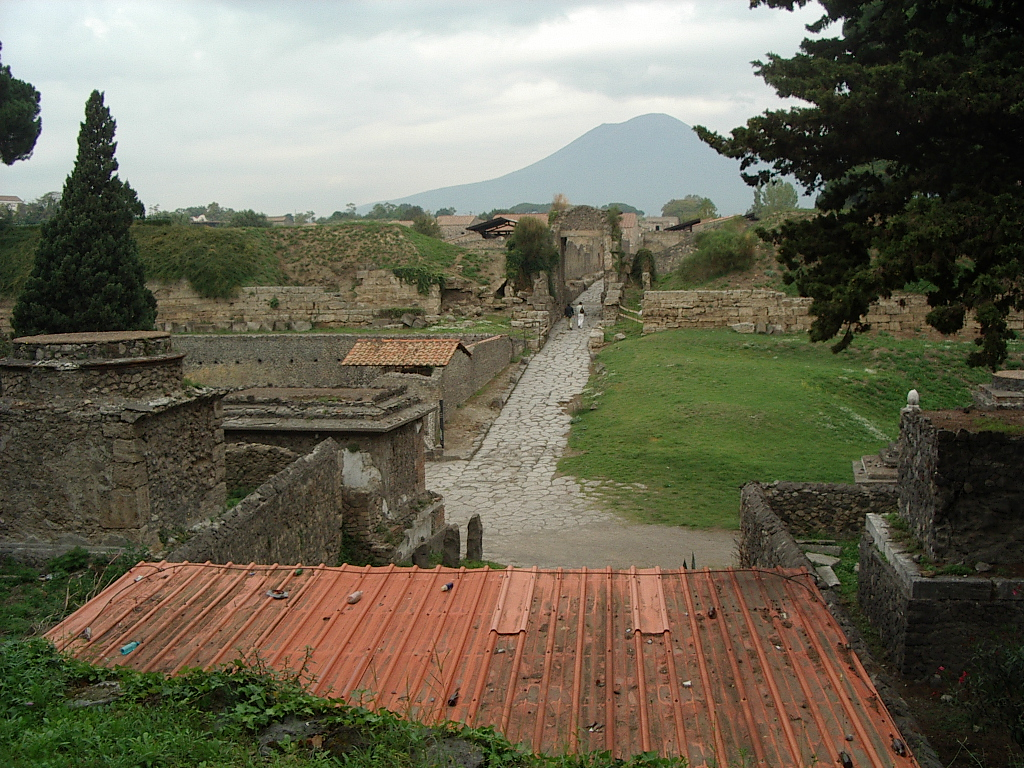
Blick auf das Noceraner Tor

Bei genauer Betrachtung fällt auf, dass die Stadt Pompeji von fünf großen Straßen durchzogen war. In West-Ost-Richtung (decumanus genannt) lag im Norden eine im Westteil als Via della Fortuna, im Ostteil als Via di Nola bezeichnete Straße, die im Osten ins Nolaner Tor mündete, im Westen in eine kurz vor der Stadtmauer verlaufende kleinere Straße. Parallel zu dieser Straße verläuft im Süden vom Hafentor kommend die recht kurze Via Marina, die hinter dem Forum als Via dell’Abbondanza fast die ganze Stadt durchläuft und die Stadt durch das Sarno-Tor verlässt. In Nord-Süd-Richtung verläuft im Westteil der Stadt die Via del Foro, die, nachdem sie die Via della Fortuna gekreuzt hat, Via di Mercurio genannt wird. Nachdem sie das Forum passiert hat, wird sie leicht nach Westen versetzt als Strada delle Scuole fortgeführt und mündet nach kurzem Weg in eine kleinere Straße, die kurz vor der Stadtmauer parallel zur Mauer verläuft. Die mittlere Nord-Süd-Straße ist die Via Stabiana. Sie ist die einzige Straße, die absolut gerade von einem Tor zum anderen durch die gesamte Stadt verläuft. Im Norden endet sie am Vesuv-Tor, im Süden am Stabianer Tor. Die dritte und östlichste der drei Straßen ist die vom Noceraner Tor kommende Via di Porta Nocera. Von ihr ist vor allem der südliche Teil bis zur Via dell’Abbondanza ausgegraben. Es ist jedoch sicher, dass sie im Norden auf kein Stadttor trifft. Das einzige Stadttor, das nicht an einer der großen Straßen lag, war das Herculaner Tor, das sich in der Nordwestecke befand.
Trotz der geplanten Anlage des größten Teiles der Stadt weichen weite Teile der Straßenführungen – vor allem im Nordwesten und Südosten – von der Ausrichtung der Nord-Süd-Achse der Stadt (Via Stabiana) ab. Im Nordwesten orientiert sich die Straßenführung an der Via di Mercurio, im Südosten am Noceraner Tor. Auch in den unmittelbar an die Altstadt angrenzenden Stadtteilen gibt es an der Altstadt orientierte Abweichungen von der Hauptachse.
Die Straßenführung legt nahe, dass Bereiche nördlich der Altstadt schon im Laufe des 6. Jahrhunderts v. Chr. angelegt und partiell bebaut wurden. Die Erweiterung des Stadtgebietes über die Via Stabiana hinaus nach Osten erfolgte wohl nicht vor dem Ende des 4. Jahrhunderts. Auch hier gibt es zwei unterschiedliche Straßenführungen. Somit kann man auch hier davon ausgehen, dass die Siedlung nach Osten in zwei Schritten erfolgte. Vor allem der zweite legt nahe, dass hier eine größere Menge Menschen gleichzeitig angesiedelt wurde. Es wird vermutet, dass es sich hierbei um frühere Bewohner der von Hannibal 215 v. Chr. zerstörten Stadt Nuceria Alfaterna handelte.
Das schnelle Anwachsen der Stadt schon im 6. Jahrhundert v. Chr. während der ersten drei Siedlergenerationen erklärt auch die Entscheidung, eine erste, noch recht niedrige Verteidigungsmauer zu errichten. Dieses Bauwerk aus der Mitte des 6. Jahrhunderts v. Chr. wurde jedoch schon zu Beginn des 5. Jahrhunderts v. Chr. wieder abgerissen und durch einen massiven Bau aus zwei Kurtinen mit verfülltem Zwischenraum ersetzt. Unklar ist, ob die Errichtung der Mauer einer realen Bedrohung durch benachbarte Siedlungen oder im Hinterland siedelnden Stämmen geschuldet war. Neueste Funde am Rande der Altstadt deuten darauf hin, dass es eventuell schon während einer frühen Besiedlungsphase eine Mauer um die Altstadt gegeben hatte. Das würde auch erklären, warum die Via dell’Abbondanza am Rande der Altstadt einen leichten Knick nach Norden macht – hier ist ein früheres Stadttor anzunehmen, durch das die Straße ursprünglich einmal geführt wurde. Jedoch sprechen die Funde für eine Errichtung der Altstadtmauer erst im 5. Jahrhundert v. Chr. Damit wäre diese jünger als der erste Mauerring. Daher kann man annehmen, dass die Altstadt ein zusätzlich befestigter Schutz- und Rückzugsort war.

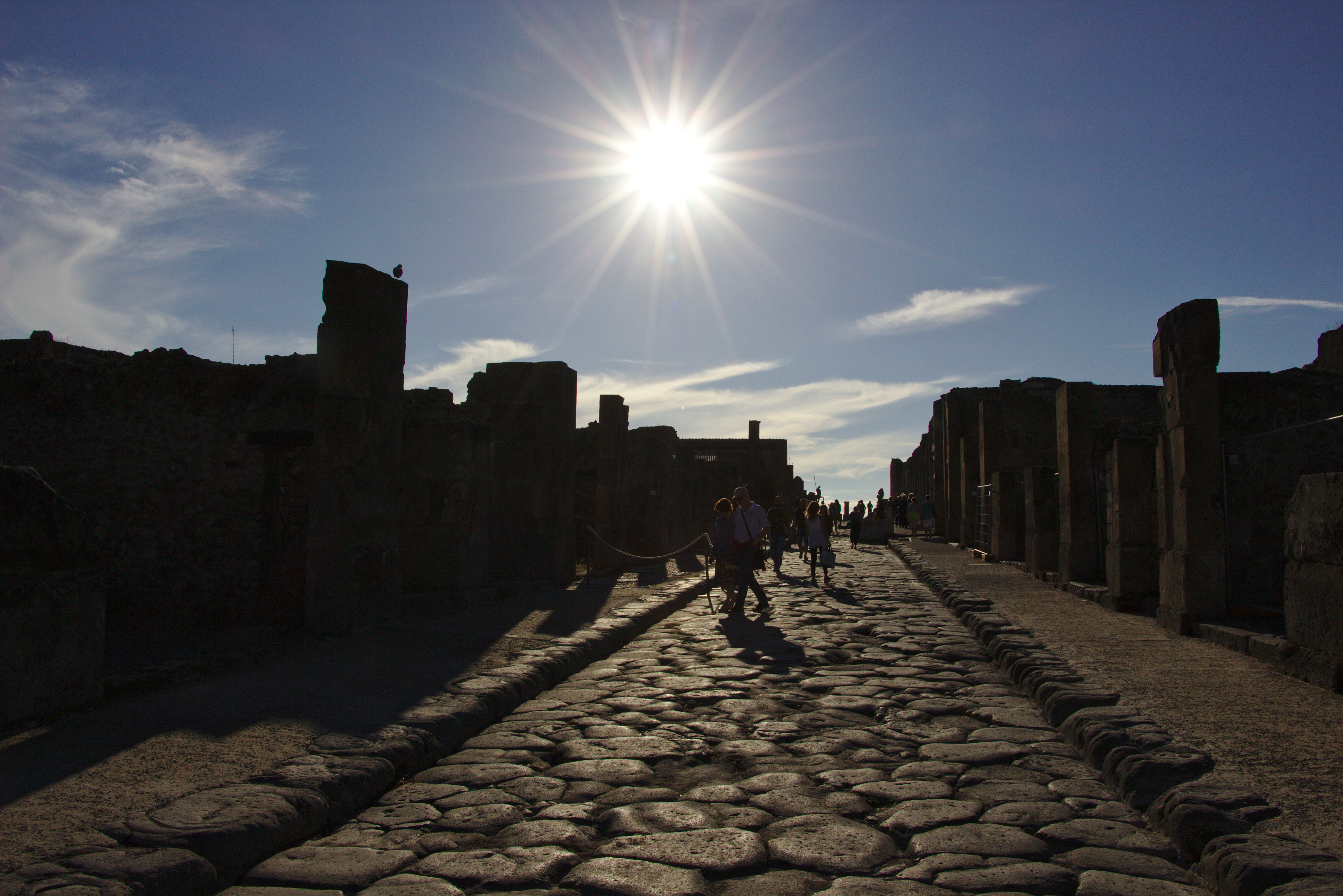
Pompejianische Straße am Abend

Obwohl erst wenige Befunde zur vorrömischen Besiedlung vorliegen, kann man jetzt schon sagen, dass in der Zeit, in der die Samniten über die Stadt herrschten (5./4. Jahrhundert v. Chr.), so gut wie keine städtebauliche Entwicklung erkennbar ist. Als die Römer ihren Einfluss auch auf Kampanien ausweiteten und in Pompeji zu plündern versuchten, entschloss man sich in der Stadt zum Bau einer dritten Stadtmauer. Diese wurde aus Kalksteinquadern errichtet, die an besonders gefährdeten Stellen wie an der Nordseite der Stadt zusätzlich durch einen angeschütteten Erdwall verstärkt wurde. In diese Zeit fällt auch die Errichtung des Sarno-Tores und des Noceraner Tores. Also scheint dieses Gelände erst zu dieser Zeit in die Stadt eingebunden worden zu sein. Jetzt hatte Pompeji endgültig die Form, die es bis zu seinem Untergang behalten sollte. Die Stadtmauern wurden noch zweimal verstärkt, zuerst während der Bedrohung durch Hannibal und ein zweites Mal während der Auseinandersetzungen mit Rom im Bundesgenossenkrieg. Letzte Veränderung an der Mauer war die Errichtung von zwölf Türmen im Südosten, Osten und Norden. Die Türme wurden jeweils am Ende von Straßen errichtet, damit die Verteidiger schnellstmöglich zu ihnen gelangen konnten.
Es fällt auf, dass ursprünglich keine Sackgassen in der Stadt zu finden waren. Erst durch Umbauten in der Kaiserzeit wurden einige wenige vorherige Durchgangsstraßen zu Sackgassen. Damit waren auch kleinere Nebenstraßen Durchgangsstraßen und man kann davon ausgehen, dass diese zum Teil stark frequentiert wurden. So gelangte man problemlos von jedem Punkt der Stadt zur Stadtmauer, was im Verteidigungsfall von nicht geringer Bedeutung war. Die Bebauung reichte auch nur im durch die Steilwand gesicherten Westen und Südwesten (Altstadt) bis an die Mauer heran. Dadurch bildete sich ein nahezu durchgängiger Mauerring. Ein weiterer positiver Punkt dieser Planung war ein ungehinderter Verkehr in der Stadt – wo keine Sackgassen sind, gibt es weniger Rückstaus.
Anzumerken ist, dass die Straßen in erster Linie von Lasttieren und Lastträgern benutzt wurden. Für die normalen Fußgänger gab es auf den Hauptstraßen meist Fußwege. Trotz der tiefen Radspuren muss man annehmen, dass es keinen so regen Verkehr mit Fuhrwerken gab, wie man es sich vor allem früher vorgestellt hat. Die tiefen Radspuren haben sich über etwa 150 Jahre in den im Laufe des 1. Jahrhunderts v. Chr. gepflasterten Straßengrund gefressen. Ein weiterer Beleg für einen überschaubaren Wagenverkehr ist, dass man in den Seitenstraßen nur geringe Abnutzungsspuren der Straßen durch Wagenräder fand. Vermutlich galten in Pompeji und anderen italienischen Städten Verkehrsvorschriften ähnlich denen auf den Gesetzestafeln, die bei Heraclea am Golf von Tarent gefunden wurden. Laut den Tabulae Heracleenses sollten schwere Lastkarren schon vor der Stadt Heraclea auf kleinere, zweirädrige Karren, Lasttiere und Träger umgeladen werden. Der Verkehr mit gezogenen Karren wurde in Heraclea in die Nachtstunden verbannt; nur Zulieferern von öffentlichen Bauvorhaben war es erlaubt, die Straßen tagsüber zu befahren. In Pompeji gibt es Hinweise auf einen massiven Einsatz von Lasttieren. In der ganzen Stadt finden sich hunderte in die Bordsteinkanten gebohrte, ösenartige Löcher, die dem Anleinen der Tiere und als Halterungen für Sonnendächer gedient haben dürften.
Fußwege gab es in Pompeji meist nur auf den großen Hauptstraßen. In den Nebenstraßen reichte die Bebauung im Regelfall bis an die Straße, so dass sich der gesamte Verkehr auf dieser abspielte. Bürgersteige waren auch keine öffentlichen Anlagen, sondern waren von den Anwohnern errichtet worden. Das merkt man daran, dass die Breite der Bürgersteige bei verschiedenen Insulae derselben Straße unterschiedlich ist und dass sich die Pflasterweisen der Gehwege meist an den Grundstücksgrenzen ändern. Die Gehwege waren offenbar nicht für den Verkehr an sich gedacht, sondern zum Verweilen, zum Plausch oder zur Betrachtung der Auslagen von Läden. Sie waren eine Art „verkehrsberuhigte Zone“.
Namen für die Straßen sind nicht überliefert. Die heutigen Namen sind neuzeitliche Erfindungen, obwohl Straßennamen wie Via del Foro („Forumsstraße“) durchaus möglich gewesen sein können. Ortsunkundige Besucher hatten sicher Probleme, sich in der Stadt zurechtzufinden. Wer zu einem bestimmten Ort wollte, musste sich durchfragen oder von einem Führer durch das Straßengewirr leiten lassen.

### Wasserversorgung

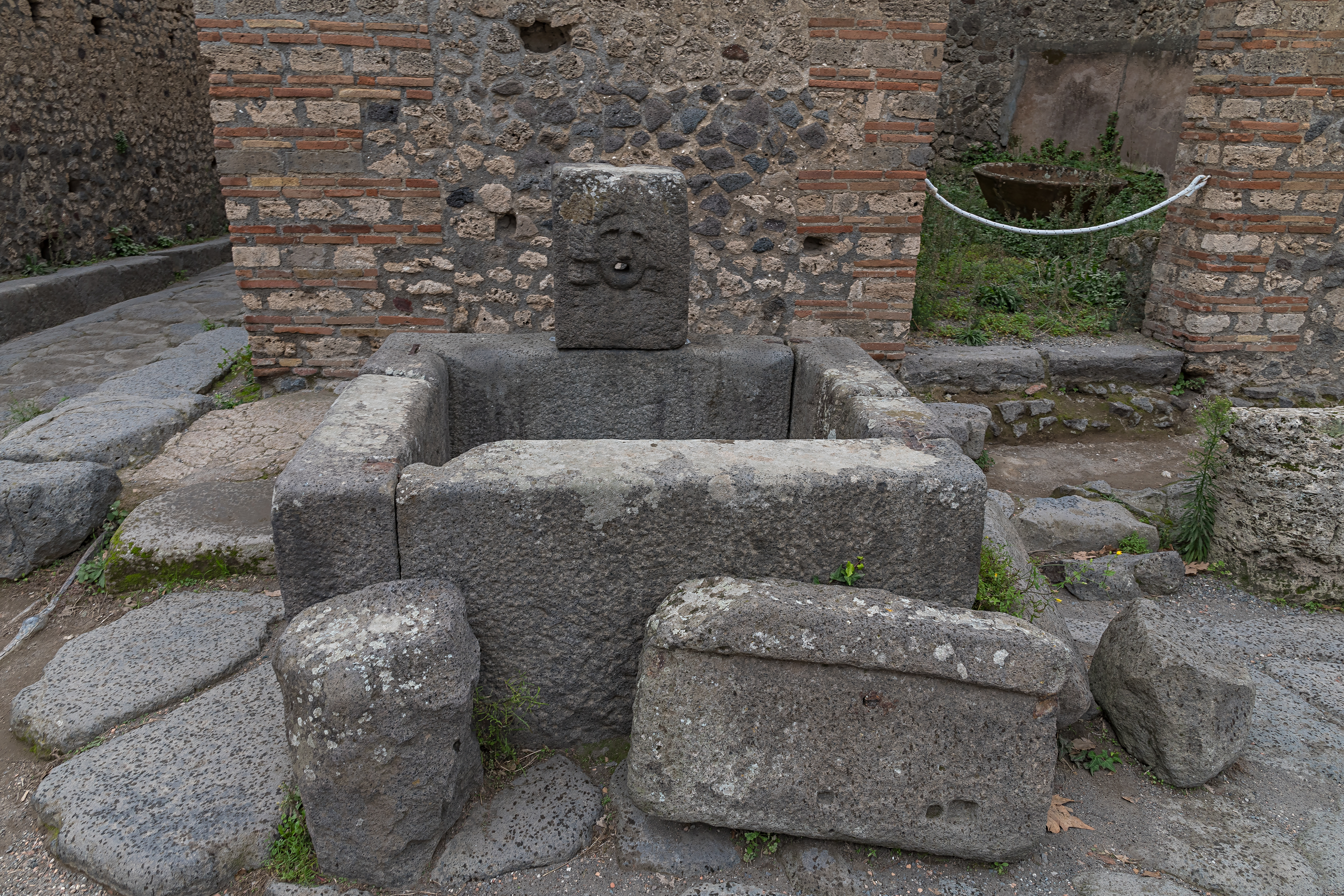
Öffentlicher Laufbrunnen; am linken Bildrand ist eine Bleirohrverbindung zu erkennen

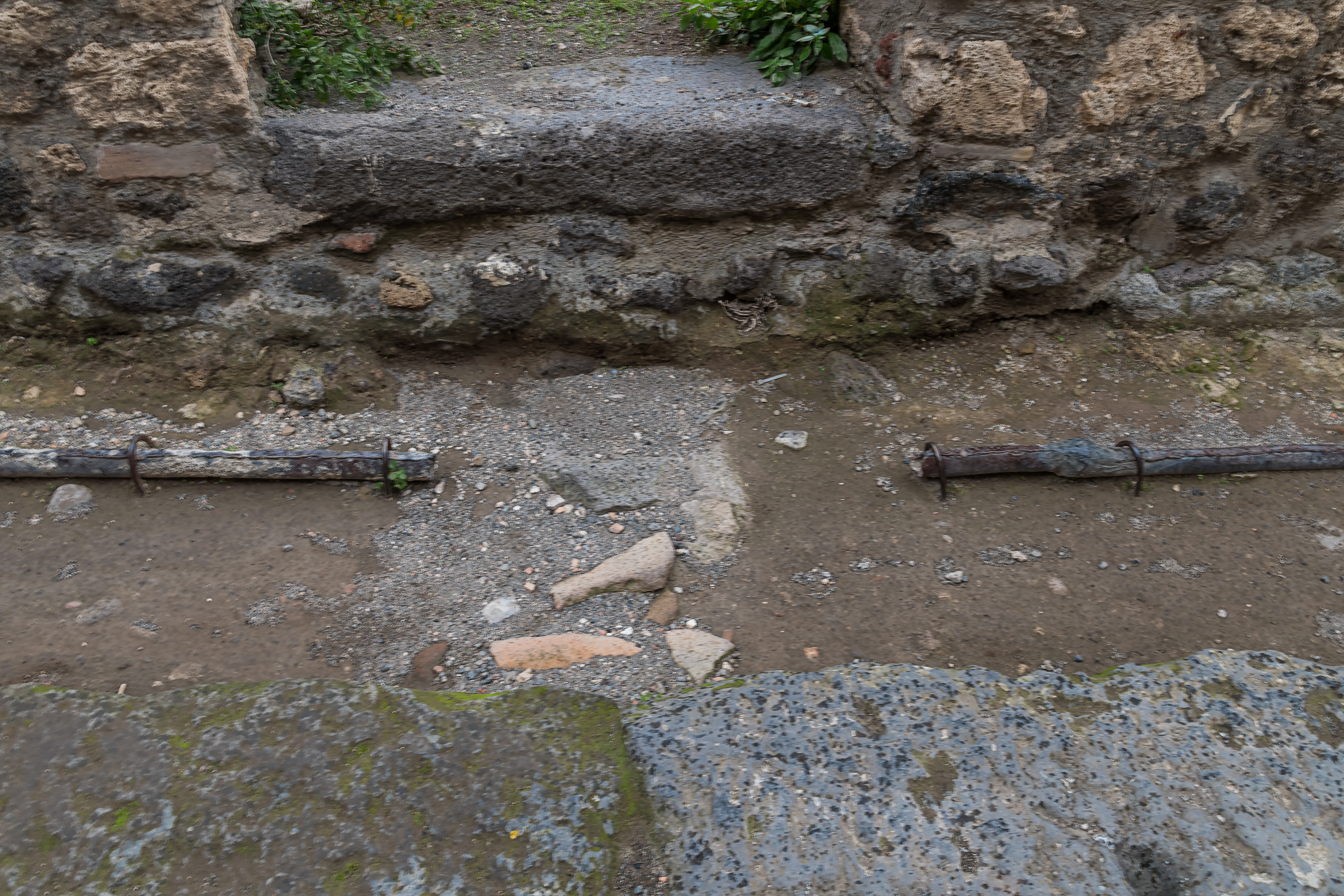
Unterbrochene (defekte) Wasserleitung aus Blei

Über Jahrhunderte war die Wasserversorgung der Bevölkerung Pompejis eines der größten Probleme. Frei zugänglich war Wasser nur vom Sarno oder von Quellen am Vesuv zu bekommen. Wollte man Wasser in der Stadt bekommen, musste man Zisternen anlegen oder – wegen der Lage auf einem Plateau – sehr tiefe Brunnen graben. Diese Brunnen stellten eine beachtliche technische Leistung dar. Ein an einer der höchsten Stellen gefundener Brunnen am Herculaner Tor war 35 Meter tief. Im Stadtgebiet wurden mehrere Brunnen gefunden, meist zentral an Straßenkreuzungen gelegen. Eine noch größere Anzahl gab es jedoch auf Grundstücken oder, vor allem in späterer Zeit, sogar innerhalb von Gebäuden. Es ist allerdings unklar, ob diese Brunnen nur der privaten Versorgung dienten. Nach der Errichtung des Aquädukts wurden die Brunnen aufgegeben und – zum Teil als Abfallgrube genutzt – im Laufe der Zeit verfüllt. Man vermutet, dass die meisten Gebäude vor der Erbauung des Aquädukts auch über eine Zisterne verfügten. Es ist anzunehmen, dass dieses Wasser jedoch in erster Linie als Nutzwasser – etwa zum Waschen, zur Bewässerung der Gärten oder zum Tränken der Nutztiere – verwendet wurde. Es gab bisher jedoch keine genaueren Untersuchungen der Zisternen, da diese zumeist sehr instabil sind und das Risiko für die Archäologen zu groß ist, bei der Untersuchung verschüttet zu werden. Bei der Untersuchung der Insula Arriana Polliana fanden die Ausgräber eine riesige Zisterne, die über die gesamte Breite des Gebäudes reichte (30 Meter). In vier der sechs Läden (tabernae) die sich dort befanden, fand man Löcher, durch die man Wasser aus der Zisterne schöpfen konnte.
Im 1. Jahrhundert v. Chr. wurde ein Aquädukt errichtet, der die Versorgung der Stadt mit Frischwasser stark verbesserte. Östlich des Vesuvs zweigte man eine Leitung von der schon bestehenden Serino-Leitung ab. Der Pompejaner Aquädukt, der bis nach Pompeji überwiegend unterirdisch verlief, traf an der am höchsten gelegenen Stelle beim Vesuv-Tor auf die Stadt. Dort wurde als Verteilergebäude ein castellum (lateinisch in diesem Zusammenhang für „Wasserkastell“) errichtet, in dem das Wasser durch zwei große Bleisiebe – zuerst einen Grobrechen und dann einen Feinrechen – gereinigt und über drei Wehre auf drei Zuläufe verteilt wurde. Von hier floss es in Bleirohren, die bis zu 30 Zentimeter Durchmesser haben konnten, in die Stadt. Der erste Zulauf speiste die öffentliche Wasserversorgung, der zweite die Thermen und der dritte die privaten Anschlüsse in den Häusern. Die beiden letzteren Anschlüsse konnten bei Wasserknappheit gesperrt werden.
Das Wasser wurde über ein Netz von Hochbehältern verteilt (bisher 13 bekannt), die bis zu sechs Meter hoch sein konnten und wie die Rohre aus Blei gefertigt waren. Ihre wichtigste Funktion war der Druckausgleich. Wasserschäden scheint es aufgrund des hohen Wasserdruckes bei den Bleirohren des Öfteren gegeben zu haben, was diverse Reparaturspuren an den Leitungen belegen.
Trotz vieler Anschlüsse in Privathaushalten waren öffentliche Laufbrunnen am wichtigsten für die Versorgung der Bevölkerung mit Wasser. Meist waren diese Brunnen an Kreuzungen positioniert. Bisher wurden 42 Brunnen lokalisiert, was eine recht große Dichte in der Wasserversorgung anzeigt. Aufgrund der Verteilung dieser öffentlichen Laufbrunnen nimmt man als Nutzungsbereich jeweils einen Radius von ca. 50 Metern an.
So sehr man sich in der Stadt um die Versorgung mit Wasser mühte, sowenig kümmerte man sich um seine Entsorgung. Da es in der Stadt ein natürliches Gefälle gab, leitete man die Abwässer einfach über die Straßen ab.

## Öffentliche Bauten

### Forum

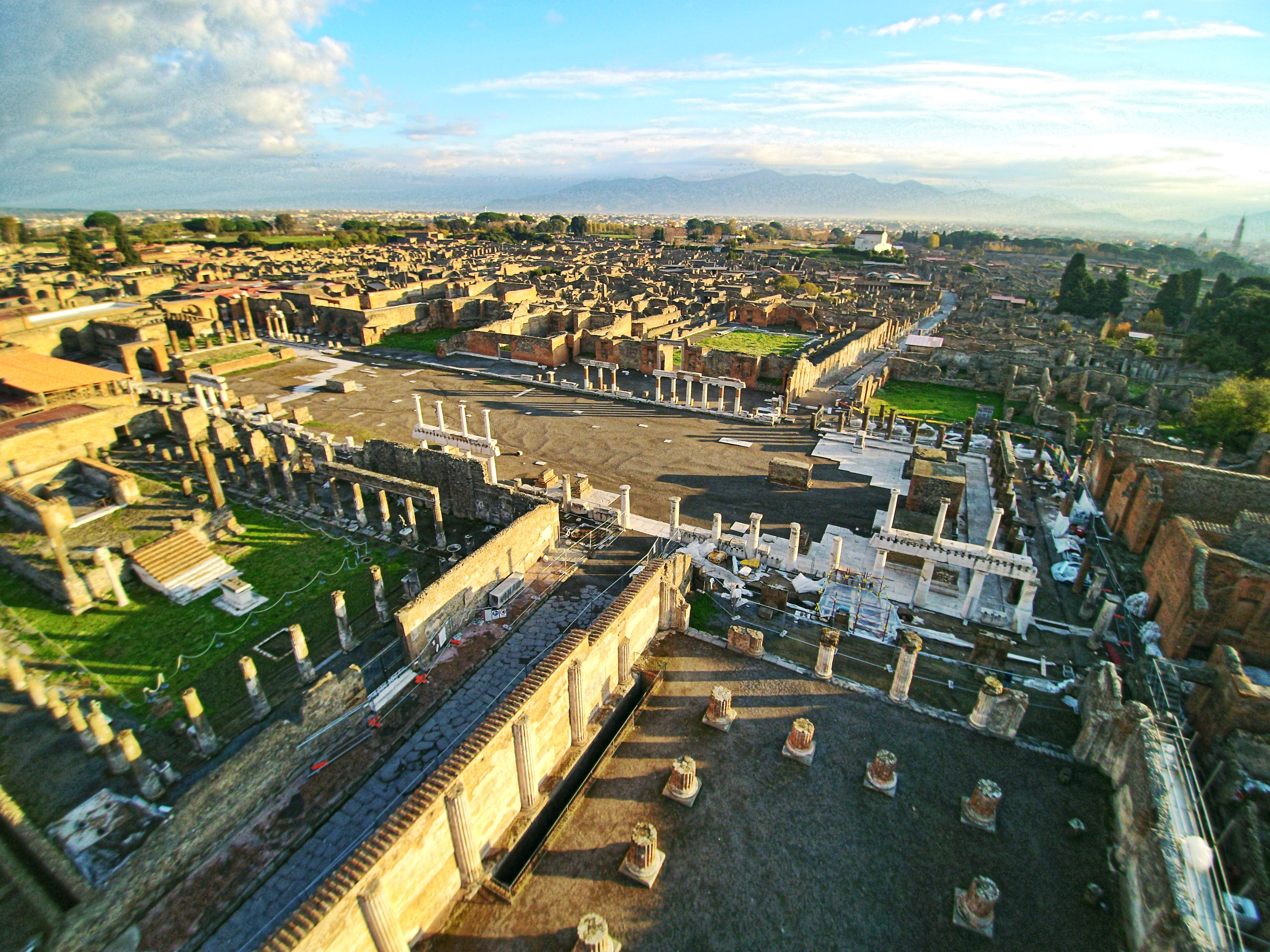
Luftbild des Forums von Pompeji, aufgenommen von Südwesten (Basilica)

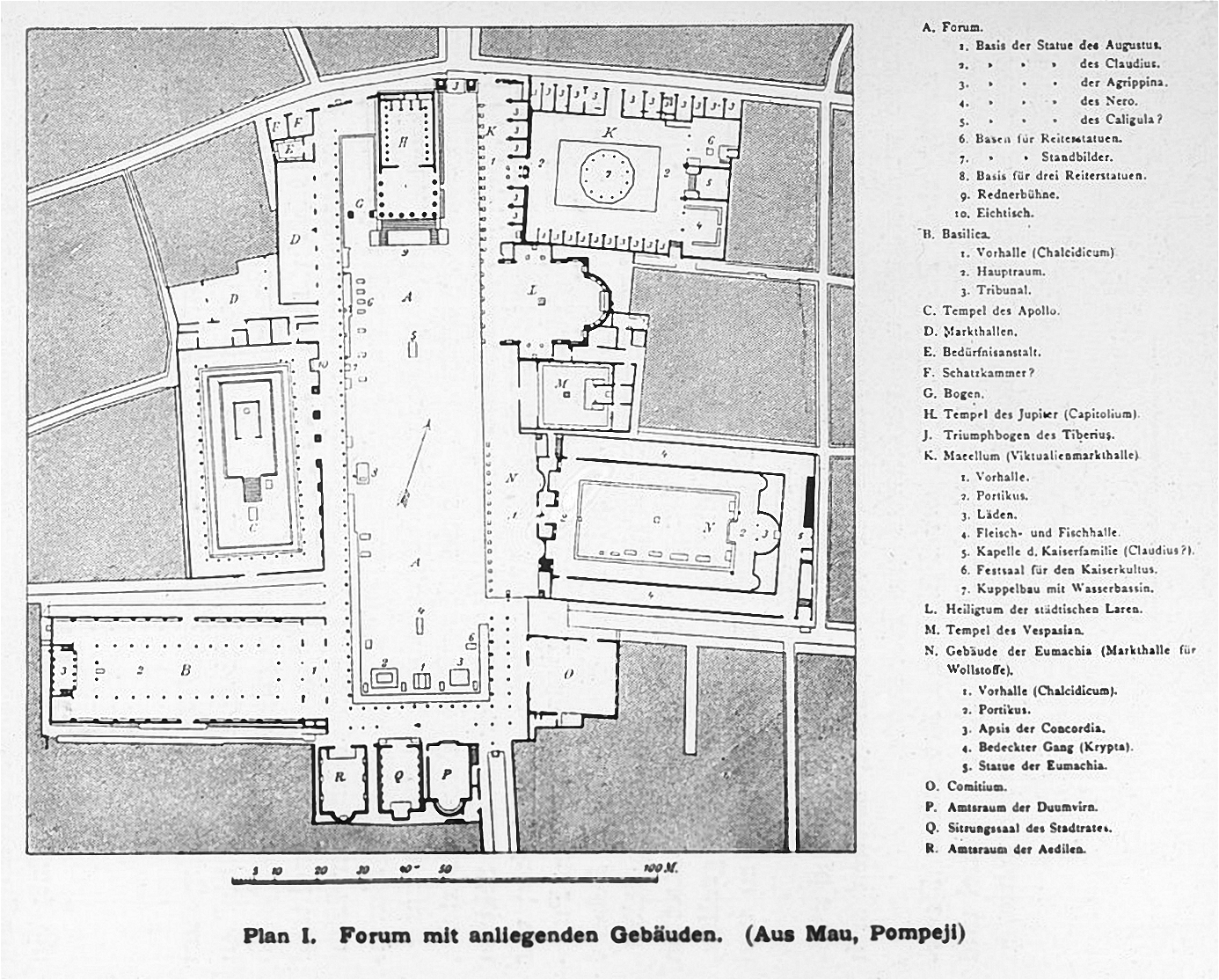
Älterer Plan des Forums von August Mau

Das Forum befindet sich inmitten der Altstadt Pompejis. Seine Bauten stammen aus verschiedenen Zeiten – das Ensemble vermittelt deshalb keinen geschlossenen, homogenen Eindruck. Die Freifläche des Forums ist eine rechteckige Anlage. Vor allem in der vorrömischen Zeit wird dieser Platz als Markt gedient haben. Zunächst hatte das Forum auch eine wichtige Funktion als Versammlungsort, jedoch ist anzunehmen, dass seit dem Bau des ersten Theaters die Volksversammlungen dort abgehalten wurden. Außer an der Nordseite ist die Anlage von einer zweistöckigen Portikus umgeben, mit dessen Errichtung etwa um das Jahr 100 v. Chr. begonnen wurde. Eine Inschrift in lateinischer Sprache – aber noch mit der Erwähnung des aus oskischer Zeit stammenden und in der römischen Zeit nicht mehr gebräuchlichen Quästorenamtes – legt nahe, dass der Bau kurz nach dem Bundesgenossenkrieg, aber noch vor der Errichtung der römischen Kolonie, also zwischen 89 und 80 v. Chr., fertiggestellt wurde. Die Bebauung an der Westseite erfolgte wahrscheinlich auf dem Grund früherer privater Wohnhäuser.

#### Kapitol
Das einzige Gebäude auf dem Platz war das am Nordende gelegene capitolium (Kapitol), der Tempel für die Kapitolinische Trias. Zunächst war dieser nur dem obersten römischen Gott Jupiter geweiht. Errichtet wurde er in der Mitte des 2. Jahrhunderts v. Chr., als auch der Apollontempel (s. u.) renoviert wurde. Zu dieser Zeit löste der römische Jupiter den griechischen Apoll als höchsten Stadtgott ab. Damit lehnte sich Pompeji schon sehr früh an Rom an. Die Größe des Tempels übertraf die des Apollotempels; seine exponierte Lage bezeugt die herausragende Stellung. Auch die Bauweise orientierte sich an römischen Vorbildern, nicht an griechischen wie beim Apollotempel. Die Ausstattung scheint besonders reich gewesen zu sein, selbst in der cella standen Statuen. Zu Beginn des 1. Jahrhunderts v. Chr. weitete man die Funktion des Tempels zur Verehrung von Jupiter, Juno und Minerva aus.

#### Macellum
In der Nordostecke befand sich das Macellum von Pompeji. Im Zuge der Umbauten des Forums im 2. Jahrhundert v. Chr. hatte das Forum seine Funktion verändert. Es war nun nicht mehr, wie vormals üblich, der zentrale Marktplatz der Stadt. Diese Aufgaben übernahmen andere Plätze. Einer dieser Orte war das Macellum. Am Beginn des 1. Jahrhunderts wurde der Bau von Grund auf erneuert, während des Erdbebens von 62 n. Chr. jedoch stark zerstört. Im Zentrum der Halle befand sich eine Tholos, an der Kopfseite (Osten) drei Räume, im mittleren konnte ein Platz für den Kaiserkult lokalisiert werden. Auch im Vorgängerbau gab es vermutlich schon einen Kultbereich für den Gott der Händler, Mercurius. Im Macellum wurde in erster Linie mit Lebensmitteln, vor allem mit Fleisch und Fisch gehandelt. Es wurden zahlreiche Reste von Knochen und Gräten, aber auch von Stallungen gefunden. In den tabernae an Nord- und Westseite fand man Reste von Obst, Getreide und Backwaren. Nach dem Untergang Pompejis wurde aus dem Kultraum in der Mitte der Ostseite durch einen Mauerdurchbruch ein Teil des dortigen Statuenbestandes geborgen.
Die Fläche südlich des Macellums war lange Zeit nicht mit öffentlichen Gebäuden, sondern mit Privathäusern bebaut. Dies war wohl vor allem deshalb unproblematisch, weil die zum Forum hin gelegene Häuserfront aus (in die Wohnhäuser integrierten) tabernae bestand. Somit konnten es sich die reichen Familien, denen die Grundstücke in dieser besten Lage gehörten, noch bis in die frühe Kaiserzeit leisten, hier zu wohnen. Erst in dieser Zeit wurden die Privathäuser zugunsten repräsentativer öffentlicher Gebäude aufgegeben. Neben dem Macellum wurde ein kleineres Heiligtum zu Ehren der Kaiserfamilie errichtet. Dem schloss sich ein kleiner Tempel des Genius Augusti an, was zumindest eine fragmentierte Inschrift nahelegt. Gestiftet wurde das Heiligtum von der Priesterin Mamia.

#### Gebäude der Eumachia
Das größte und mit der prächtigsten Fassade verzierte Bauwerk am Forum war das Gebäude der Eumachia. Es wurde nach der Stifterin des Gebäudes, der hochrangigen Priesterin Eumachia, benannt. Auf zwei Inschriften weist sie sich und ihren Sohn als Stifter des Gebäudes aus, anders als üblich wird jedoch nicht gesagt, wofür der Bau gedacht war. Es ist anzunehmen, dass das bebaute Grundstück schon vorher den Eumachiern, einer alteingesessenen, reichen pompejanischen Familie gehört hatte, die hier am Forum ihr Haus hatten. Geweiht war das Gebäude der Göttin Concordia. Eine gefundene Statue stellte die symbolische Concordia Augusta dar. Aufgrund der Stiftung einer Statue der Eumachia durch die Wollfabrikanten der Stadt nahm man, wohl fälschlicherweise, an, dass das Gebäude als Wollmarkt diente. In neuerer Zeit wurden ein Sklavenmarkt oder ein Ort zur Versteigerung von Waren als Verwendung des Gebäudes angenommen. Am wahrscheinlichsten ist jedoch seine Nutzung als Festsaal für Feierlichkeiten zur Ehrung der Concordia.

#### Wahllokal und Amtslokale
Das Wahllokal wurde in der ersten Zeit als römische Kolonie errichtet. Über die Funktion des kleinen Baues kann man nur mutmaßen. Früher wurde es als comitium bezeichnet, jedoch war das Gebäude als Versammlungsort für die Volksversammlung zu klein. Darum nehmen neuere Deutungen an, dass hier womöglich die Stimmen von Entscheidungen der Volksversammlung ausgezählt wurden.
An der Südseite des Forums befanden sich drei Amtslokale. Der östliche und der mittlere Bau stammen aus vorrömischer Zeit und scheinen gleichzeitig mit der Basilika (siehe unten) oder etwas später errichtet worden zu sein. Der westliche Bau wurde wohl im Zuge der Erhebung Pompejis zur römischen Kolonie errichtet. Möglicherweise waren es drei Gebäude, weil die Verwaltung einer Stadt aus drei Säulen bestand: Quästoren (Finanzverwaltung), Ädile (Bauwesen, Öffentliche Ordnung) und die duumviri iure dicundo, die beiden höchsten rechtsprechenden Beamten der Stadt. Auch als Aufbewahrungsort für Rechtsurkunden und Verträge sowie als Sitzungssaal für den Stadtrat könnten die Gebäude genutzt worden sein.

#### Basilika

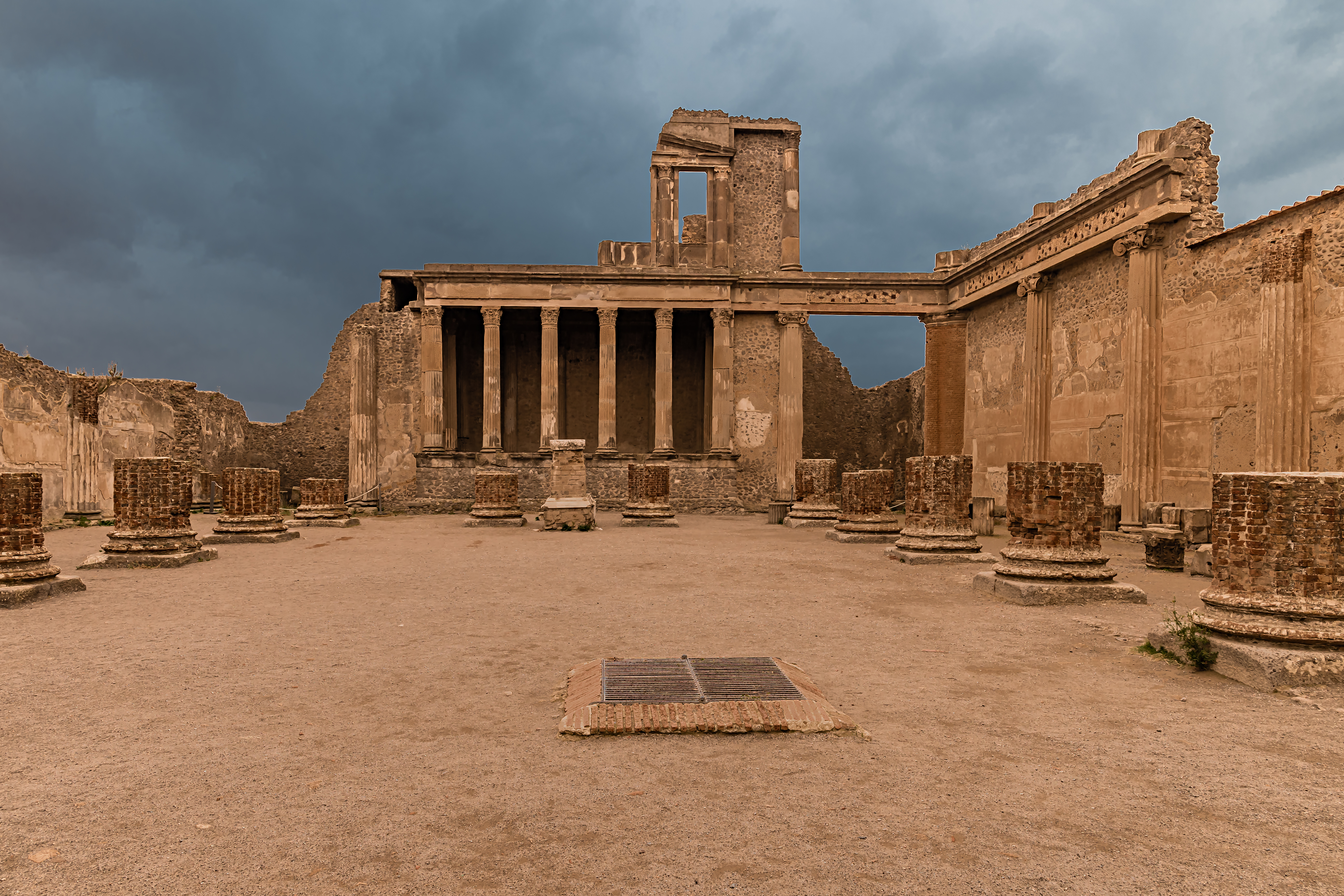
Blick vom Innenraum auf das Podium der Basilika

An der Südwestseite lag – mit der Stirnseite zum Forum orientiert – die Basilika. Sie wurde (etwa zur gleichen Zeit wie der Jupiter-Tempel und der Neubau des Apollo-Tempels) in der zweiten Hälfte des 2. Jahrhunderts v. Chr. (im Zuge der Monumentalisierung der Stadt) auf einem Gelände errichtet, auf dem vorher wohl Privathäuser und – an der Forumsfront – Läden gestanden hatten. Die Basilika weist einen rechteckigen Grundriss mit drei Schiffen auf sowie ein zweiseitig abfallendes Walmdach, das von den mittleren Säulen und den Halbsäulen am oberen Teil der Wände getragen wird. Dort sind Dekorationen (Wandmalereien aus dem 3. bis Anfang des 1. Jahrhunderts v. Chr. – auch Strukturstil genannt) erhalten geblieben. Bei diesem Bau wurden in Pompeji erstmals in größeren Mengen gebrannte Ziegel verwendet. Um ein repräsentatives Aussehen zu erreichen, wurde der Bau am Ende mit Stuck überzogen, der geglättet und poliert wurde. Durch ein feines Netz von Oberflächenreliefs ahmte man ein Quadermauerwerk nach. Diese Methode wird seit den Forschungen von August Mau als Erster Pompejanischer Stil bezeichnet. Ein Graffito, das die Konsuln des Jahres 78 v. Chr. nennt, datiert den Bau in eine noch vorrömische Zeit.
Im hinteren Bereich befindet sich das Tribunal mit den Plätzen für die Richter, über Holztreppen erreichbar. Das Gebäude diente möglicherweise der Rechtsprechung als auch kaufmännischen Verhandlungen, gesichert ist diese Vermutung jedoch nicht.

#### Tempel des Apollon

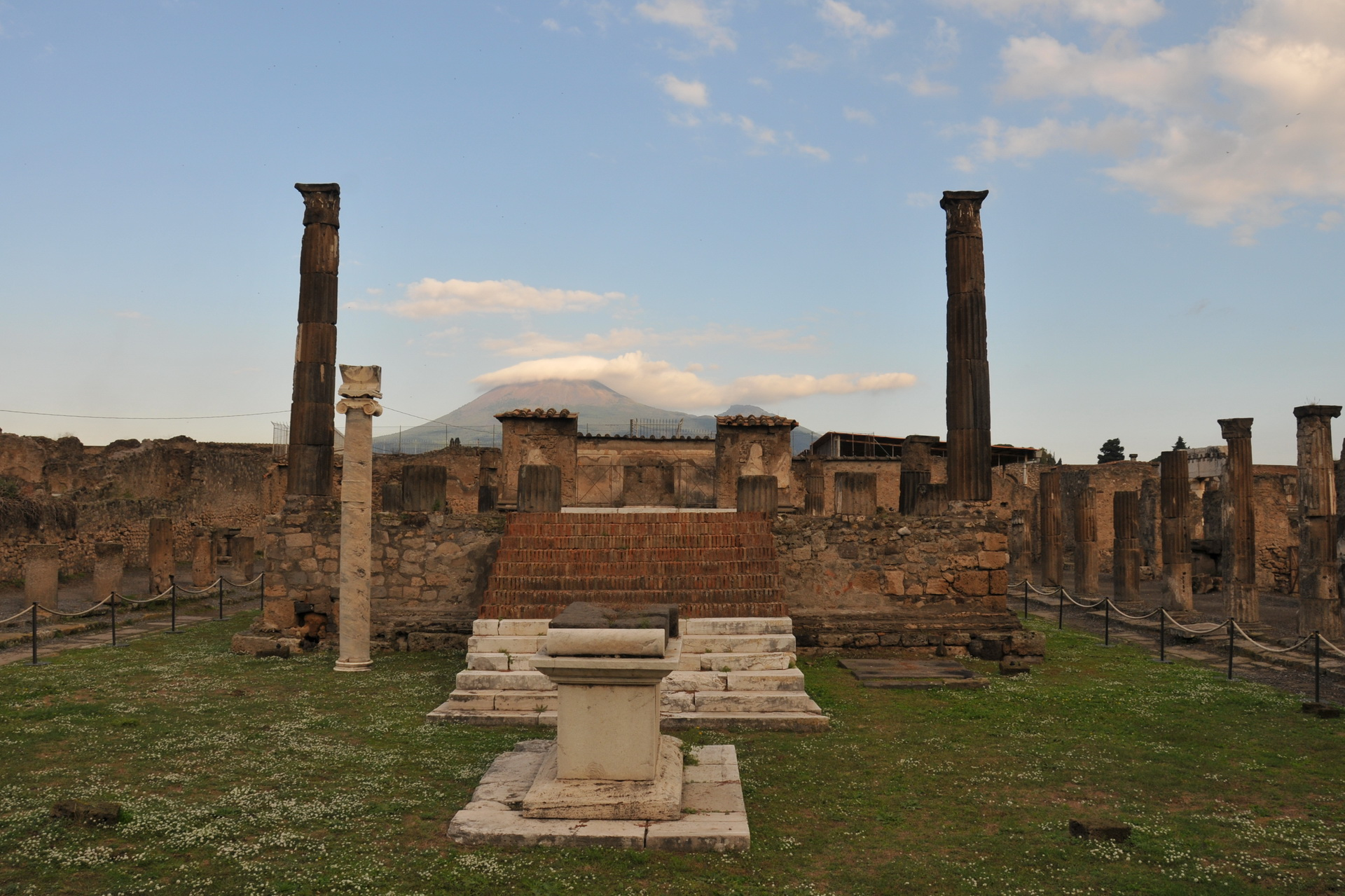
Reste des Apollon-Tempels. Vorne der Altar. Im Hintergrund der Vesuv

Der Tempel des Apollon war das älteste Gebäude am Forum. Es wurden Spuren für einen Vorgängerbau aus dem 6. Jahrhundert v. Chr. gefunden. Der überlieferte Tempelbau stammt jedoch aus der Mitte des 2. Jahrhunderts v. Chr. und ist ganz offensichtlich nach stadtrömischen Vorbildern erbaut worden. Das ist insoweit interessant, weil es für Pompeji, das zu diesem Zeitpunkt nur lose mit Rom verbunden war, keine Notwendigkeit gab, sich an Rom zu orientieren. Die Bauweise des Tempels zeugt von den griechischen Vorbildern Roms. Ursprünglich war der Apollotempel ein Symbol für den Einfluss der Etrusker auf die Stadt, da Apollon einer ihrer wichtigsten Götter war. So war der Tempel auch zunächst das Hauptheiligtum der Stadt. Doch auch nach der Errichtung weiterer Tempel blieb der Apollonkult sehr beliebt. Man fand hier diverse private Weihgaben, aber auch Bronzestatuen von Apollon und Diana sowie Hermen von Mercurius und wohl seiner Mutter Maia. Vor dem Tempel wurde in der frühen Kaiserzeit eine Sonnenuhr errichtet.

#### Markthalle

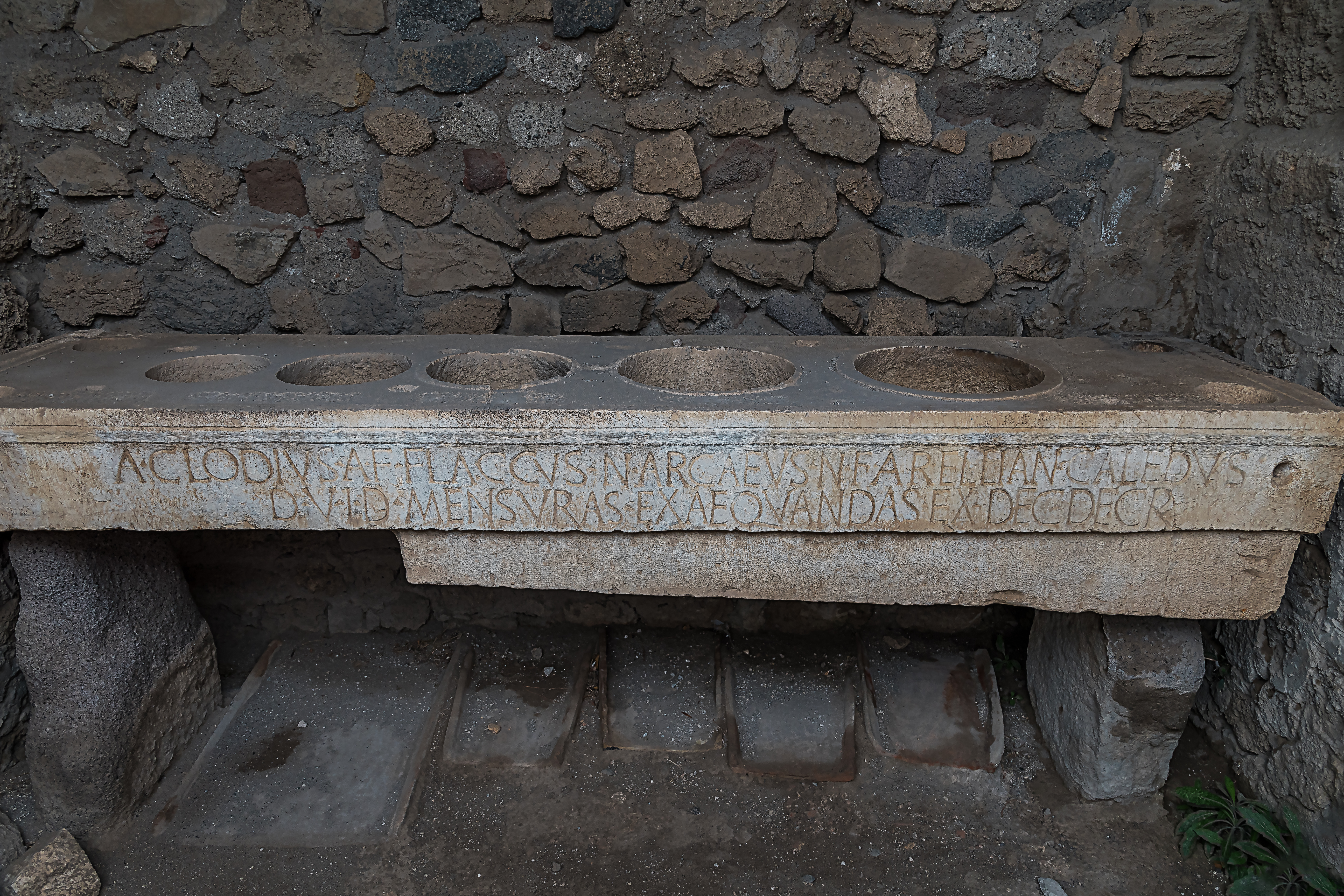
Eichtisch (mensa ponderaria) mit eingelassenen Vertiefungen für Hohlmaße

Im Nordwesten gab es neben dem Macellum eine zweite Markthalle. Möglicherweise wurde hier mit Lebensmitteln und anderen Waren des täglichen Gebrauchs gehandelt. Für die Forschung besonders wichtig war der Fund eines Eichtisches für Hohlmaße. Die Kalksteinplatte mit eingelassenen Vertiefungen stammt noch aus vorrömischer Zeit, da man an ihr oskische Beschriftungen fand. In augusteischer Zeit wurden die Vertiefungen nach Beschluss des Stadtrates auf die römischen Maßeinheiten angepasst. Eine weitere Besonderheit waren die sich ganz im Norden der Halle befindenden Gemeinschaftslatrinen – die einzigen außerhalb der Thermen, die bisher in Pompeji gefunden wurden.

#### Statuen und Ehrenbögen
An allen Seiten inner- und außerhalb der Portikus fanden sich Basen von mindestens 25 Statuen. Es ist heute jedoch nicht mehr möglich zu rekonstruieren, welche Statuen hier standen. Nach der Verschüttung wurden diese entweder gezielt oder von Plünderern mitsamt den Sockeln und Verkleidungen geborgen. Die Maße der Sockel lassen allerdings einige Rückschlüsse zu. Auf dem Forum standen offenbar ausschließlich lebensgroße Reiterstandbilder, während innerhalb der Portikus die Fußstatuen vor den Säulen platziert wurden.
Der beste Platz war an der Südseite des Forums. Hier wurden vormals zehn Reiterstandbilder durch drei sehr große Statuenensembles ersetzt. In der Mitte stand nach Inschriften zu urteilen ein 12 v. Chr. gestiftetes Reiterstandbild des Augustus. Die beiden anderen Basen lassen darauf schließen, dass hier zwei Quadrigen standen. Solche Quadrigen stellten im Allgemeinen den Kaiser als Triumphator dar. Eine weitere große, vermutlich den Kaiser darstellende Reiterstatue stand in der Mitte des Forums. Im späten 1. Jahrhundert v. Chr. gab es bereits kaum noch Platz für weitere Statuen. An den Längsseiten standen Abbilder der Honoratioren der Stadt, auf den engeren Stirnseiten die der Kaiserfamilie.
An der Südseite des Capitoliums wurden zu beiden Seiten Ehrenbögen errichtet. Ein dritter kam in tiberischer Zeit an der nördlichen Ostseite hinzu. Der südliche Bogen auf der Ostseite wurde später wieder abgetragen, wahrscheinlich infolge des Erdbebens von 62 n. Chr. Die Bögen dienten der Kaiserpropaganda. Vom tiberischen Bogen weiß man aus einer Inschrift, dass hier zwar kein Bild des Kaisers, wohl aber das eines Angehörigen des Kaiserhauses stand.

### Tempel und Kultbauten

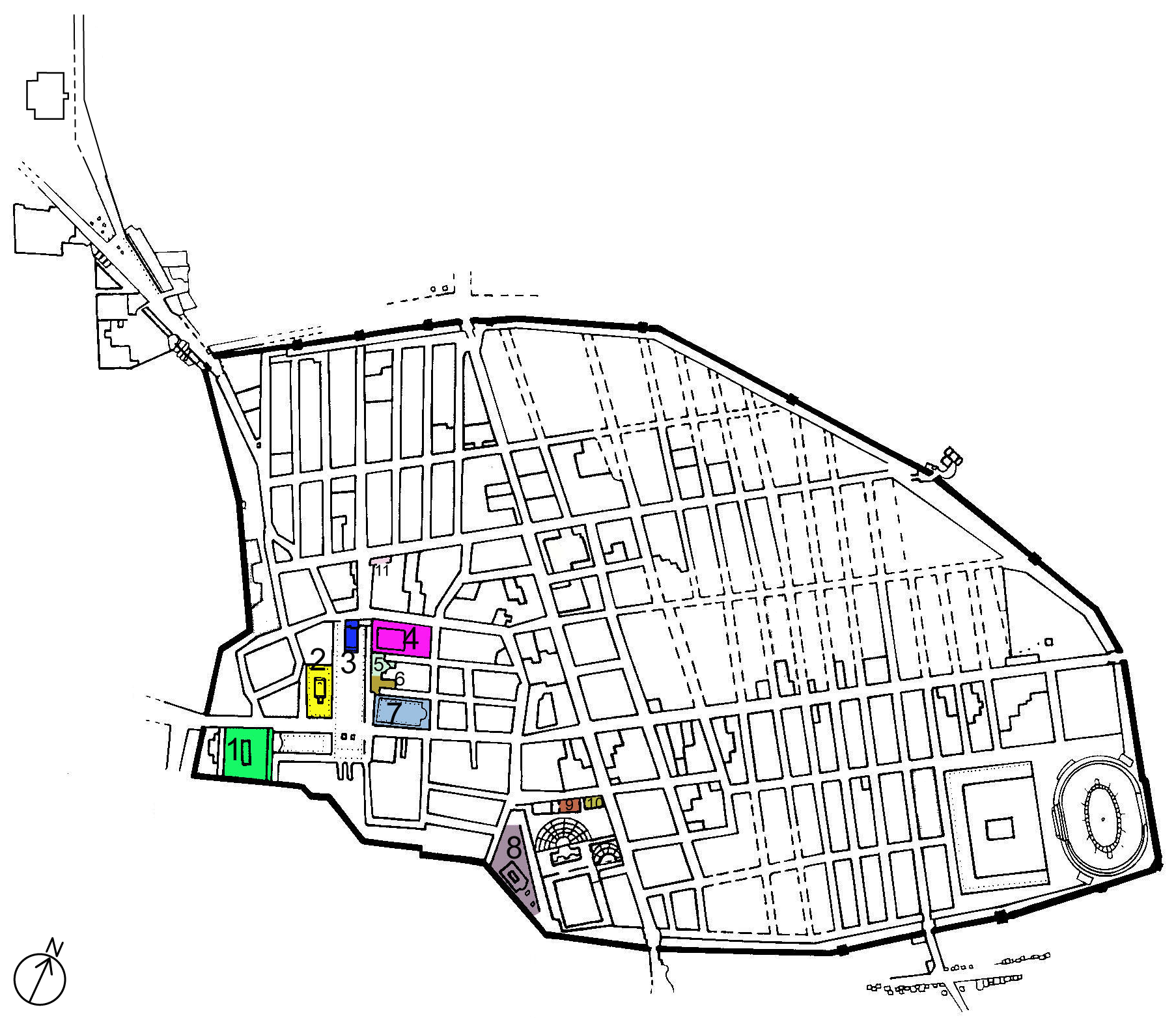
Plan von Pompeji mit Darstellung der Verteilung der öffentlichen Kultbauten – 1. Venus-Tempel; 2. Apollon-Tempel; 3. Jupiter-Tempel; 4. Macellum; 5. Laren-Heiligtum; 6. Tempel des Genius Augusti; 7. Gebäude der Eumachia; 8. Forum Triangolare; 9. Isis-Tempel; 10. Aesculap- und Salus-Tempel; 11. Fortuna-Tempel

#### Forum Triangulare: Hercules-Minerva-Tempel und Heroon
Durch die Führung der Straßen an der früheren Altstadtmauer, dem Steilrand im Süden und den späteren weiteren Bauten im Westen entstand außerhalb der Altstadt von Pompeji und direkt am Stadtrand im Südwesten eine dreieckige Anlage, die modern als Forum Triangolare bezeichnet wird. Ein Großteil der Fläche war unbebaut, es gab hier nur den Hercules-Minerva-Tempel, das Heroon sowie ein paar kleinere Bauten.
Der Hercules-Minerva-Tempel ist nach dem Apollon-Tempel der zweitälteste Tempel der Stadt. An seiner Stelle stand in der Frühzeit ein dorischer Tempel. Durch die exponierte Stellung am Steilrand war der Tempel auch schon vom Meer aus gut zu erkennen. Er hatte, was eine Seltenheit in der Antike war, eine ungerade Zahl von Säulen (sieben) an der Fassade. Dies wird der Nutzung des Tempels für zwei Götter zugeschrieben. In seiner cella gab es zwei separate Basen für Kultbilder. Aufgrund der Darstellungen auf Ziegeln am Dach geht man davon aus, dass diese beiden Götter Minerva und Hercules waren. Sie werden um 300 v. Chr. datiert. Daraus schließt man, dass das Gebäude zu dieser Zeit umfassend renoviert wurde. Die Vermutung, dass eine der Gottheiten Minerva ist, wurde durch einen späteren Fund der oskischen Fassadenaufschrift dipinto bestätigt.
Im späten 2. Jahrhundert v. Chr. wurde ein kleiner Tiefenbrunnen angelegt, über dem ein kleiner Rundtempel (Monopteros) errichtet wurde. Eine oskische Inschrift weist den Tempel als Stiftung eines meddix (eine Art Bürgermeister der Stadt) aus. Offenbar wurde der Brunnen als Orakelstätte verwendet. Zur selben Zeit wurden auch zwei Säulenreihen errichtet, eine im Westen, eine im Osten und ein monumentales Eingangstor im Norden.
Zwischen dem Hercules-Minerva-Tempel und dem Monopteros wurde in der Frühzeit der Kolonie (nach 80 v. Chr.) ein Heroon erbaut, ein vierseitig ummauerter Bezirk, in dem Hercules als Heros verehrt wurde.
Weitere kleine Ergänzungen kamen in der Kaiserzeit hinzu. Das waren eine halbrunde Sitzbank mit Blick auf das Meer, eine Sonnenuhr und eine Statue des Marcellus, die der Stadtrat auf einem hohen Sockel errichten ließ.

#### Isis- und Aeskulap-Salus-Tempel
Der Isis-Kult wurde erst im Laufe des 2. Jahrhunderts v. Chr. in Pompeji eingeführt. Verehrt wurde Isis wohl vor allem von der einfachen Stadtbevölkerung. Während bei anderen Tempeln reiche, meist alteingesessene Familien als Stifter auftraten, belegen Inschriften, dass die Ausstattung des Isis-Tempels vor allem von Personen einfacher Herkunft finanziert wurde. Die Popularität des Isiskultes zeigt auch, dass der Isis-Tempel nach dem Erdbeben von 62 n. Chr. als eines der wenigen öffentlichen Gebäude sehr schnell wieder aufgebaut wurde.
Darauf verweist auch die Inschrift über dem Eingangstor: N(umerius) Popidius N(umeri) f(ilius) Celsinus aedem Isidis terrae motu conlapsam a fundamento p(equnia) s(ua) restituit; hunc decuriones ob liberalitatem, cum esset annorum sexs, ordini suo gratis adlegerunt. („Numerius Popidius Celsinus, der Sohn des Numerius, baute den Tempel der Isis, der beim Erdbeben eingestürzt war, auf eigene Kosten wieder auf; zum Dank für diese Großzügigkeit nahmen ihn die Dekurionen in ihre Versammlung auf, obwohl er erst sechs Jahre alt war.“) Der Vater des Spenders war ein wohlhabender Freigelassener, der selbst nicht Dekurio werden konnte und so seinem Sohn den Weg zu politischen Ämtern ebnen wollte.
Als der Tempel in den 1760er Jahren als eines der ersten Gebäude Pompejis ausgegraben wurde, war die Öffentlichkeit überrascht angesichts des Fundes eines orientalischen Kultes in Italien. Dadurch wurde eine Ägypten-Faszination in Europa ausgelöst, die man selbst noch in Edward Bulwer-Lyttons 1837 veröffentlichtem Roman über den Untergang Pompejis erkennen konnte, da dieser dem Isiskult und seinem Priester einen großen Platz in der Geschichte einräumte.
Der Isis-Tempel – auch Iseum genannt – wurde gegen Ende des 2. Jahrhunderts v. Chr. an exponierter Stelle, in direkter Nachbarschaft zum Theater, als eine der ersten Anlagen dieser Art in Italien errichtet. Obwohl der Kult aus der ägyptischen Mythologie stammte, war die Ausstattung römisch – ein weiteres Zeugnis einer sehr frühen Anlehnung an Rom. Nach Umbauten erhielt der kleine Tempel mehrere Nebenräume. Man stellte nicht nur ein Kultbild der Isis, sondern auch des Serapis, des Harpokrates und des Anubis auf. Entlang der Portikusrückwände fanden sich Statuen und Hermen von Isis, Venus, Bacchus und des Schauspielers Norbanus Sorex. Über einen Zugang im Südosten des Tempels gelangte man unter die Erde, wo Nilwasser für Reinigungshandlungen aufbewahrt wurde.
Östlich des Isis-Tempels befand sich ein weiterer kleiner Tempel fremdländischer Götter. Zunächst glaubte man, einen Tempel für Zeus Melichios gefunden zu haben. Nach einem Statuenfund in der cella muss man jedoch davon ausgehen, dass es sich um einen Tempel für Äskulap und Salus handelt. Der Tempel wurde im frühen ersten Jahrhundert errichtet, möglicherweise zur Zeit der Koloniegründung und auf Initiative der Neusiedler. Da es offenbar problematisch war, einen Platz für den Bau zu finden, wurde er zwischen ältere Häuser gezwängt. Zahlreiche Altäre und Kultbilder zeigen, dass der Kult sehr beliebt war. Ihre bescheidene Ausführung zeigt jedoch auch, dass der Äskulap-Kult wohl eher bei den ärmeren Schichten der Stadt verbreitet war.

#### Venus-Tempel
Anders als bei den Isis- und Aeskulap-Salus-Tempeln gab es beim Venus-Tempel einen großen Protektor. Seinen Bau setzt man um 80 v. Chr., zur Zeit der Gründung der römischen Kolonie, an. Errichtet wurde der große Tempel in der Altstadt, zwischen Basilika und Hafen-Tor und im Süden an der Steilwand ausgerichtet. Vom ersten Bau ist heute nicht mehr viel erhalten, da der Tempel in der Kaiserzeit stark umgebaut und beim Erdbeben schwer beschädigt wurde. Beim Untergang der Stadt wurde er immer noch renoviert, deshalb fehlt die Marmorverkleidung.
Die Errichtung eines Venus-Tempels zur Zeit der Koloniegründung ist bezeichnend, war die Venus doch die persönliche Schutzgöttin des Eroberers Sulla, was sich nicht nur in der Errichtung des Tempels, sondern auch im neuen Namen der Kolonie, Colonia Cornelia Veneria Pompeianorum, widerspiegelte. Venus wurde somit zur neuen Schutzpatronin der Stadt. Allerdings ging die Verehrung auch auf eine frühere Verehrung der Venus Fisica, der Schutzgöttin der Verträge zurück. Damit ist das unübliche Kultbild der Venus in langer Tunika, mit Mantel, Diadem und Zepter zu erklären.

#### Fortuna-Tempel
Etwas nördlich des Forums wurde an der prestigeträchtigen Kreuzung der zum Forum führenden Via di Mercurio und der Via della Fortuna, etwa zur selben Zeit wie die dem Kaiserkult dienenden Bauwerke des Forums, der Fortuna-Tempel errichtet. Gestiftet wurde dieser Tempel der Fortuna Augusta von Marcus Tullius. Er wurde im Stil alter italienischer Tempel auf einem hohen Podest errichtet. Somit dominierte der Bau die umliegenden Gebäude.
Vor allem Sklaven und Freigelassene praktizierten den Fortuna-Kult. Auch Mercurius wurde hier – wie schon im Macellum – verehrt. Oberstes Anliegen des Tempels war es wohl, die unteren Schichten an den Kaiserkult zu führen, sie so einzubinden und damit die concordia (Einigkeit) zu stärken.

#### Altäre in der Stadt
Vor allem an Kreuzungen fand man bei den Ausgrabungen viele kleinere Altäre. Oftmals waren sie nur flüchtig aufgemauerte Steinsockel oder Kultnischen, manchmal sogar nur als Wandmalerei an Häuserfassaden angebracht. Diese kleinen Altäre fungierten als kleinere religiöse Zentren der Nachbarschaft. Hier wurde vor allem der Kult der lares compitales gepflegt.
Die Verteilung über die Stadt weist größere Lücken auf, was mehrere Gründe hatte. Zum einen wurden bei früheren Ausgrabungen solche Altäre nicht oder nur unzureichend dokumentiert. Zum anderen sind viele der nur aufgemalten Fresken heute verloren. Auf erhaltenen Resten sieht man Opfer- und Prozessionsszenen. Bis heute sind diese Altäre nur unzureichend dokumentiert worden.
Ein interessanter Aspekt dieser Altäre ist, dass offenbar der von den Honoratioren auffällig gepflegte Kaiserkult bei der einfachen Bevölkerung doch hinter den älteren Kulten zurückstand.
Zu den öffentlich zugänglichen Altären kamen Altäre in den Privathäusern, wo vor allem die Laren und Penaten verehrt wurde.

### Thermen

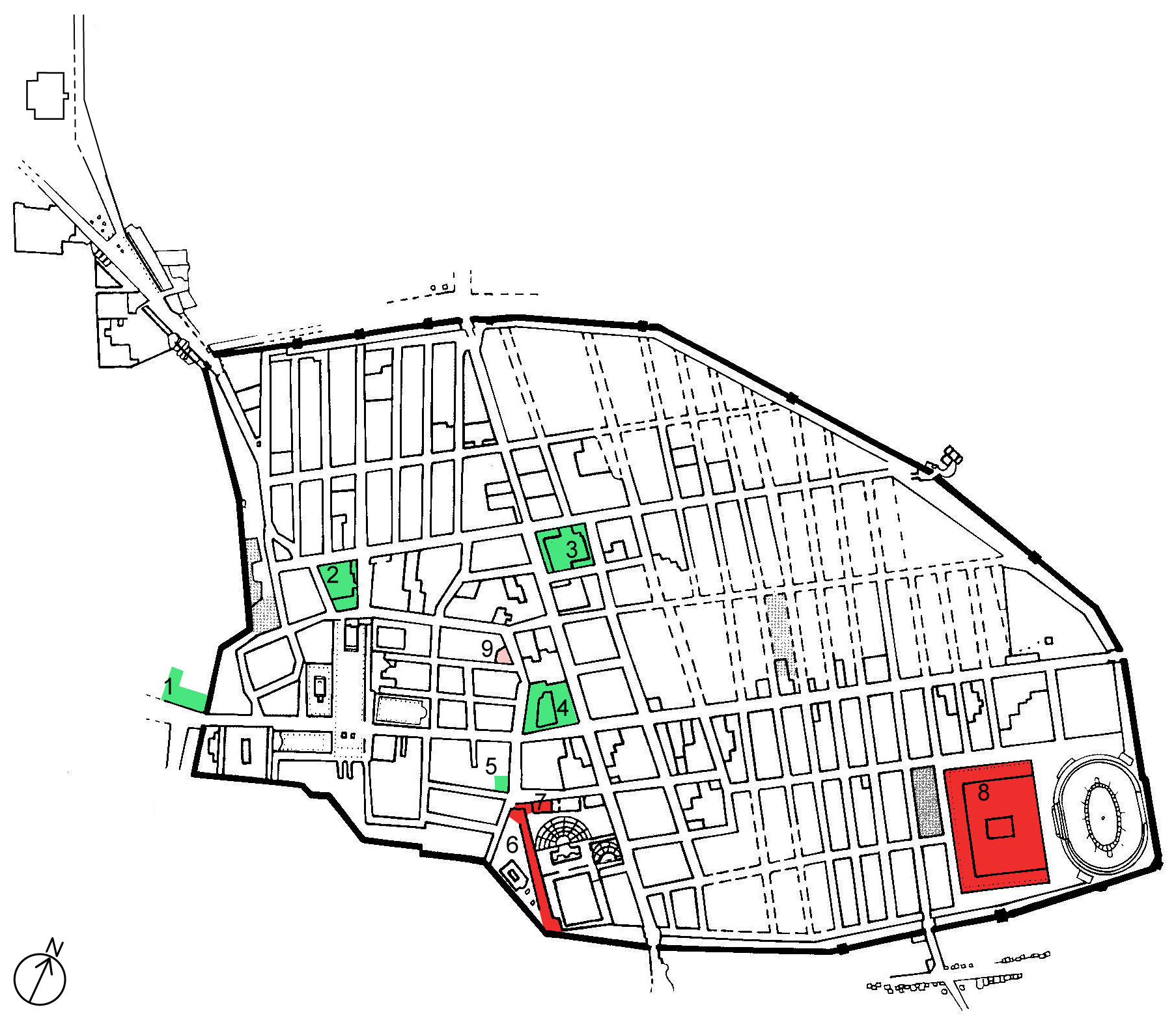
Plan von Pompeji mit der Lage der Thermen und der Sportstätten – 1. Vorstadt-Thermen; 2. Forumsthermen; 3. Zentralthermen; 4. Stabianer Thermen; 5. Republikanische Thermen; 6. Forum Triangolare; 7. Samnitische Palästra; 8. Große Palästra

#### Stabianer Thermen
Lange Zeit gab es eine Diskussion um die Entstehung der ältesten Thermenanlage der Stadt. Manche Forscher wollten sie schon im 5. oder gar 6. Jahrhundert v. Chr. ansetzen, womit sie mit den Thermen Olympias um die Stelle der ältesten öffentlichen Badeanlage gewetteifert hätte. Jedoch ist nur die Anlage eines frühen Sitzwannenbades gesichert. Dieses kann, da es außerhalb der früheren Stadtmauer errichtet worden ist, wohl auch erst im 3. Jahrhundert v. Chr. gebaut worden sein. Erst mehrere Generationen später wurde hier eine große Badeanlage errichtet.

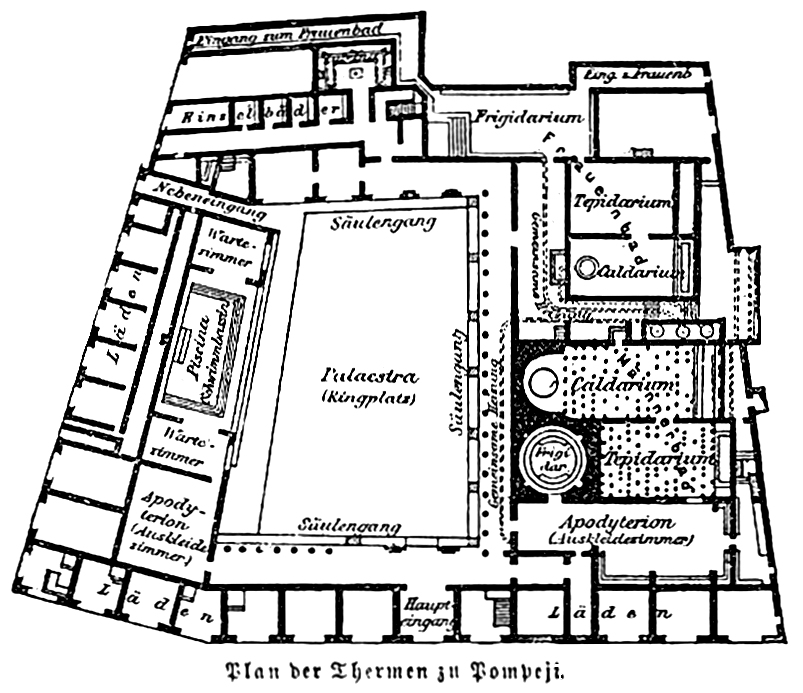
Grundriss der Stabianer Thermen

Die Anlage lag günstig an der Kreuzung der Via dell’Abbondanza und der Via Stabiana. Zentral gab es eine große Palästra. An der Südostseite befanden sich die Bäder. Vom Eingang an der Via Stabiana kam man in einen Umkleideraum. Im nächsten großen Raum, dem Apodyterion, der ein stuckiertes, großes Tonnengewölbe besaß, gab es Nischen, wo man die Kleidung aufbewahrte. Von hier aus betrat man das Tepidarium (das warme Bad). Daran schloss sich das Caldarium (das heiße Bad) an oder man konnte ins Laconicum (das Schwitzbad) gehen. Die Räume waren ungewöhnlich groß, selbst im Tepidarium gab es eine Wanne für Ganzkörperbäder. Zur Abkühlung nutzte man wohl das Becken im Caldarium, da es zu dieser Zeit noch kein Kaltwasserbad gab.

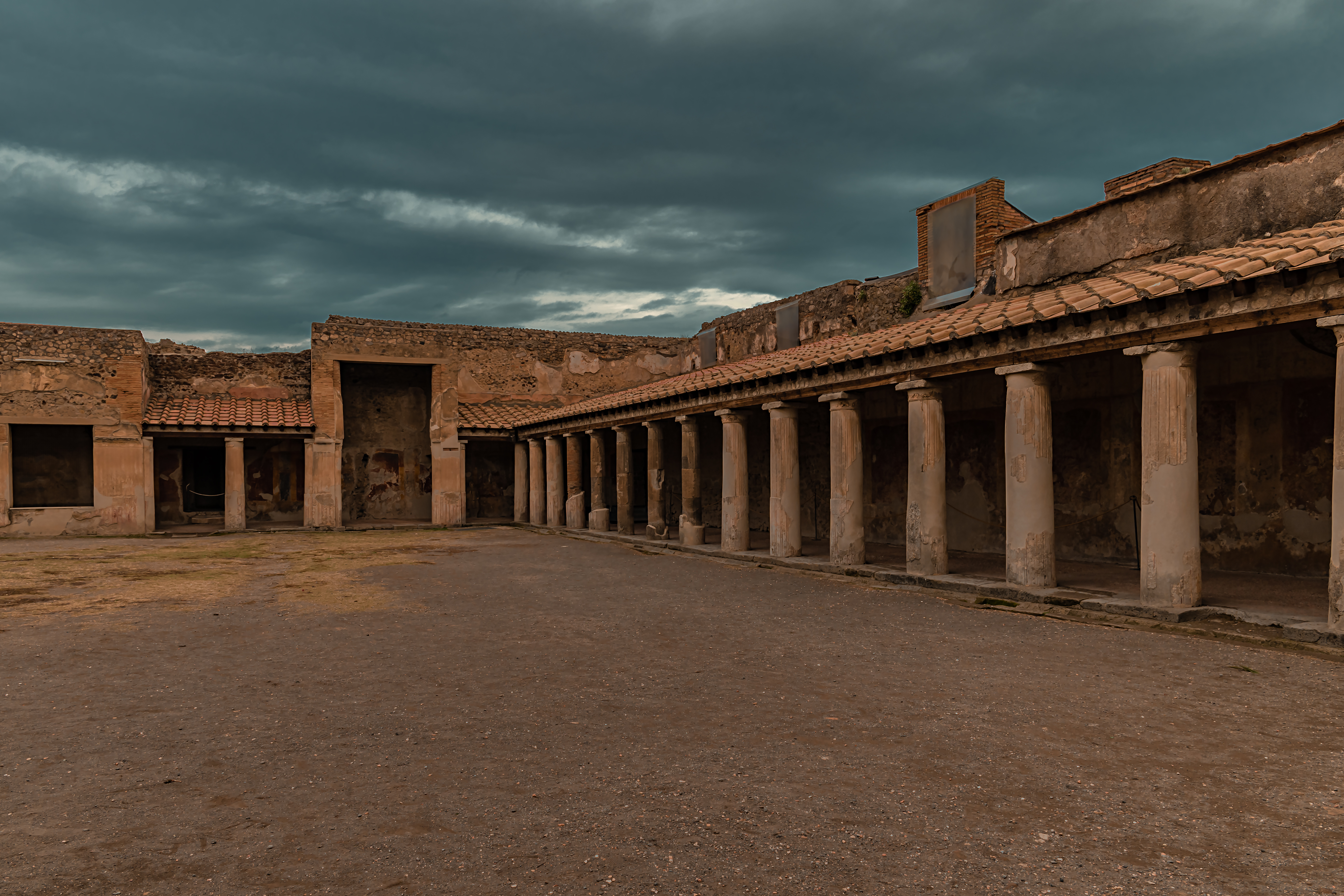
Innenhof der Stabianer Thermen

In den ersten Jahren der Kolonie wurde das Bad mit öffentlichen Geldern renoviert und umgebaut. Unter anderem wurde ein destrictarium gebaut, ein Schwitzbad, wo man sich von Öl und Sand reinigen konnte. Bei weiteren Umbauten in der frühen Kaiserzeit wurde das Laconicum in ein Frigidarium (Kaltwasserbad) umgewandelt. Ebenso wurde die Palästra verkleinert und an der Westseite ein großes Schwimmbecken (natatio) gebaut.
Die Ausstattung des Bades war prächtig, auch wenn die Reparaturen nach dem Erdbeben von 62 n. Chr. auch hier noch nicht abgeschlossen waren. Während der Umbauten wurden auch im Norden und im Süden weitere Eingänge errichtet. Im Nordosten befand sich das Frauenbad. Es war etwas kleiner und besaß nur ein Tepidarium und ein Caldarium. Trotzdem mussten Frauen den doppelten Eintrittspreis bezahlen.
Das Laconicum wird von einem Konusgewölbe eingewölbt, einer Frühform der Kuppel. Die auf Anfang des 1. Jahrhunderts v. Chr. datierte Kuppelschale stellt das älteste bekannte Beispiel für die Verwendung von Beton im später monumentalen römischen Kuppelbau dar, hier noch mit bescheidenem Durchmesser von 6,52 m.

#### Forumsthermen
Die Forumsthermen befanden sich direkt nördlich über dem Forum. Inschriften, die über die öffentliche Finanzierung berichten, werden um das Jahr 70 v. Chr. datiert. Unterhalten wurden die Thermen wohl dadurch, dass sie an den Außenwänden im Norden, Westen und Süden von Geschäften umgeben waren und dass die zweite Etage vermutlich als Wohnraum vermietet wurde.
Zunächst gab es nur einen Männertrakt; der Frauentrakt wurde erst später und in kleiner Form ergänzt. Außerdem ist die zu den Thermen gehörige Palästra, die der Körperertüchtigung dienen sollte, nur sehr klein. Daraus wird geschlossen, dass diese Thermen zunächst vor allem von älteren Männern benutzt wurden, die auf dem Forum ihren Geschäften nachgingen.
Die Forumsthermen waren die einzigen, die nach dem Erdbeben von 62 n. Chr. schnell wieder repariert wurden und fast genauso aussahen wie vorher und 79 n. Chr. in Betrieb waren.

#### Vorstadtthermen

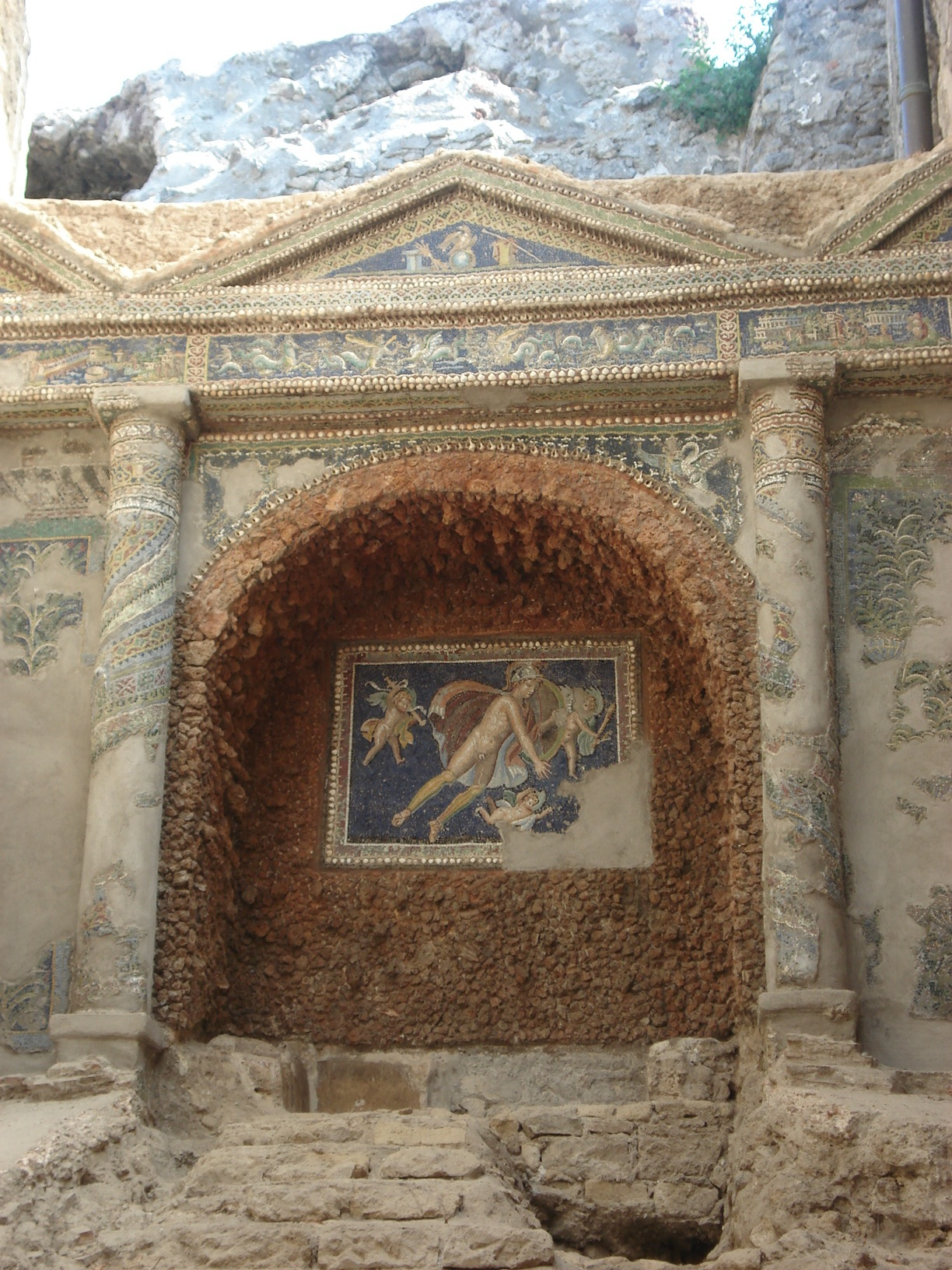
Grottendekor und Mars-Mosaik im Nymphäum der Vorstadtthermen

Unmittelbar außerhalb der Stadt am Hafentor im Westen wurde in der frühen Kaiserzeit eine weitere Therme errichtet. Sie war nach dem damals modernsten Wissen erbaut worden und hatten einige technische Raffinessen zu bieten. Besonders interessant waren große Fenster, die den Blick auf das Meer erlaubten. Bemerkenswert ist auch der Dekor des Nymphäums im Stil der Grottenarchitektur.
Heute sind diese Thermen (auch Suburbane Thermen genannt) vor allem wegen ihrer erotischen Fresken bekannt. Jedoch ist die lange vertretene Ansicht, deshalb hier eine Forenprostitution vermuten zu können, nicht vertretbar. Vielmehr sind diese im Umkleideraum angebrachten Malereien als Hilfsmittel zum Wiederfinden der eigenen Kleidungsstücke gedacht gewesen und orientierten sich an zeitgenössischer Literatur wie Ovids Ars amatoria.
Die Vorstadtthermen wurden durch Raubgräber stark beschädigt. Am Ende des ersten Jahrtausends waren sie sogar bewohnt. Sie wurden schon von Maiuri gefunden, wissenschaftlich ausgegraben und rekonstruiert jedoch erst von 1987 bis 1992.

#### Weitere Thermen
Relativ zentral, an der Kreuzung mehrerer wichtiger Straßen – unter anderem der Via Stabiana und der Via di Nola – gelegen, sollten nach dem Erdbeben von 62 n. Chr. neue Thermen, die Zentralthermen, errichtet werden. Beim Untergang 79 n. Chr. stand jedoch erst der Rohbau. Immerhin war schon zu erkennen, dass sich die Bauherren an stadtrömischen Vorbildern orientierten.
Die Republikanischen Thermen waren die zweitältesten, noch vorrömischen, aber auch die kleinsten Thermen der Stadt. Sie lagen gegenüber der Samnitischen Palästra. Es ist anzunehmen, dass diese Thermen vor allem von den dortigen Sportlern genutzt wurden. Möglicherweise gehörten die Badeanstalt zunächst sogar zur Sportstätte, da sie zur Zeit ihrer Entstehung eher ungünstig lagen. Außerdem hatten sie keine eigene Palästra.
Die Thermen bestehen aus zwei separaten Trakten. Der größere hatte auch ein Schwitzbad. Hier ist mit an Sicherheit grenzender Wahrscheinlichkeit das Männerbad zu suchen. Spätestens in augusteischer Zeit scheinen diese kleinen Thermen aufgegeben worden zu sein.

### Sportanlagen

#### Forum Triangolare

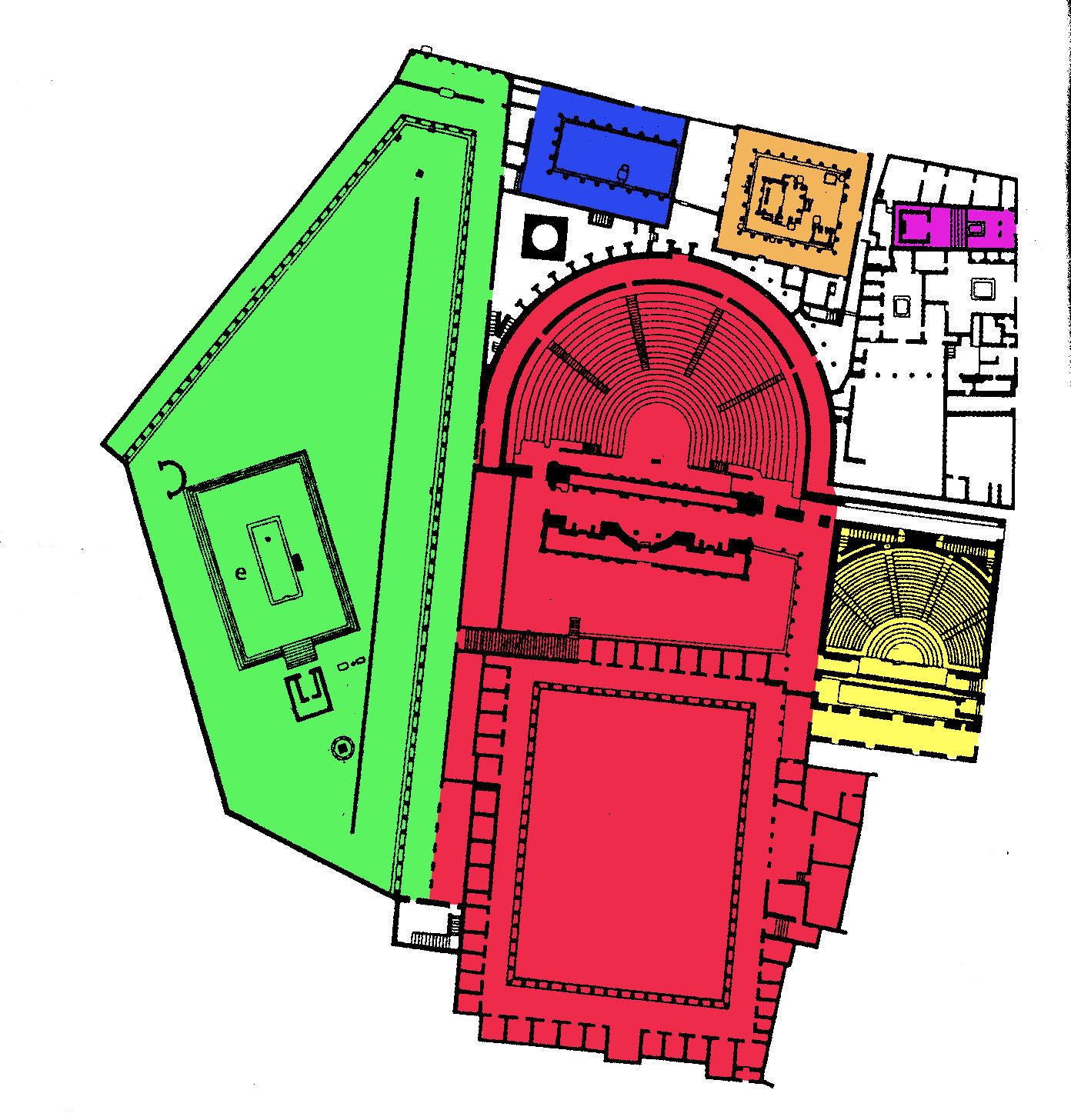
Das Forum Triangolare und das Theaterviertel – Grün: Forum Triangolare mit Tempel; Rot: Großes Theater mit Theaterportikus; Gelb: teatrum tectum; Blau: Samnitische Palästra; Orange: Isis-Tempel; Pink: Äskulap-Salus-Tempel

Auf das Forum Triangolare wurde teilweise schon bei der Besprechung des Hercules-Minerva-Tempels und des Heroons eingegangen. Neben der Nutzung als eines der sakralen Zentren der Stadt wurde der Freiraum, den das Forum bot, als Sportstätte für die Jugend genutzt. Ziel war die Schulung der Jugendlichen und jungen Männer der Stadt für eventuelle militärische Einsätze. Da das komplette Forum von einer Portikus umgeben war – nur zum Steilhang im Südwesten fehlte sie – war das Forum ein in sich geschlossenes Gebilde.
Über die Nutzung kann man heute nur Vermutungen anstellen, allerdings scheint es so gewesen zu sein, dass das Forum in vorrömischer Zeit und früher römischer Zeit zur sportlich-militärischen Schulung der jungen Männer der Stadt gedacht war. Durch die Errichtung einer Wand an der Ostseite des Platzes, etwa fünf Meter von der Portikus entfernt, schuf man eine leichter zu kontrollierende Sportstätte. Es ist anzunehmen, dass die Wand als Begrenzung einer Laufbahn diente. Zwar war sie nur ein halbes Stadion lang, doch stützt das die Deutung des Geländes als campus. Am Nordende der Mauer befanden sich auch ein Wasserbecken zur Erfrischung und eine Statue des Marcellus. Dieser war bis zu seinem Tode Schutzpatron der Stadt und sollte wohl als eine Art Vorbild und Anführer der Jugend der Stadt dienen.

#### Samnitische Palästra
Im Nordosten grenzt an das Forum Triangolare die so genannte Samnitische Palästra an. Beide waren durch einen Zugang miteinander verbunden, so dass die Palästra, die eine ausgewiesene Sportstätte war, einen Zugang zur Laufbahn hatte.
Als Palästra konnte der Bau durch den Fund einer oskischen Inschrift identifiziert werden, in der die vereiia erwähnt werden, eine alte vorrömische Bezeichnung für junge Männer, die zu schulen waren. Gestiftet wurde die Anlage, wie aus der Inschrift ersichtlich war, von einem Vibius Atranus, der testamentarisch den Bau der Anlage verfügte. Weiterhin spricht auch die Verbindung zu den Republikanischen Thermen, die keine eigene Palästra hatten, für eine Deutung als Sportanlage.
Die letzte noch heute zu besichtigende Anlage stammt aus der Kaiserzeit. An der Schmalseite im Westen gab es fünf, an den beiden Längsseiten acht Säulen, die Ostseite war offen. In einer früheren Bauphase dehnte sich die Palästra noch weiter nach Osten aus, musste jedoch Platz an den Isis-Tempel abgeben. An der Westseite gibt es drei Räume, die als Umkleiden gedient haben.
Im Bau fand man eine Kopie des Doryphoros, einer berühmten Speerträgerstatue. Vor der Statuenbasis befand sich ein Altar, was nahelegt, dass auch an dieser Stelle religiöse Handlungen vollzogen wurden.

#### Große Palästra (Campus)

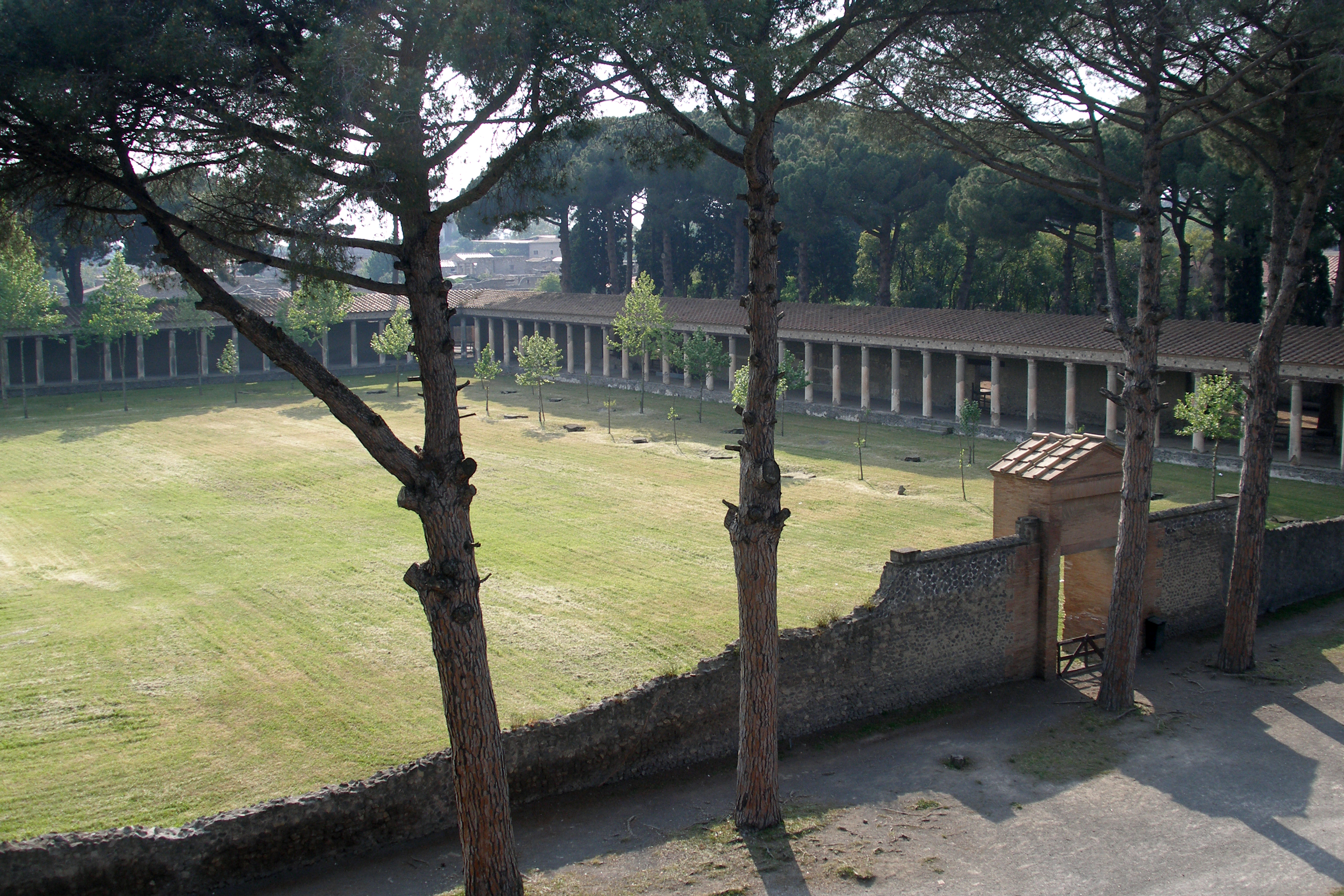
Große Palästra – Blick vom Amphitheater

In römischer Zeit verloren die Sportstätten auf dem Forum Triangolare und der Samnitischen Palästra zunehmend an Bedeutung, wie der Aspekt der Wehrertüchtigung generell. Seit der Augusteischen Zeit kam die sportliche Körperertüchtigung aus reinem Vergnügen vor allem bei der Jugend der Oberschicht in Mode. Um den neuen Erfordernissen gerecht zu werden, wurde direkt neben einer sehr großen Freifläche westlich des Amphitheaters eine riesige Palästra errichtet. Begrenzt wurde das Gelände von einer zum Amphitheater hin offenen, dreiflügeligen Portikus. Zum Amphitheater gab es als Begrenzung eine einfache Mauer mit drei Durchgängen. Vor den Portiken standen Schatten spendende Bäume, im Zentrum der Anlage befand sich ein großes Schwimmbecken. Eine Laufbahn und Räumlichkeiten zum Umziehen und zur Aufbewahrung der Sportgegenstände fehlten. Auch auf diesem Gelände befindet sich wieder ein Ort für den Kaiserkult, ein cella-ähnlicher Raum.
In der Kaiserzeit war der Umgang mit scharfen Waffen in der Stadt den Gladiatoren vorbehalten. Sie hatten ihre Trainingsstätte südlich der Theater, also gleich neben dem Forum Triangolare. Zunächst war dieser Bereich eine zum Theater gehörende, riesige Portikus, wo die Theatergänger flanieren konnten. In den anliegenden Gebäuden fanden die Archäologen diverse von Gladiatoren genutzte Gerätschaften.

### Theater

#### Großes Theater

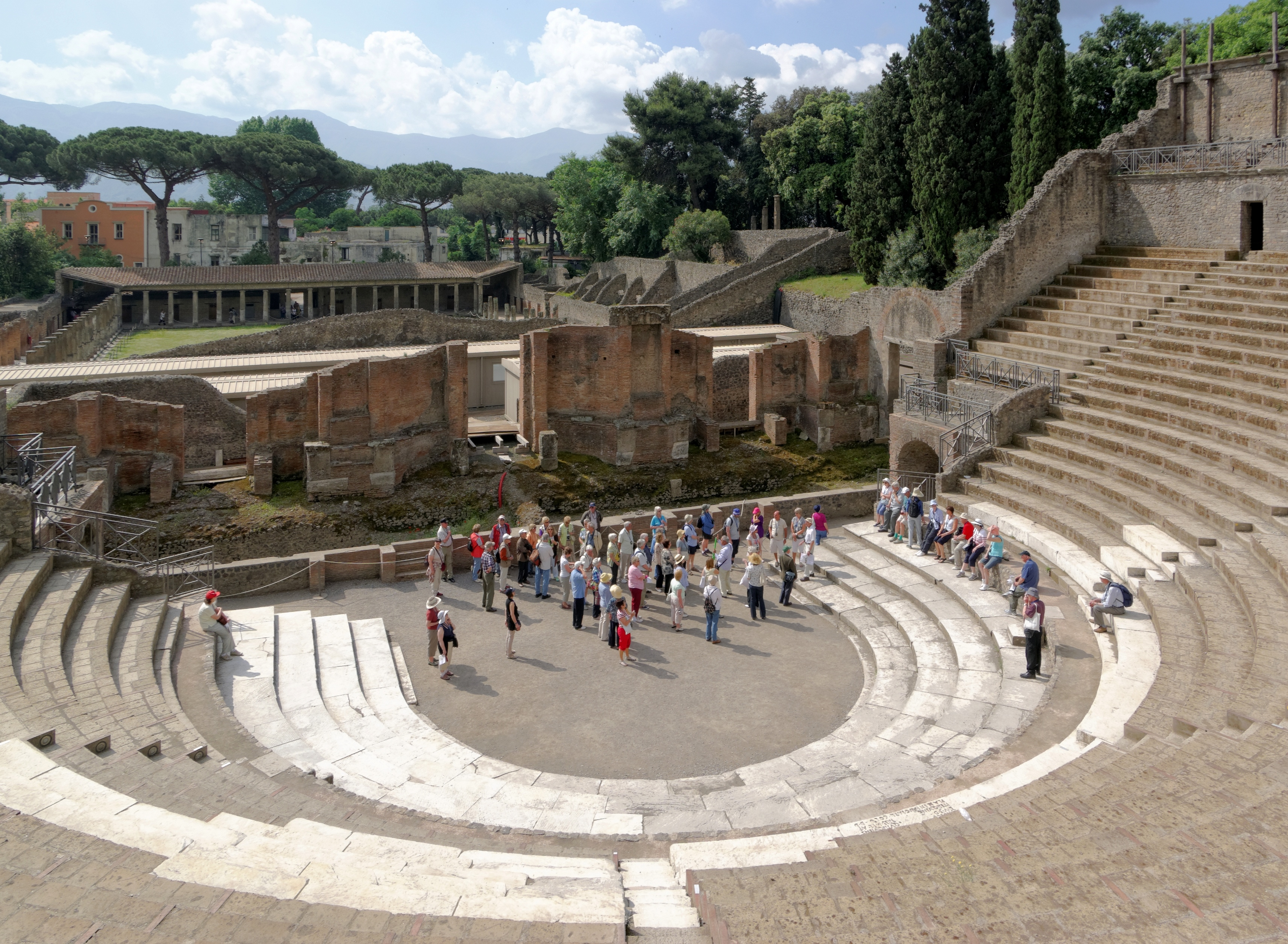
Blick ins große Theater

Blick von der Orchestra über die Ränge

Im Verlauf des 2. Jahrhunderts v. Chr. wurde am südlichen Ende des Lavaplateaus, östlich des Forum Triangolare, ein großes Theater errichtet. Es war das erste Gebäude in der Nachbarschaft, alle anderen Gebäude wurden erst später und abgestimmt auf das Theater errichtet. Vom ersten Bau sind heute keine nennenswerten Reste erhalten. Das Gebäude entsprach zunächst der griechischen Tradition – es gab eine große runde Freifläche (orchestra) vor der Bühne und das Theater ging leicht über einen Halbkreis hinaus. Erst nach mehreren Umbauphasen wurde das Theater den römischen Theatergewohnheiten angepasst. So wurde etwa als erstes die Bühne erhöht. In augusteischer Zeit wurde das Bühnenhaus (scaenae) umgebaut, näher an die Ränge gerückt, ein Graben für den effektvollen Einsatz des Vorhanges angelegt und dabei trotzdem eine größere Spielstätte geschaffen. Zudem wurde die Bühnenfassade neu errichtet und mit Marmor verkleidet. Nach dem Erdbeben von 62 n. Chr. bekam die Fassade noch ein etwas anderes Aussehen, als viele Nischen und Säulen angefügt wurden. Dabei wurde auch die vormals hufeisenförmige Orchestra (der Tanzplatz für den Chor) verkleinert.
Ein weiterer wichtiger Anbau waren die seitlich angebrachten Ehrenlogen. Man hatte zwar von hier keinen guten Blick auf die Bühne, wichtiger aber als das Geschehen auf der Bühne zu sehen war, dass man gesehen wurde. Die Logen waren für die Magistraten der Stadt und die Spielgeber bestimmt. Verantwortlich für einen großen Teil der Umbauten waren Marcus Holconius Rufus und sein Sohn Marcus Holconius Celer, die Mitglieder einer der reichsten und bedeutendsten Familien der Stadt waren. Marcus Holconius Rufus wurde sogar mit einem Ehrensitz (bisellium) zu Füßen der untersten Stufen geehrt.

#### theatrum tectum (Odeion)

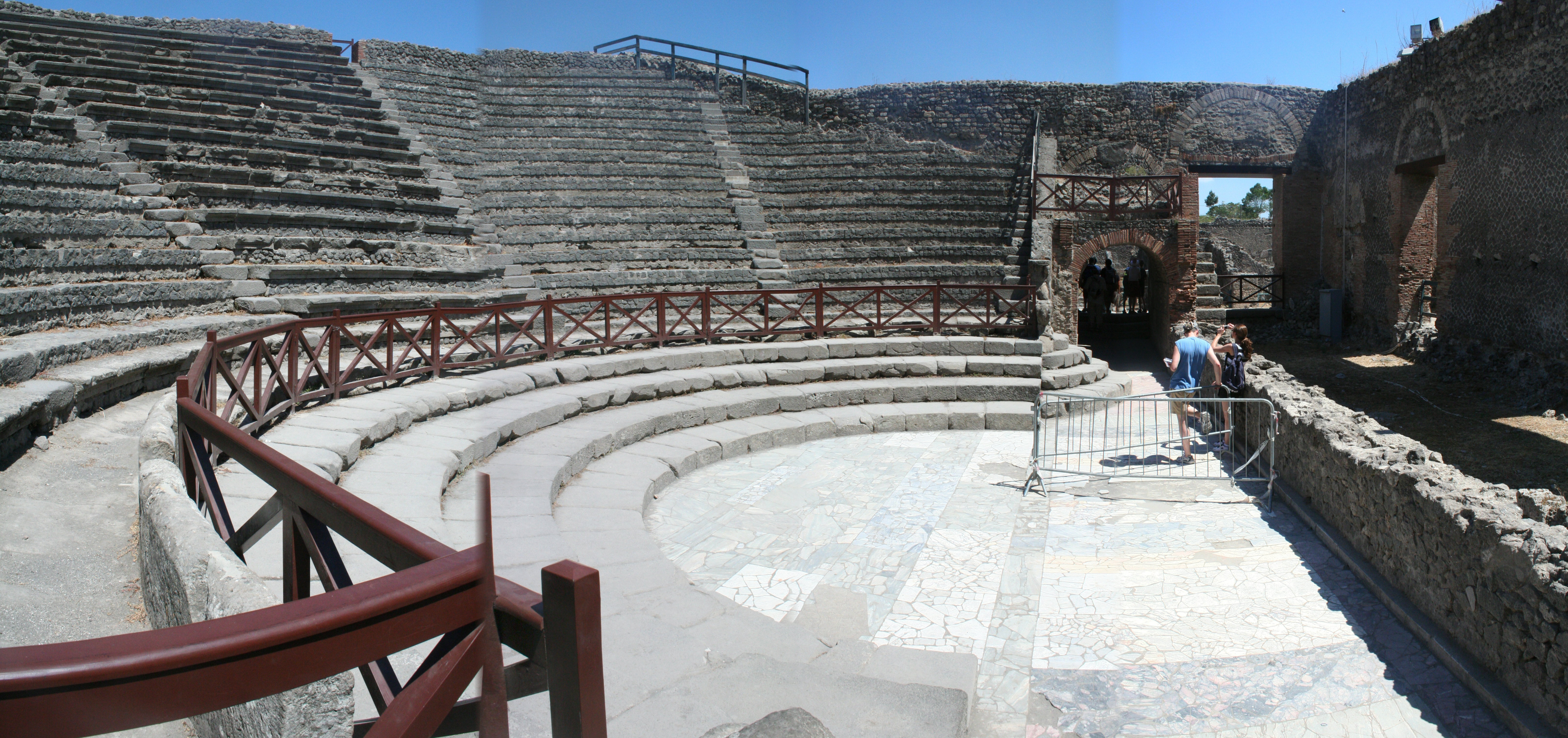
Kleines Theater (Odeion)

Das aus Inschriften unter dem Namen teatrum tectum („überdachtes Theater“) bekannte kleinere Theater direkt südöstlich des großen Theaters wurde während der ersten Jahre als römische Kolonie erbaut. Verantwortlich dafür waren im Auftrag des Stadtrates die bekannten Beamten Marcus Porcius und Quinctius Valgus, die beide keine Einheimischen waren. Der wie antike Theater als Halbkreis angelegte Bau war nicht nur überdacht, sondern auch in quadratischer Form errichtet worden. Somit erinnerte das Gebäude an griechische Odeia. Das erklärt die bis heute noch oft, aber wohl zu Unrecht vertretene Ansicht, dass das teatrum tectum ein Ort für musische Rezitationen gewesen sei, die ja eine bessere Akustik benötigten, als sie ein normales Theater bieten konnte. Allerdings ist das schon deshalb sehr unwahrscheinlich, weil die Errichtung mit dem Zuzug der römischen Kolonisten zu tun haben musste. Doch ist nicht anzunehmen, dass die ehemaligen Soldaten solcher Unterhaltung bedurft hätten. Wahrscheinlicher ist es, dass die damals noch in der Minderheit befindlichen, Latein sprechenden Römer ein eigenes Theater bekamen, da das große Theater noch von den weiterhin oskisch sprechenden Pompejanern benutzt wurde. Außerdem kann man davon ausgehen, dass das kleine Theater als Versammlungsplatz genutzt wurde, wo die Geschicke der Stadt geregelt wurden.

#### Amphitheater
Etwa zur selben Zeit wie das theatrum tectum wurde auch das Amphitheater errichtet. Es war das erste bekannte Amphitheater überhaupt und hatte ein Fassungsvermögen von 20.000 Plätzen. Verantwortlich für die Errichtung waren wieder die beiden schon beim kleinen Theater genannten Beamten. Erbaut wurde das Gebäude direkt in der Südostecke der Stadt. Es war so hoch, dass es die Stadtmauer überragte und von Neuankömmlingen als erstes gesehen wurde. So war es auch für auswärtige Besucher leicht zu erreichen. Da man noch keine Erfahrungen mit solchen Gebäuden hatte, gab es noch nicht die ausgeklügelte Technik wie bei späteren Anlagen dieser Art, etwa dem Kolosseum in Rom. Selbst die Treppen zu den Zuschauerrängen waren noch nicht in den Bau integriert, sondern außen angebracht.
Das Gebäude trat hier hinter die Funktion zurück. Bezeichnet wurde es in einer Inschrift sogar als spectacula. Wie wichtig das Amphitheater und vor allem die dort stattfindenden Veranstaltungen waren, kann man aus der großen Menge von Graffiti ersehen, die man an den Hauswänden der Stadt fand, etwa vielfach Kritzeleien der Fans der Kämpfer wie: „Nikanor, siege!“; „Spiculus aus der Gladiatorengruppe des Nero, ein Neuling, hat gesiegt: der Freigelassene Aptonetus, mit 16 Kämpfen, ist umgekommen“. Man findet auch überall in der Stadt große Ankündigungen für die Spiele: „Aus Anlass der Einweihung des Archives (werden Gladiatoren) des Gnaeus Alleius Nigidius Maius in Pompeji am 13. Juni (kämpfen). Festzug, Tierhetze, Athletenschaukampf und Sonnensegel wird es geben. Nigra leb wohl.“

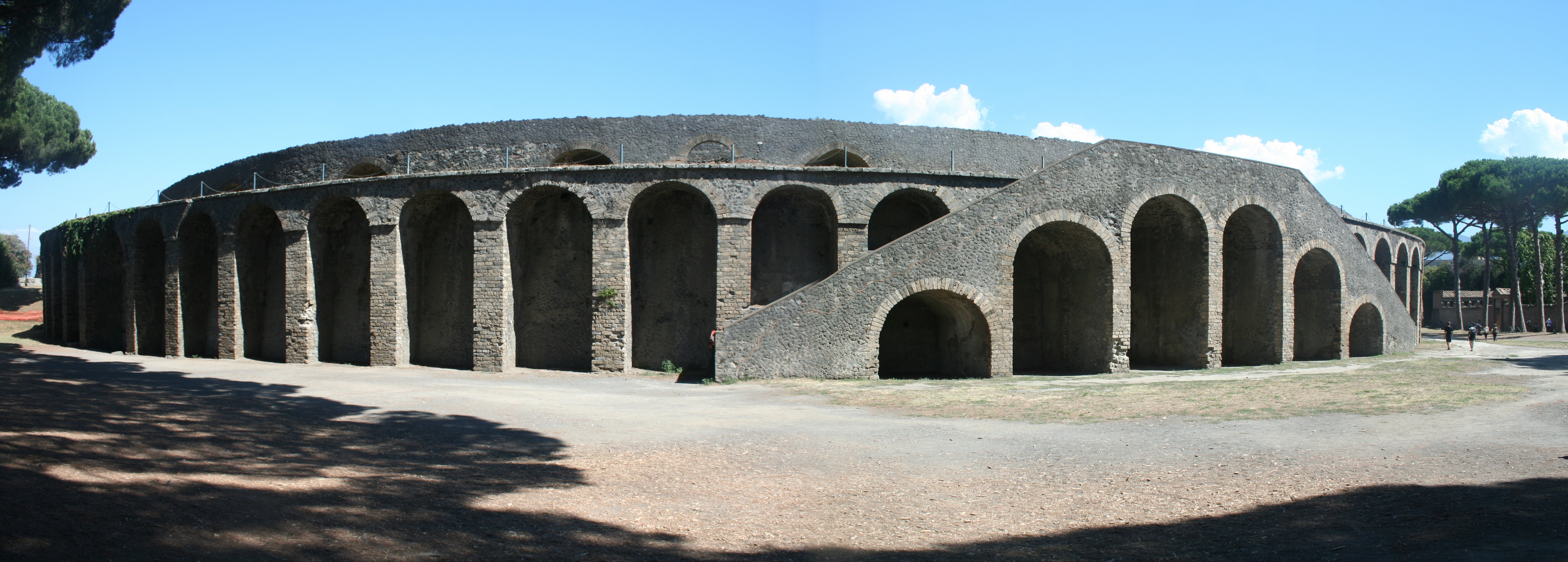
Seitenansicht des Amphitheaters
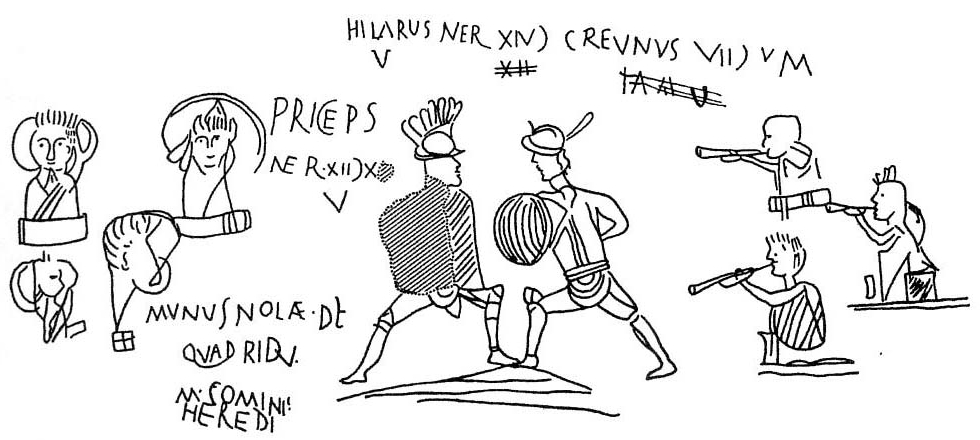
Graffito[45] mit Dipinti – „Fan“-Darstellung von Gladiatorenkämpfen
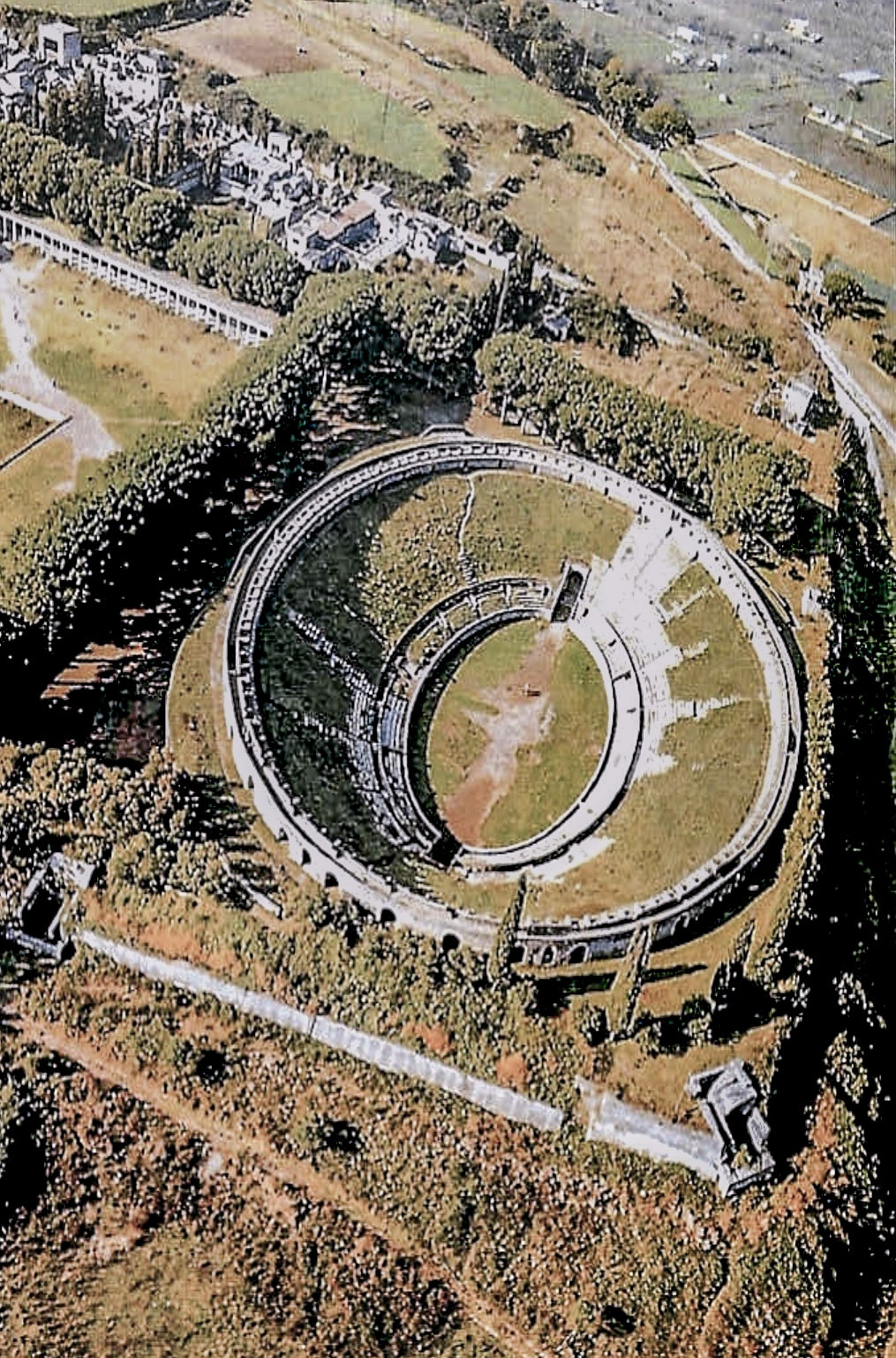
Blick auf das Amphitheater

## Wirtschaft
Obwohl Pompeji die wichtigste und aussagekräftigste Quelle für die Wirtschaftsgeschichte der Antike darstellt, ist die Auswertung der Funde in diesem Zusammenhang nicht immer einfach. In der Wissenschaft wurde lange debattiert, ob Pompeji nun eine Produzenten- oder Konsumentenstadt war. Nach aktuellen Erkenntnissen muss man von einer Mischform ausgehen.

### Lebensmittelversorgung

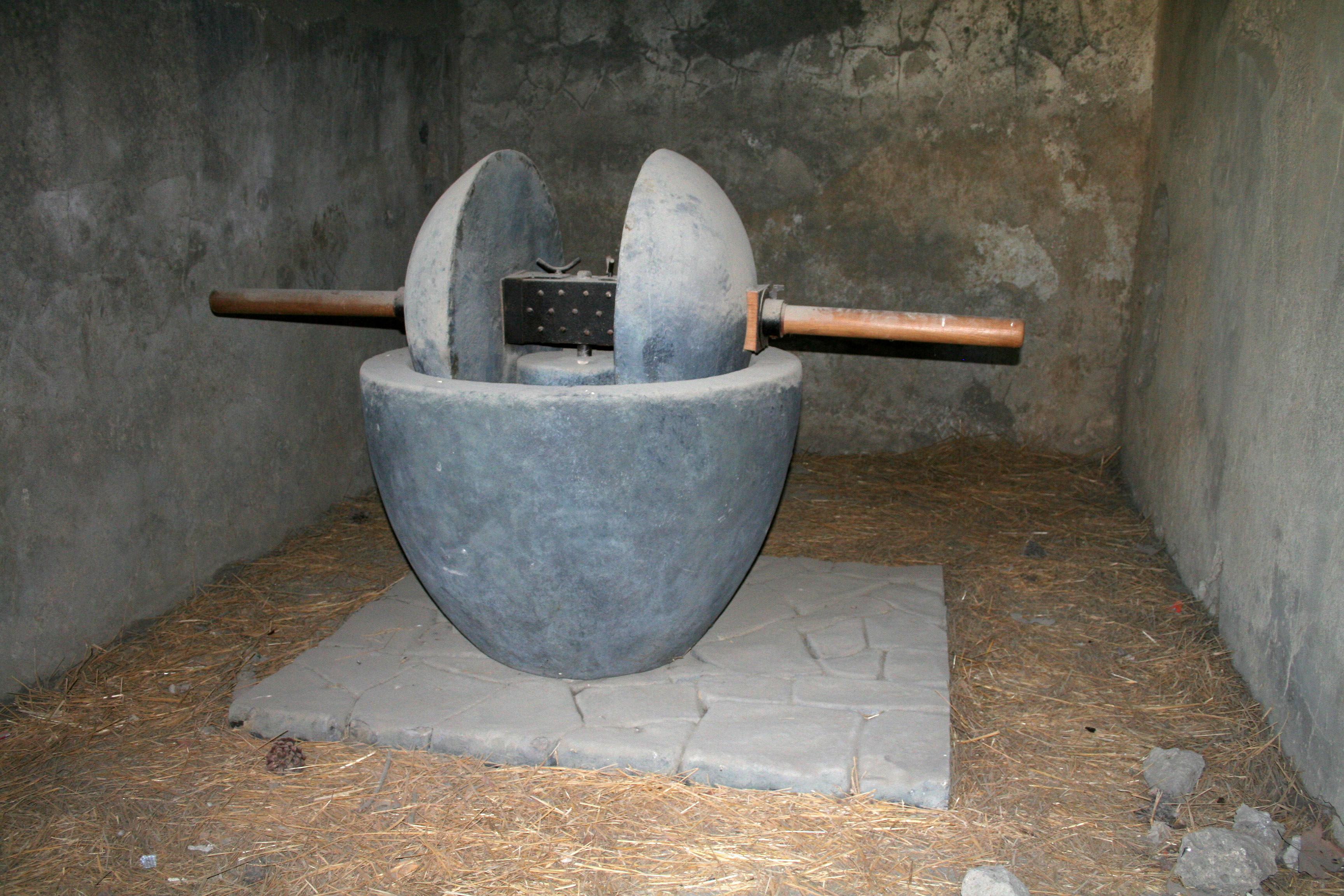
Olivenmühle

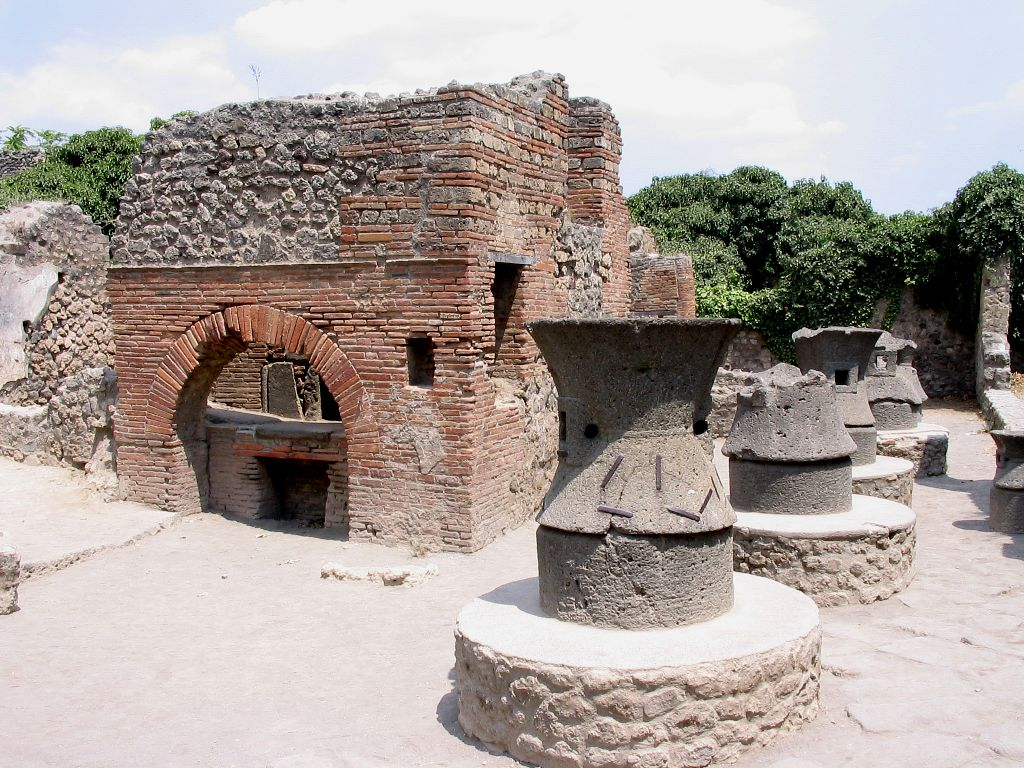
Bäckerei. Rechts Getreidemühlen, in der Mitte ein Ofen

Die Versorgung der Stadt mit Lebensmitteln scheint zumindest teilweise durch externe Zulieferer aus der näheren Umgebung wie den Villae rusticae in Boscoreale erfolgt zu sein. Diese Betriebe waren wohl auf die Produktion bestimmter Erzeugnisse spezialisiert. So fand man in Boscoreale 18 in den Boden eingelassene Tonfässer (dolia), eine große Weinpresse und ein unterirdisches Reservoir, das 10.000 Liter Wein fassen konnte. Der Weinanbau war seit dem 1. Jahrhundert v. Chr. einer der wichtigsten Wirtschaftszweige der Gegend. Auch von den Eumachiern und den Holconiern ist bekannt, dass sie außerhalb der Stadt Weingüter hatten und mit diesen einen beträchtlichen Gewinn erwirtschafteten. Der kampanische Wein wurde auch exportiert, nicht zuletzt ein beträchtlicher Anteil bei der Versorgung der Stadt Rom (20 bis 25 %) kam aus der Vesuvgegend. Aber auch in Pompeji selbst ist Weinbau nachgewiesen. Auf der fast völlig unbebauten Insula II 5, die unmittelbar an die östliche Stadtmauer und südlich an den Endabschnitt der Via dell’Abbondanza angrenzt, befand sich eine Weinplantage. Die Löcher der Rebstöcke konnten nachgewiesen werden.
Über den Flusshafen an der Mündung des Sarno wurde die Stadt auch durch Waren versorgt. Nicht zuletzt Fisch kam von hier. Die Fischsoße Garum, die ein bedeutendes Lebensmittel der Zeit war, wurde hier in größeren Produktionsanlagen für die Stadt hergestellt. Auch die Versorgung mit Fleisch kann nur von außerhalb erfolgt sein, da die Haltung einer größeren Anzahl Tiere innerhalb der Stadt nicht möglich war. Kleinere Mengen an Kleintieren konnten durchaus innerhalb der Häuser gehalten werden, jedoch ist ein Nachweis dafür nur schwer zu führen.
Die Versorgung mit Obst und Gemüse hingegen konnte zumindest in einem kleinen Rahmen innerhalb der Stadt in zu den Häusern gehörigen Gärten erfolgen. Nutzgärten sind bei vielen Häusern auch zur Zeit des Untergangs 79 n. Chr. nachgewiesen. Vereinzelt gab es sogar größere innerstädtische Anbauflächen. Ob dies zur vollständigen Versorgung der Stadt reichte, kann nicht gesagt werden, ist jedoch eher nicht anzunehmen.
Anders als mit Obst und Gemüse gab es wohl kaum eine Selbstversorgung mit Teigwaren. Wurden in den Villen außerhalb der Stadt meist Handmühlen gefunden, die für eine Eigenversorgung mit Mehl sprechen, fand man diese in der Stadt kaum. Jedoch fällt auf, dass es innerhalb der Stadt sehr viele Bäckereien gab, interessanterweise manche mit, andere ohne Mühlen. Somit mussten vor allem kleinere Bäckereien in der Altstadt und in offensichtlichen Ballungsräumen der Stadt, die weder Platz für Mühlen noch für die Lagerung größerer Mengen Getreides hatten, extern mit Mehl versorgt werden. Möglicherweise waren diese kleineren Bäckereien Zweigstellen der größeren, die in der Regel drei, vereinzelt auch mehr Mühlen besaßen.

### Handwerk und Kunsthandwerk

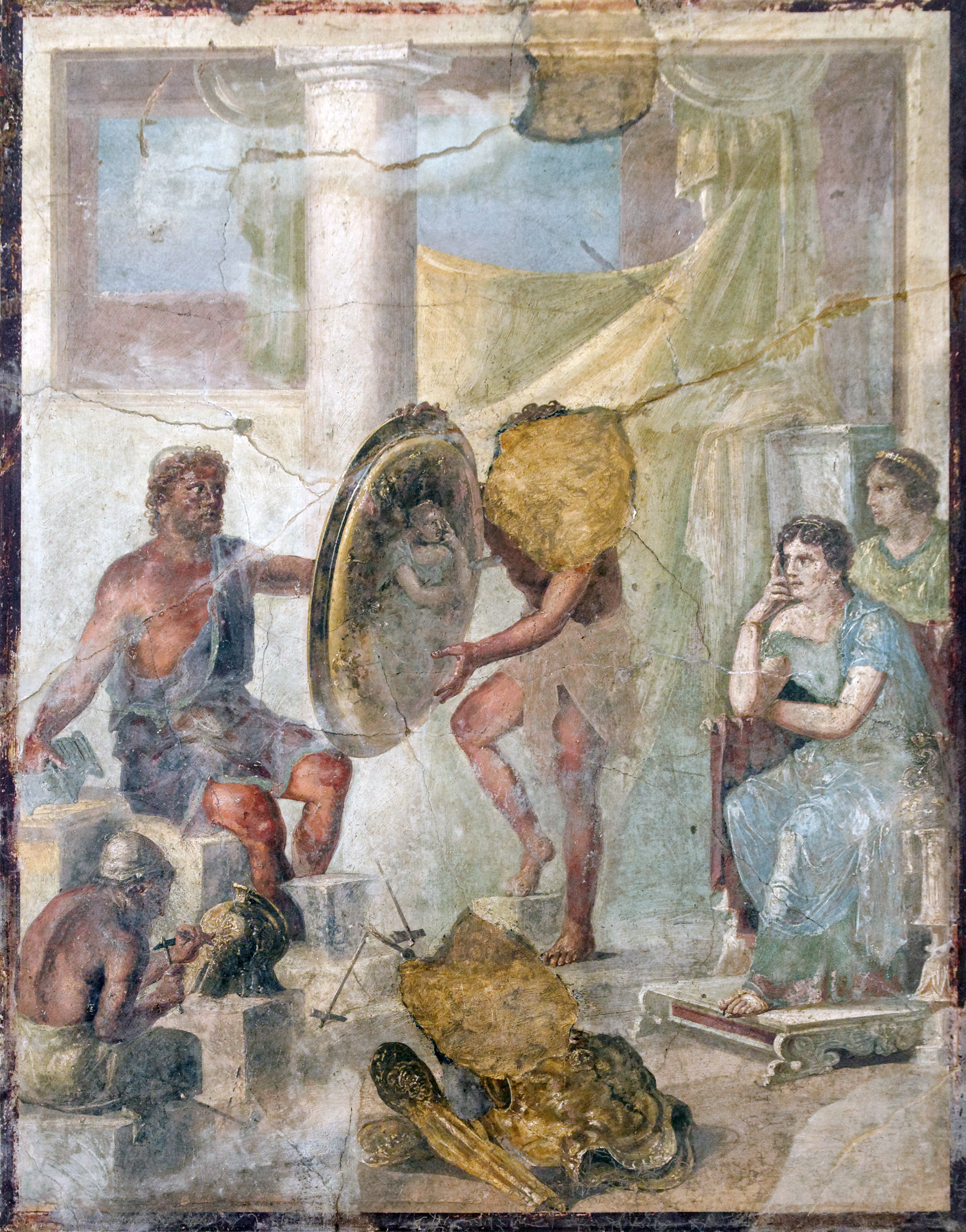
Analogie zu den pompejianischen Schmiedewerkstätten: Hephaistos (Vulcanus, der Gott der Schmiedekunst, mit den Attributen Pileus und Hammer) präsentiert Thetis den spiegelnden Schild für Achilles. Vordergrund: Fertiger Brustpanzer und Beinschiene aus Bronze, Geselle beim letzten Ziselieren des Helmes. Fresko, Pompeji, Archäologisches Nationalmuseum Neapel

Die meisten Handwerksprodukte wurden im Römischen Reich in Kleinbetrieben (officina), in denen die Angehörigen der Familie und oftmals auch einige Lohnarbeiter und Sklaven arbeiteten, für den lokalen Handelsmarkt produziert. Diese Betriebe oder Handwerker fertigten ihre Waren meist auf Bestellung an. Die von ihnen betriebenen Werkstätten (tabernae) befanden sich in den Städten meist im Erdgeschoss der Mietshausblöcke (insulae). Besonders zahlreich sind die Nachweise in Pompeji mit etwa 650 Werkstätten, die meisten zum Verkauf von Lebensmitteln, aber auch 25 Gerbereien und Walkereien, zwei Kleidungs- und ein Leinenhändler, zehn metallverarbeitende Werkstätten, drei Töpfereien, darunter auch eine kleine Lampenfabrik, und einige Schreinereien, (Flick)schustereien und Parfümhersteller.
Gebrauchsgüter, Rohstoffe, Baumaterialien und metallene Halbzeuge mussten von außerhalb der Stadt importiert werden. Für die Herstellung von beispielsweise Ziegeln oder Tonwaren wie Amphoren wurden Tongruben benötigt. Sowohl von den Eumachiern als auch von den Holconiern ist bekannt, dass sie Tongruben betrieben. Die Ziegelei des Lucius Eumachius belieferte, was anhand von Stempeln ersichtlich ist, beispielsweise auch Boscoreale. Saisonbedingt wurden im Sommer und den Vorerntemonaten Amphoren, den Rest des Jahres über Ziegel produziert. Weitere Produktions- und Dienstleistungsbetriebe konnten belegt werden. So wurden eine Maler- und eine Töpferwerkstatt (figuli) – dessen Inhaber Zosimus hieß –, Parfümerien und eine Tonlampenwerkstatt gefunden.
Die langjährige Annahme, Pompeji sei ein lokales Zentrum der Wollindustrie gewesen, kann heute nicht mehr aufrechterhalten werden. Für viel mehr als eine städtische Eigenversorgung waren die bisher gefundenen Kapazitäten für die Wollverarbeitung – Arbeitsfläche, Kessel zum Erhitzen von Flüssigkeiten, Becken und Tröge etwa zum Färben – nicht ausreichend. Auch die Weiterverarbeitung mit Heimwebstühlen ließ sich nur durch die Funde von etwa 50 Webgewichten in einem einzigen Haus nachweisen. Das ist bei weitem zu wenig für eine größere Produktion. Durch Graffiti sind Berufe wie Tuchwalker (fullones), Färber (tinctores) und Filzer (coactiliarii) nachgewiesen. Jedoch sind Aussagen über die Anzahl heute nicht mehr zu treffen, da die von ihnen benötigten, meist dünnwandigen Gerätschaften heute in vielen Werkstätten wegen der früheren Ausgrabungsmethoden nicht mehr nachweisbar sind. Eine Eigenversorgung der Stadt mit diesen Waren ist wahrscheinlich. Das Gleiche kann für andere Wirtschaftszweige wie Gerbereien und die Metallverarbeitung angenommen werden.
Vor allem bei den metallverarbeitenden Werkstätten kann inzwischen die Annahme, Capua habe als regionales Zentrum die anderen Städte mit Werkzeugen, landwirtschaftlichen Geräten, Ketten, Waagen, Waffen, Waren aus Bronze etcetera versorgt, als falsch angesehen werden. In Pompeji wurden beispielsweise Werkstätten der schmiedenden Gewerke gefunden, wie Waffenschmiede oder Gerätschmiede (fabri ferrarii), Kupferschmiede oder Bronzeschmiede (fabri aerarii) – die für das Treiben von Vasen, Amphoren, Kessel, Pfannen, Lampen oder auch künstlerische Reliefs zuständig waren – oder Silber- und Goldschmiede. Die Einteilungen dürfen hier nicht eng eingestuft werden, weil damals häufig „fachübergreifend“ gearbeitet und sowohl für den täglichen Bedarf als auch Güter des gehobenen Anspruchs produziert wurden. Parallelen würde man hier im heutigen Kunstschmied erkennen. Einige der Schmiede aus Pompeji kennt man aufgrund von ergrabenen Empfehlungen heute noch namentlich, wie Iunianus, den Eisenschmied, oder Verus, der Bronzearbeiten sowie kleinere Kandelaber herstellte. Es konnte darüber hinaus eine Werkstatt nachgewiesen werden, in der Statuetten und sogar lebensgroße Statuen im Bronzegussverfahren hergestellt wurden. Es gab auch Juweliere (gemmarii) und Ziseleure (caelatores).
An vielen öffentlichen Gebäuden und auch an zahlreichen großen Privathäusern gab es Ladenreihen. Damit finanzierte die Stadt Projekte oder die Hausbesitzer hatten hierdurch eine nicht zu unterschätzende Nebeneinnahme. Exemplarisch für dieses Zusammenspiel von Wohnen und Leben steht das Haus der Postumier. An drei Seiten des eine große Grundfläche einnehmenden Gebäudes befanden sich tabernae. Ein Teil dieser Läden hatte Verbindungen zum eigentlichen Haus. Es ist davon auszugehen, dass hier Sklaven oder Freigelassene im Auftrag des Besitzers arbeiteten. Andere Läden hatten keine Verbindung zum Inneren des Gebäudes, aber eine eingezogene Zwischendecke. Hier könnten die Betreiber der Läden mitsamt ihrer Familie gelebt haben. Es findet sich auch ein Zugang zur zweiten Etage. Diese dürfte auch vom Besitzer vermietet worden sein. Einige der Geschäfte konnten identifiziert werden. So gab es hier eine Garküche und eine Metallwerkstatt. Versorgt wurde die Garküche möglicherweise von einer großen zum Gebäude gehörenden Küche.

### Prostitution

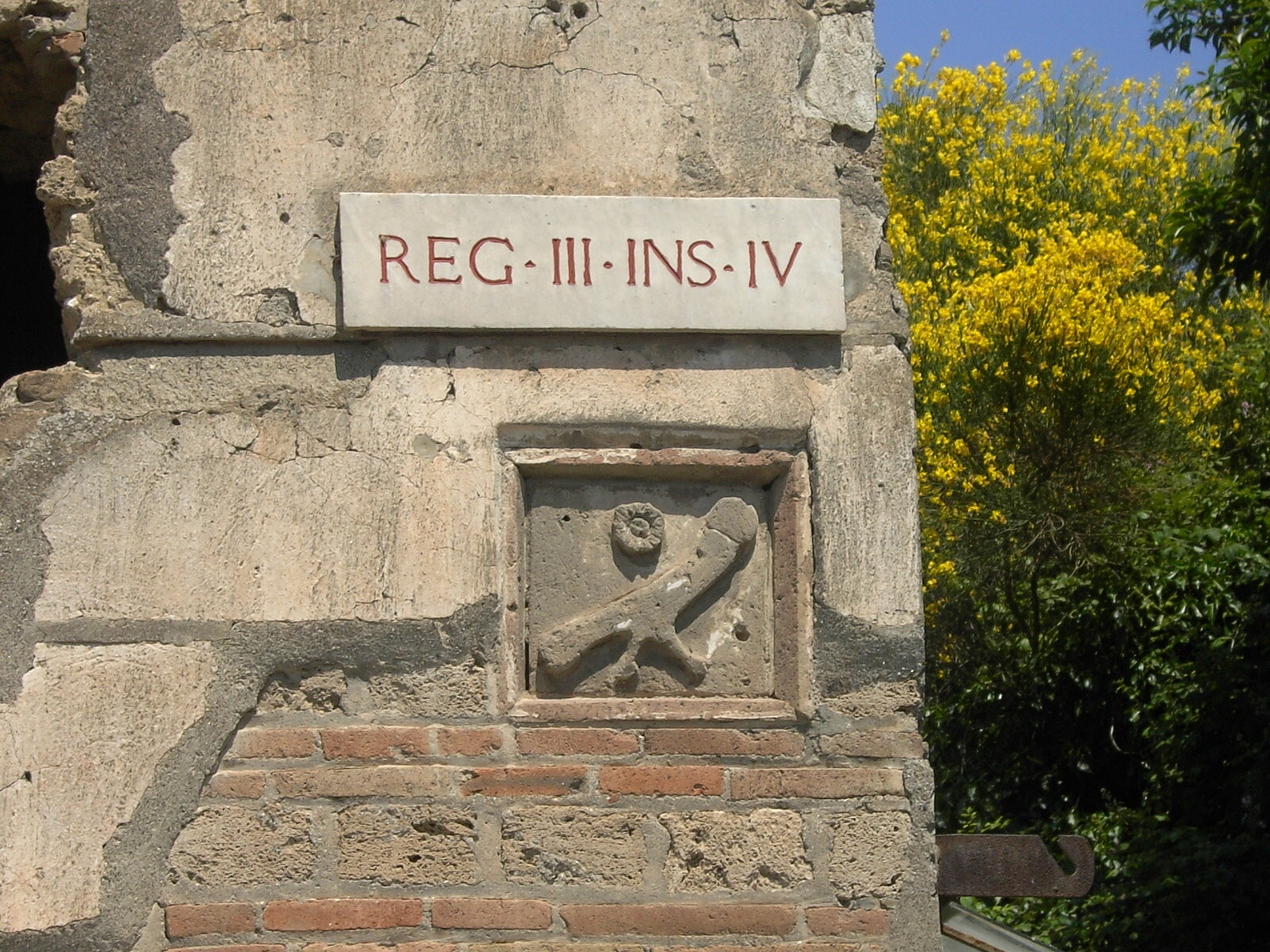
Wegweiser zum Bordell

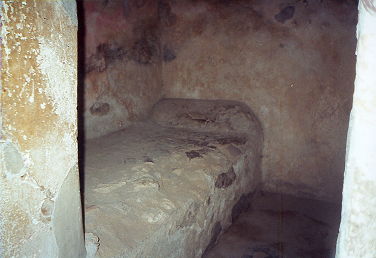
Blick ins Arbeitszimmer einer Prostituierten

Ein weiteres für Pompeji nachgewiesenes Gewerbe war die Prostitution. Von besonderer Bedeutung ist, dass in der Stadt das einzige mit Sicherheit als Lupanar (Bordell) zu identifizierende antike Gebäude überhaupt gefunden wurde. Die frühere Annahme, in der Stadt hätten sich weitaus mehr Bordelle befunden, konnte durch die Forschung bisher nicht bestätigt werden. Oftmals wurden Orte fälschlicherweise als Bordelle benannt, weil sich hier erotische oder sexuelle Darstellungen oder Graffiti obszönen Inhaltes oder mit Bezug zur Prostitution fanden. Diese waren jedoch allgegenwärtig und können nicht als Indiz für derartige Betriebe genommen werden. Allerdings ist anzunehmen, dass Prostitution nicht nur in diesem einen Gebäude stattfand. Prostituierte gingen wohl in eigenen Wohnungen oder in angemieteten Zimmern (oft direkt an der Straße mit direktem Zugang) ihrem Gewerbe nach. Außerdem waren auch viele Kellnerinnen nebenher in diesem Beruf tätig, so dass auch viele Gaststuben derartig verwendet wurden. Selbst in angeseheneren Gegenden lassen sich anhand von Graffiti Prostituierte nachweisen, die offenbar ihre Quartiere in den oberen, heute nicht mehr vorhandenen Etagen der Häuser hatten. Dank dieser Graffiti, die zu Hunderten überliefert sind, sind auch viele Namen von Prostituierten bekannt, die häufig aus dem Osten des Reiches stammten und Sklavinnen waren, und die Preisgestaltung. So ist etwa zu erfahren: Athenais 2 As, Sabina 2 As, Die Haussklavin Logas, 8 As oder Maritimus leckt die Scham für 4 As. Er empfängt auch Jungfrauen. Dabei reichen die Beträge von ein bis zwei As bis hin zu hohen Beträgen im Sesterzenbereich. Im unteren Preissegment kostete die Leistung nicht mehr als ein Brot oder einen Liter Wein.

### Zeugnisse von Fernhandel und kulturellem Austausch mit Asien

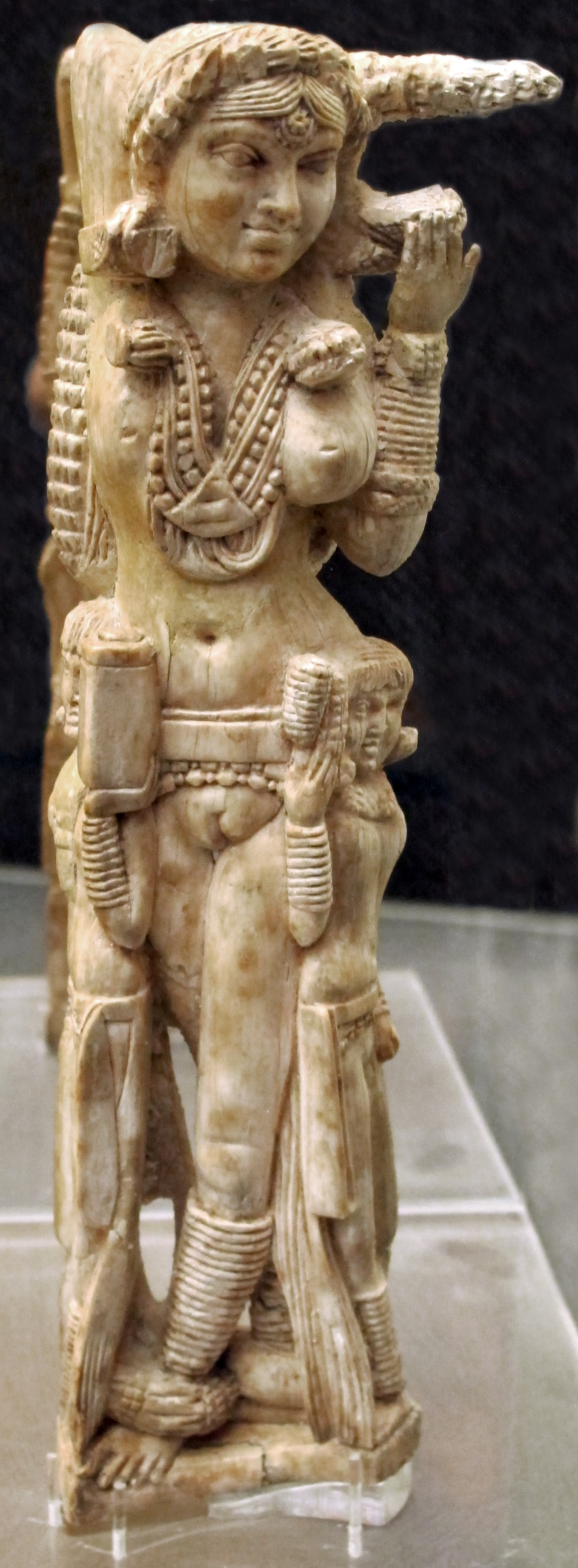
Statuette Pompei Lakshmi im Archäologischen Nationalmuseum Neapel

In den Ruinen von Pompeji wurde unter anderem eine Elfenbeinstatuette aus Indien entdeckt. Die Statuette Pompeji Lakshmi wurde im Jahrhundert des Untergangs der Stadt produziert. Sie ist 25 Zentimeter lang und war wohl ein Spiegelgriff. Die Lieferungen von Nard, Elfenbein und Textilien wird durch archäologische Funde belegt und gleichsam, dass der römische Handel mit dem Osten im ersten und zweiten Jahrhundert seinen Höhepunkt erreichte. Die Statuette ist eine durchaus ungewöhnliche Darstellung von Lakshmi oder Yashis in der indischen Kunst.

## Politik

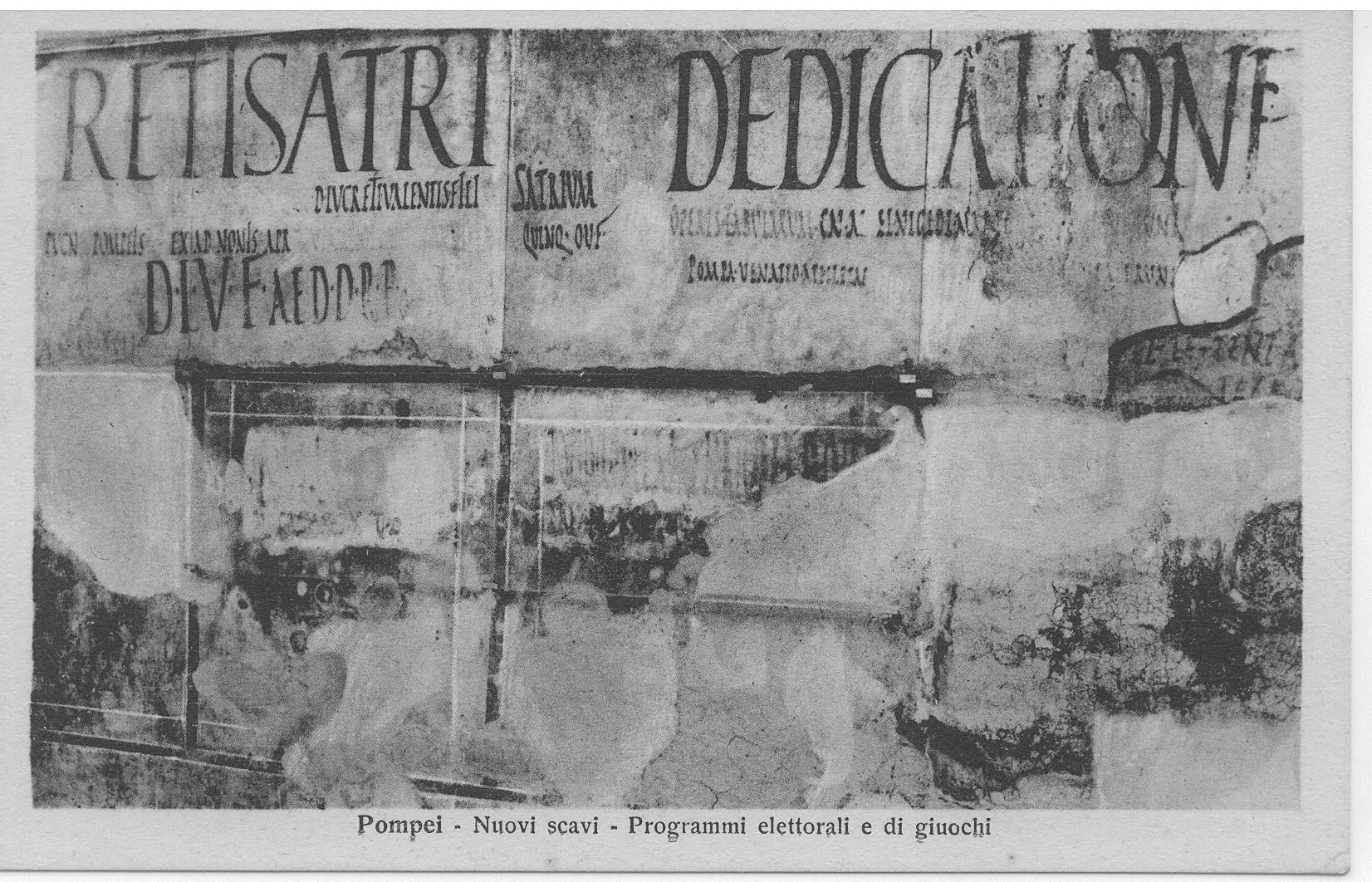
Dipinti, Schwarzweißfoto von ca. 1920–1923: Haus des Aulus Trebius Valens

An Hauswänden und Mauern der Stadt blieben in Rot und Schwarz aufgemalte Inschriften (Dipinti) auf Lateinisch erhalten. Auch in anderen Städten der römischen Welt dürften die Hausfassaden ähnliche „Graffiti“ aufgewiesen haben, nur konnten sie sich nirgends so gut erhalten wie in Pompeji. Diejenigen, die sich am ehesten als politische Wahlaufrufe interpretieren lassen, erlauben als archäologische Quelle einen Einblick in die politische Mentalität und das Alltagsleben der Stadt. Gewöhnlich wurden die Inschriften nach der Neubestellung des Stadtrats wieder übertüncht, um Platz für den nächsten Wahlgang zu schaffen. Die Stadt befand sich zur Zeit ihres Untergangs aber gerade im Wahlkampf. Die Kandidaten hatten Unterstützungskomitees zu bilden, die an möglichst vielen Wänden Aufrufe und Empfehlungen anbrachten, um als solche wahrgenommen zu werden. Besonders an Fassaden von Gebäuden der Hauptverkehrsadern, an öffentlichen Plätzen und Ladenstraßen wurde gepinselt. Beispielsweise konnten auch Nachbarschaftsgruppen oder ganze Berufsverbände sich für jemanden einsetzen. So unterstützten die pompejanischen Obsthändler einen gewissen Sallustius Capito. Erstaunlicherweise betrieben auch Frauen intensiv Wahlwerbung, obwohl sie weder wählen durften noch gewählt werden konnten. Eine der Wahlempfehlungen war: „Pollia bittet darum, Marcus Cerrinius zu wählen“. Eine andere ganz direkt: „Wählt Gaius Rufus!“
Auffällig ist, dass die Aufrufe nicht auf so etwas wie ein Partei- oder Wahlprogramm Bezug nahmen. Auch Wahlversprechungen waren nur selten zu finden. Die meisten Kandidaten wollten sich offenbar nicht festlegen lassen. Seine Stimme gab man eher einer Persönlichkeit als einem politischen Programm. Parteien im heutigen Sinne gab es nicht. Für einen der Kandidaten, den Pompejaner Helvius Sabinus, ließ sich das Verteilungsmuster seiner Wahlwerbung auf dem Stadtgebiet kartieren. Über 100 Aufrufe zu seinen Gunsten waren in der Stadt aufgemalt worden. Helvius erhielt Unterstützung durch verschiedenste Gruppierungen, was ein Hinweis auf seinen hohen Bekanntheitsgrad sein dürfte.
Die Werbesprüche waren ganz unterschiedlich, an einer Stelle findet sich ein bloßes Buchstabenkürzel: „OVF“ (ausgeschrieben: oro vos faciatis, zu deutsch „Bitte wählt ihn“). Freunde und Zechkumpane warben für ihre Kandidaten ebenso wie „collegia“, die antiken Vereine. Es gibt aber auch Beispiele von Bäckern, Wirten, Würfelspielern, Animierdamen als Bittstellern und Lehrern, die „mit ihren Schülern“ warben. Werbung auf Plakaten war noch unüblich. In Rom wurden aber bereits zu vorchristlicher Zeit Gesetzestexte oder weiße Holztafeln (albae) an öffentlichen Plätzen angebracht. Auf ihnen standen behördliche Bekanntmachungen. Sie waren Vorläufer dessen, was heute als Plakat bezeichnet wird.

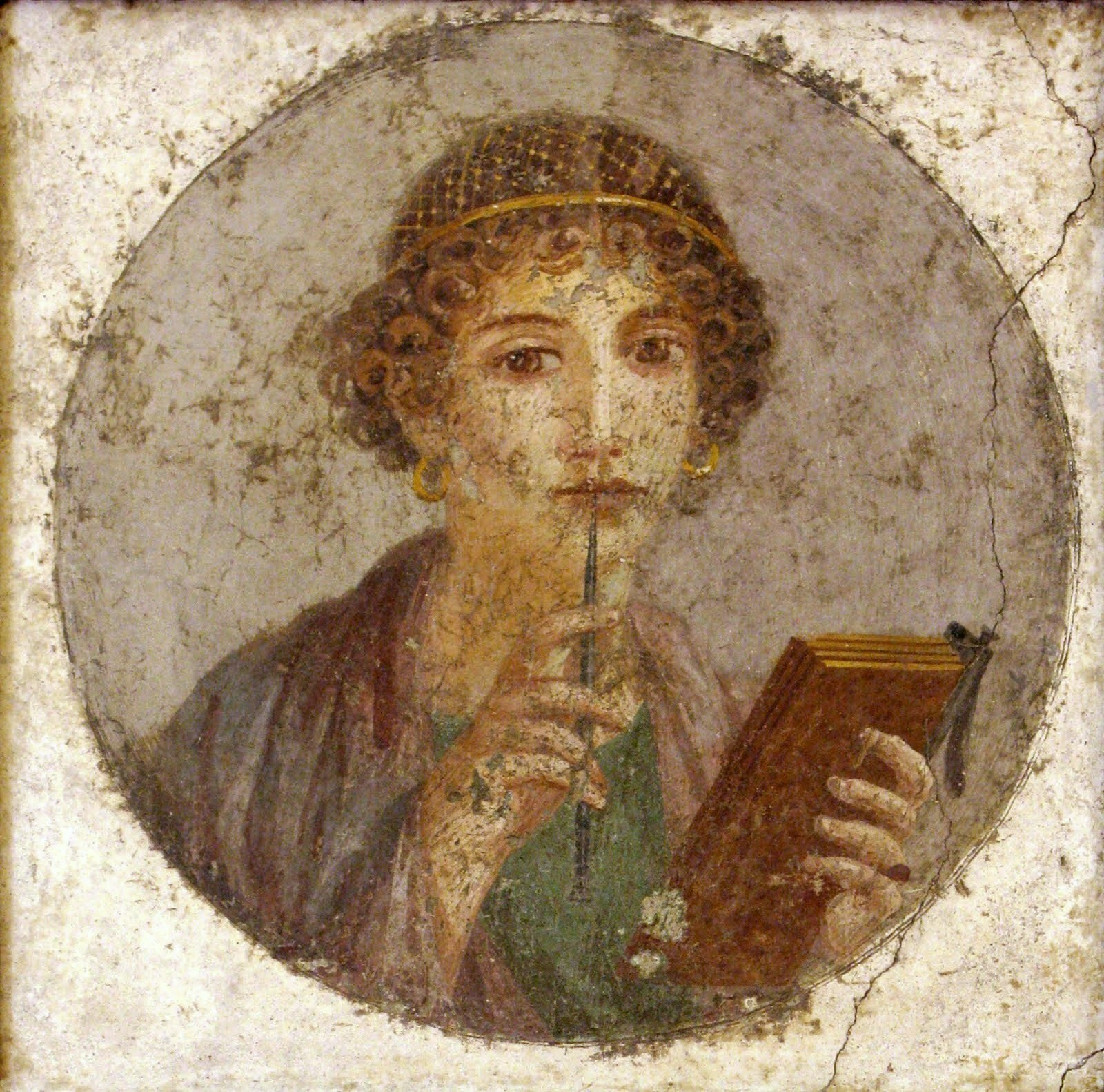
Fresko: Junge Dame mit Wachstafelbuch und Stilus

Die Wahlprozedur für die rund 5.000 bis 10.000 wahlberechtigten pompejanischen Männer ist auf Münzreliefs und mit zeitgenössischen Textquellen nachvollziehbar. Man trat auf dem Forum als auch stadtpolitischem Zentrum zusammen und stimmte in abgezäunten Arealen mit Wachstäfelchen ab. Es wird im Zusammenhang mit den antiken Wahlkämpfen von Klientelpolitik, Vetternwirtschaft und sogar offener Korruption gesprochen. Unterstützung durch wohlgesinnte Berufsgruppen in der Erwartung von Gegenleistungen gab es sicherlich. Es wurde auch damals viel Geld in den Wahlkampf gesteckt, selbst Julius Cäsar musste einst für seine hohen Wahlkampfkosten in Rom die private Überschuldung befürchten. Dafür warb ein Bruttius Balbius in Pompeji damit, „die Stadtkasse zu schonen“, und bildet damit eine Wahlkampfausnahme durch die Vermittlung eines zumindest vagen politischen Inhaltes. Es ist allgemein in den Funden ablesbar, dass in der Antike nicht mit innovativer Politik geworben wurde, sondern auf Alltagsprobleme und beständige Traditionen als Themen gesetzt wurde. Und es gab auch makabre Antiwerbung: einen Marcus Cerrinius, für den angeblich sogar „die Meuchelmörder stimmen würden“. Einmal sollte immerhin aber inhaltlich auch so etwas wie Wirtschaftskompetenz eines Kandidaten zum Ausdruck gebracht werden: „Bonum panem fert“ (er bringt gutes Brot).
Als die Kaiserzeit im Januar 27 v. Chr. durch den Machtverzicht des römischen Senats anbrach, wurden im Prinzip Wahlen mehr oder weniger außer Kraft gesetzt. Der Kaiser bestimmte mehr oder minder alles und im kleinen Kreis wurden die Ämter verteilt. Nur in den ungefähr 2000 Landstädten des Römischen Reiches herrschte kommunale Selbstverwaltung, und dort kam es auch in der Kaiserzeit zu lebendigen und authentischen Wahlkämpfen.
Zur Zeit der Römischen Republik wurden in den Städten üblicherweise politische Wahlen durchgeführt, um die lokale Selbstverwaltung, den Stadtrat, zu besetzen, der in gewisser Weise dem Senat in Rom nachgebildet war. Dabei wurde nur ein geringer Teil des aus 100 sogenannten decuriones bestehenden Stadtrates gewählt. Der überwiegende Teil kaufte sich mit einem bestimmten Betrag in sein politisches Amt. Der aus unserer heutigen Sicht fragwürdige und undemokratische Vorgang war für die Antike typisch, denn die Bevölkerung war der Meinung, dass Menschen, welche über Vermögen verfügten, auch in der Politik entscheiden sollten. In Pompeji fanden auch Wahlen für zwei weitere Ämter statt – eines davon war das Amt der duumviri, ein aus zwei Männern zusammengesetztes Kollegium. Die Amtsträger übten großen Einfluss auf die Stadtpolitik aus, saßen dem Stadtrat vor und sprachen Stadtrecht. Die Amtsdauer betrug hier ein Jahr. Alle fünf Jahre wurden mit den duumviri quinquennales zudem zwei spezielle Duumvirn gewählt, die sich um verwaltungstechnische Aufgaben wie die Aktualisierung der Bürgerlisten im Rahmen des Zensus kümmerten. Die Handlungen dieser Duumvirn wurden vom Stadtrat überprüft.
Außerdem wurden auch Kandidaten für Verwaltungsposten gewählt. Die sogenannten aedilen, welche den duumvirn untergeordnet waren, bildeten die Spitze der Verwaltung. Ihre Aufgaben waren beispielsweise Straßenbauverwaltung, Ausrichten von Spielen sowie Erhalt von öffentlichen Gebäuden.
Zugelassen als Wähler waren alle Menschen mit römischem Bürgerrecht, die über 30 Jahre alt waren. Frauen, Sklaven und Ausländer durften nicht teilnehmen.

## Privathäuser

### Wohnen im vorrömischen Pompeji
Ein Großteil der Häuser der Stadt waren einfache Wohnquartiere, oft mit einer angeschlossenen Werkstatt oder einem Laden. Seinen herausragenden Ruf hat Pompeji jedoch vor allem wegen seiner luxuriösen Häuser der Oberschicht. Viele dieser palastähnlichen Anlagen wurden schon in samnitischer Zeit angelegt und waren den römischen Gebäuden dieser Zeit weit voraus. Manche Bauten, etwa das Haus des Fauns, hatten eine Grundfläche von 3000 m² und ein darüber liegendes zweites Stockwerk. Somit konnten sich diese Häuser sogar mit den Palästen der hellenistischen Herrscher im östlichen Mittelmeerraum messen. Erst mit der römischen Expansion im 2. Jahrhundert v. Chr. kam dieser Wohnluxus bis in die römische Hauptstadt.
Ein Zeichen der Häuser dieser Zeit war, dass auch in kleineren Anwesen versucht wurde, ein Peristyl oder wenigstens eine Portikus zu errichten. Die Bauweise der Gebäude war recht streng. So wurde etwa versucht, die Türen der Zimmer, die an das Atrium angrenzten, symmetrisch und in gleichen Abständen anzuordnen. Viele Türen bedeuteten, dass das Haus groß und sein Besitzer wohlhabend war. Deshalb wurden in kleineren Bauten oftmals Scheintüren an die Wände gemalt. Einzelne Bauelemente wie bestimmte Mauertechniken wurden von öffentlichen Prachtbauten übernommen. Neben den Malereien wurden die Wände aufwendig stuckiert. In der Forschung bezeichnet man diese Art der Wanddekoration als Ersten Pompejanischen Stil.
Anders als bei den größeren Gebäuden gab es bei den einfachen Häusern nur wenige Entwicklungen. Viele von ihnen waren als Reihenhäuser angelegt. Kleine, offene Höfe waren normal, Atrien waren jedoch nicht vorhanden. Der Innenhof diente wohl auch zu kaum mehr als der Zucht von ein wenig Gemüse und Haltung von kleinen Haustieren wie Hühnern oder möglicherweise auch einem Schwein oder einem Schaf. Die Befunde für die einfachen Häuser sind bis heute, vor allem wegen des mangelnden Interesses der Archäologen und der nachlässigen Ausgrabungen früherer Zeiten, mangelhaft und zum Teil auch nicht mehr zu ergründen.

### Wohnen im republikanischen Pompeji

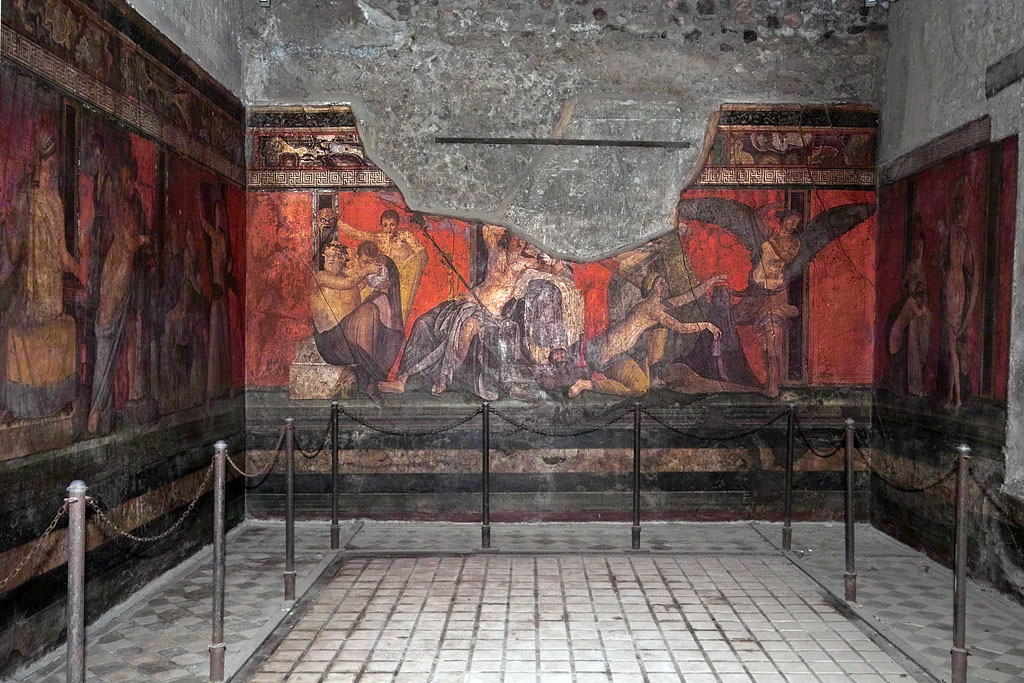
In der Mysterienvilla

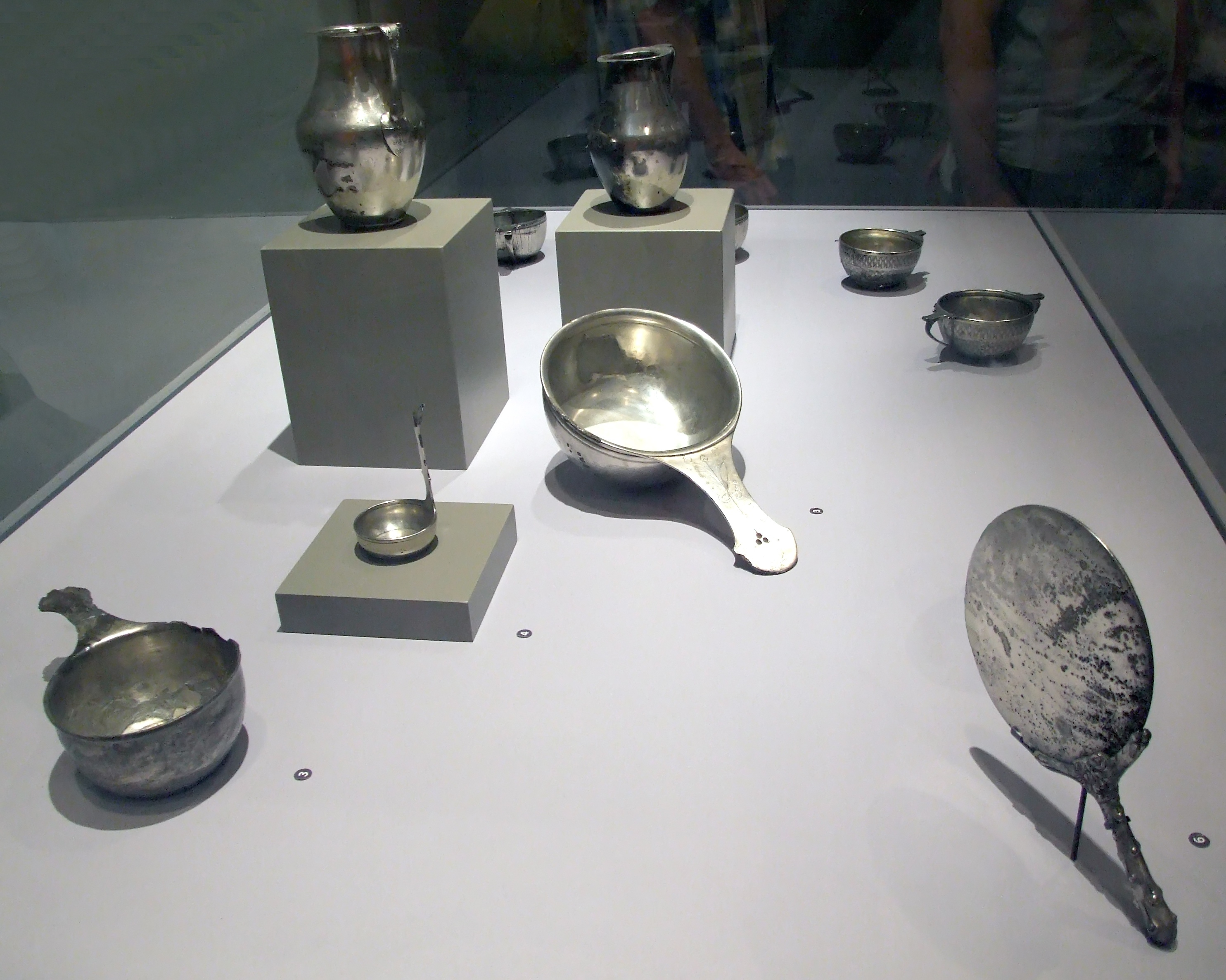
Silberschatz aus Pompeji; vorne von links: Patera (römisch Opferschale), Schöpflöffel für Wein (simpulum), Patera, Spiegel: im Hintergrund zwei Krüge und Schalen

Nachdem die römischen Veteranen und ihre Familien in Pompeji angesiedelt worden waren, kam es mit großer Sicherheit zu massiven Umbrüchen in der Stadt. Ob man das anhand der archäologischen Befunde nachweisen kann, ist eine der viel gestellten Fragen bei der Erforschung der Stadt.
Parallel mit den neuen Siedlern hielt auch eine neue Form der Wanddekoration, der Zweite Pompejanische Stil, Einzug: Die plastischen Stuckierungen des ersten Stils wurden zugunsten großflächiger Fresken aufgegeben. Dennoch blieb das Ziel erhalten, eine architektonisch möglichst plastische, aufwendig gegliederte Wand zu schaffen. Wände wurden dreigeteilt: Vorn gab es eine vorgelagerte Säulenstellung, in der Mitte halbhohe Scherwände und als drittes gerahmte Ausblicke, die illusionistisch und naturalistisch zugleich waren. Es wurden beispielsweise Heiligtumsbezirke oder einfach nur schöne, fantastische Landschaften dargestellt. Wichtiges Stilmittel war die Arbeit mit optischen Täuschungen und Verkürzungen, die nur deshalb funktionierten, weil man die Maße und Proportionen des ersten Stils beibehielt.
Im Bereich des Südwestens und Westens wurde durch den Abriss der Stadtmauer Platz frei, außerdem ermöglichte die Lage am Steilabfall die Errichtung von Terrassenhäusern. Zur Seeseite wurden Portiken oder große Salons mit großen Fenstern errichtet, die einen fantastischen Blick auf den Golf, die Insel und die Berge boten.
Innerhalb der Stadt war die Errichtung größerer Gebäudekomplexe schwieriger, da dazu mehrere nebeneinander liegende Parzellen aufgekauft werden mussten. Wenn dies geschah, wurden auf dem neuen Land zumeist neue Wohnräume und Peristyle errichtet. Eindrucksvollstes Beispiel für ein so nach und nach gewachsenes Gebäude ist das Haus des Labyrinths. Im Süden befand sich das alte Atriumhaus, in der Mitte der Gartentrakt und weit entfernt vom Eingang im Norden ein Bereich aus neu errichteten Salons. Gäste mussten demnach durch das gesamte Haus und sollten sicher durch den Reichtum der Ausstattung und den damit verbundenen Reichtum des Hausherrn beeindruckt werden.
In vielen Häusern lassen sich kleinere und auch größere Umbauten im Laufe des 1. Jahrhunderts v. Chr. nachweisen. Unerforscht ist jedoch, inwieweit das auch auf die Bewohner kleinerer Anwesen zutrifft, weil hierfür wie so oft keine ausreichenden Befunde vorliegen.

### Wohnen im kaiserzeitlichen Pompeji
Obwohl aus der Kaiserzeit kein echter Neubau eines großen Hauses bekannt ist, sind es dennoch die Häuser aus der Kaiserzeit, die die Vorstellung vom Wohnen in Pompeji prägen. Auffällig ist zumeist der Versuch der Eigentümer, neben Resten der älteren Architektur und Ausschmückung auch moderne, neuartige Elemente unterzubringen. So findet man häufig das Zusammenspiel von kleinen Vorhallen und weitläufigen Gartenanlagen und Fresken in leuchtenden Farben neben alten Architekturelementen.

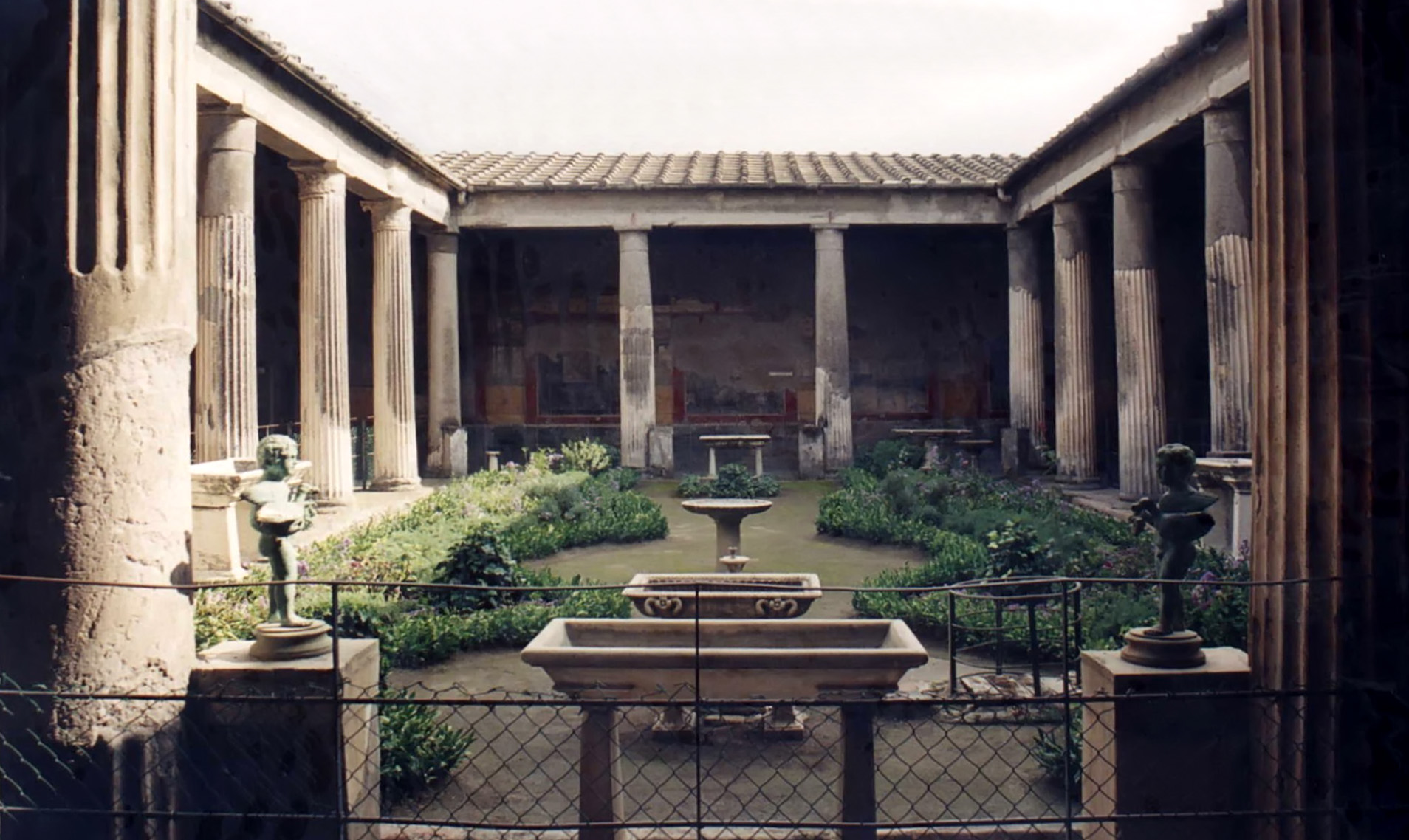
Peristyl im Haus der Vettier

Eine erkennbare Neuerung in der frühen Kaiserzeit war beispielsweise die Aufwertung des Atriums. Jedoch wurde dieses nicht gleichmäßig renoviert, sondern ein besonderer Wert auf den Blickfang (das impluvium) gelegt. Häufig wurden Böden und Einfassungen der Regenwasserbehälter erneuert sowie auch Wasserspiele errichtet, bei denen bevorzugt aus Öffnungen in Figuren (Mund, Schnäbel) Wasserfontänen in ein Auffangbecken schossen. Diese Wasserspiele wurden so aufgestellt, dass sie als Blickfang für Besucher fungierten. Dahinter stand häufig ein Marmortisch – in einfacheren Häusern ein gemauerter, stuckierter Tisch. Seine Funktion ist nicht ganz klar, möglicherweise wurden auf ihm bestimmte Wertsachen präsentiert. Häufig wurde das Atrium zusätzlich in eine Gartenlandschaft verwandelt. All das war ein bedeutsamer Vorgang, weil dafür größere Umbauten vonnöten waren, für die Versorgung der Wasserspiele Druckleitungen verlegt und beim Ädil eine Erlaubnis eingeholt werden musste. Die Speisesäle wurden in dieser Zeit großzügiger und möglichst mit Blick auf das Peristyl angelegt.
Auch bei der Wandmalerei gab es eine Erneuerung. Der Dritte Pompejanische Stil unterschied sich stark vom ersten und zweiten. Grundsätzlich wurde alles symmetrischer. Die Bildelemente waren jetzt einfarbig eingefasst und von einem miniaturisierten Ständerwerk gegliedert. Die Wände waren stets dreigeteilt und zeigten im mittleren Teil, der der Blickfang war, oftmals Landschaften mit Heiligtumsszenen, aber in zunehmendem Maße auch mythologische Szenen. Besonders beliebt waren dionysische Themen und erotische Darstellungen.
Auch in der Bepflanzung des Gartentraktes war eine Hinwendung zum Symmetrisch-Geometrischen erkennbar. Neue Forschungen haben ergeben, dass vor allem niedrige Blumen und Sträucher sowie rabattenartig geschnittene Hecken gepflanzt wurden. Selbst die Bepflanzung mit Obstbäumen folgte vorgegebenen Mustern, die nahelegen, dass hier Schaugarteneffekte erzielt werden sollten. Wege, die zum Begehen einluden, gab es nicht; die Gärten sollten nur von außen betrachtet werden. Kleinere, unterlebensgroß dargestellte Statuetten und Hermen sollten einen entrückten Eindruck vermitteln.
Diese Fülle von Elementen, die auf engem Raum zusammengepresst wurden, waren auch Hauptmerkmal der Malereien des Vierten Pompejanischen Stils. Die Malerei wirkt zierlich, oft zerbrechlich, und zumeist sind erotische, mythische Szenen dargestellt. Die Figuren sind in aktueller Mode dargestellt, so dass man annehmen kann, die Hausbesitzer haben sich indirekt selbst darstellen lassen.
Genauere Beschreibungen verschiedener Häuser siehe unter Liste von Gebäuden in Pompeji.

## Nekropolen
Vor fast allen Stadttoren lagen größere und kleinere Totenstädte, die jeder Neuankömmling durchqueren musste. Die größten dieser Anlagen befanden sich vor dem Noceraner und vor allem dem Herculaner Tor. Je bedeutender die Bestatteten waren, desto dichter lag das Grab an der Stadt. In einem Gebiet von etwa 30 Metern vor der Stadt behielt sich der Stadtrat die Vergabe von Ehrengräbern vor.
Besonders beliebt müssen die Plätze vor dem Herculaner Tor gewesen sein. Die Bauten standen hier sehr dicht aneinander gedrängt. Die Grabbauten waren nicht nur Ort der Erinnerung und ein Statussymbol, sondern auch ein Ort politischer und sozialer Propaganda. Es finden sich diverse auffällige, zum Teil sehr eigenwillige Grabbauten – oft von angesehenen Familien der Stadt –, die noch mit den toten Mitgliedern der Familie um Aufmerksamkeit kämpften.
Um Platz für neue Bauten zu machen, wurden alte Grabbauten oft abgerissen, weshalb ältere Bauten heute kaum mehr zu finden sind. Es finden sich jedoch ein paar Beispiele, die auch von der Pflege der Gräber alter, verehrter Honoratioren der Stadt zeugen. So ist ein großer kubischer Grabbau gefunden worden, wo man Marcus Porcius, einen der ersten Honoratioren der frisch gegründeten Kolonie, bestattet hatte. Dieses Grab wurde auch noch mehr als hundert Jahre nach seinem Tode gepflegt, obwohl keine Nachkommen von ihm bekannt sind.

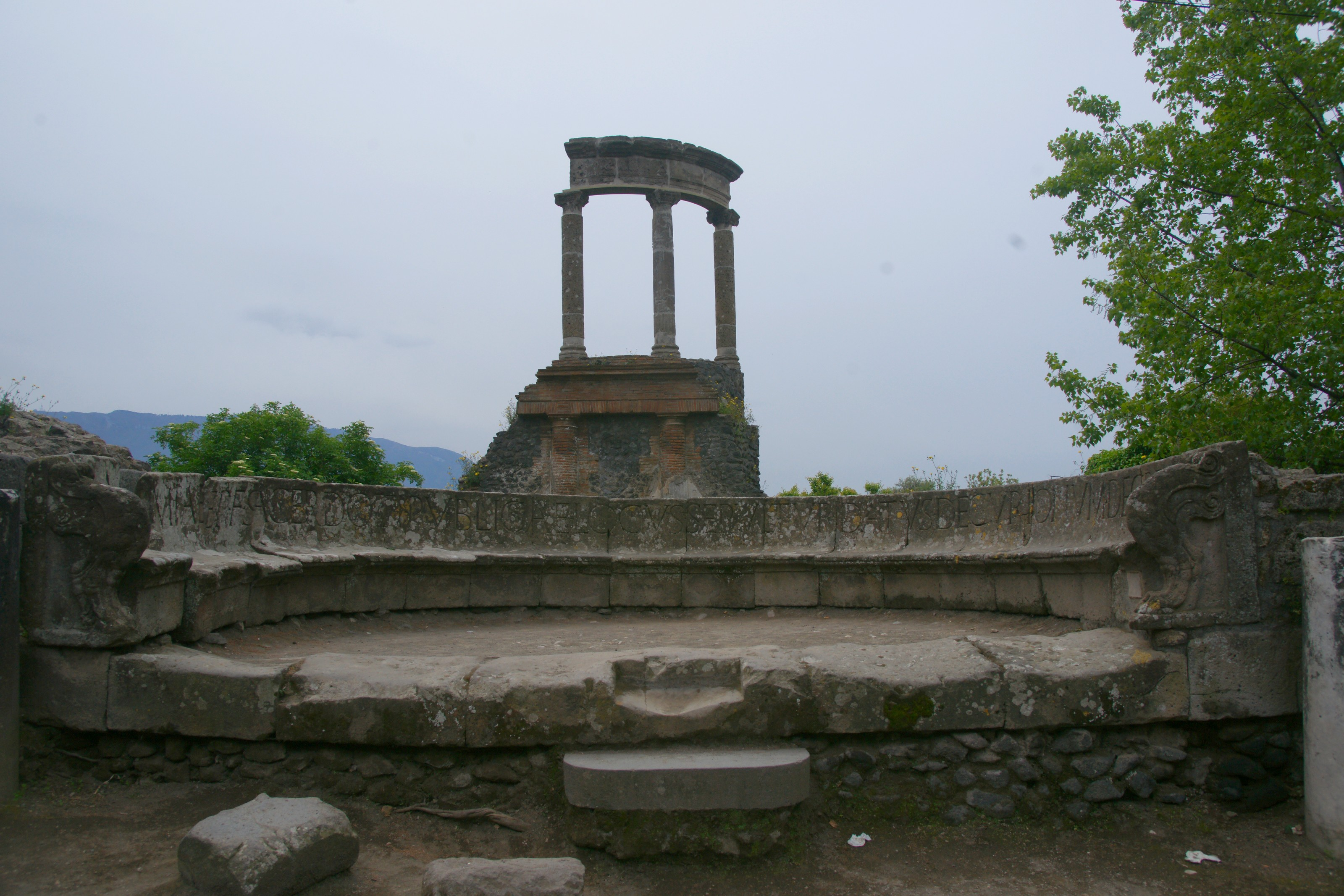
Das Grabmal der Priesterin Mamia

Neben diesem alten Grab wurden zu Beginn der Kaiserzeit zwei neue Bauten errichtet, die Gräber für Aulus Veius und die Venus-Priesterin Mamia. Beide wurden in Form von halbrunden Sitzbänken errichtet, die zum Meer hin ausgerichtet waren und zum Verweilen und Reden geradezu einluden. Um näher an der Stadtmauer zu stehen, verzichteten manche Bauherren sogar auf die Errichtung ihres Grabes an der Straße und wichen in die zweite Reihe aus. Direkt hinter den schon erwähnten Gräbern befand sich das zweistöckige Monument der Istacidier. Vor dem Noceraner Tor errichteten die Eumachier ebenfalls einen besonders großen Bau, der jedoch in die Breite und nicht in die Höhe ragte. Der Bau diente den Mitgliedern der Familie über mehrere Generationen als Mausoleum.
In nachaugusteischer Zeit scheint dieser Wettbewerb jedoch ein Ende gefunden zu haben. Die Grabbezirke waren jetzt eher von einheitlicher Bauweise. Sie wurden mit niedrigen Mauern und Ecktürmchen begrenzt. In der Mitte befand sich ein Sockelbau für die Urnen. Diese Grabbezirke wurden nur noch zu bestimmten Anlässen von den Verwandten betreten. Am wichtigsten war jetzt der Grabaltar, der aufwendig und mit edlem Marmor gestaltet war. Hier fanden sich auch die Inschriften, die die Verdienste und die Frömmigkeit (Pietas) der Verstorbenen priesen. Gab es in republikanischer und augusteischer Zeit vor allem Gräber der Honoratioren der Stadt, finden sich hier später auch Gräber von Freigelassenen.
Offenbar wurden Grabbauten oft als Latrine missbraucht. Aus dem Gastmahl des Trimalchio weiß man, dass dieser sogar einen Wächter an seinem Grab postieren wollte, um dies zu verhindern. Beredtes Zeugnis dafür ist auch eine Inschrift von einem Grabmal vor den Mauern Pompejis:

„Fremder, die Gebeine bitten dich, nicht an diesen Grabhügel zu pinkeln

und, wenn du diesem hier noch gefälliger sein willst, kack nicht!

Brennnessels Grab siehst Du hier. Verschwinde, Kacker!

Hier ist es für dich nicht sicher, deinen Hintern zu öffnen.“

## „Graffiti“

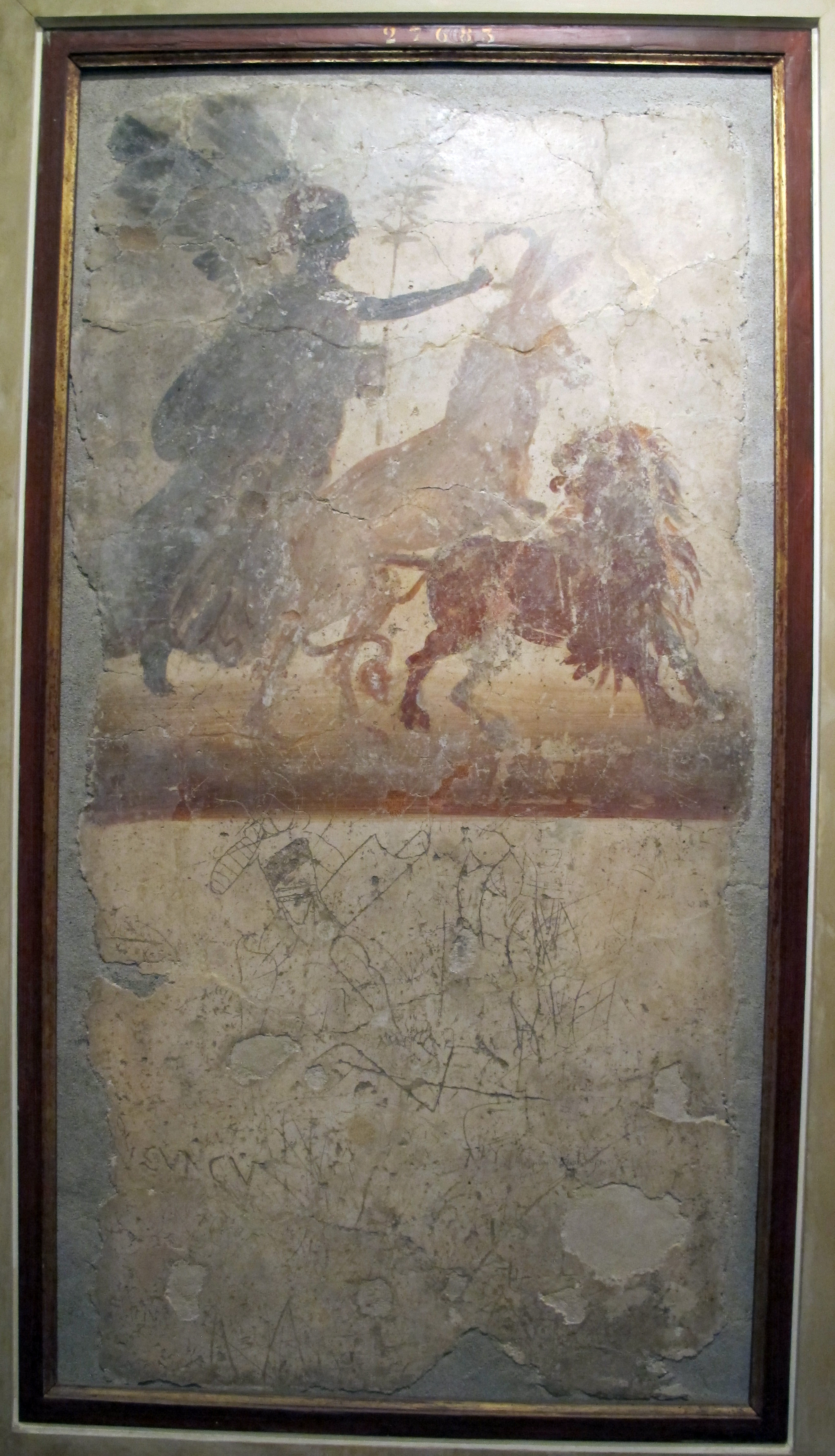
Ritzungen in einer Wandmalerei, Lupanare (VII.6.34-35)

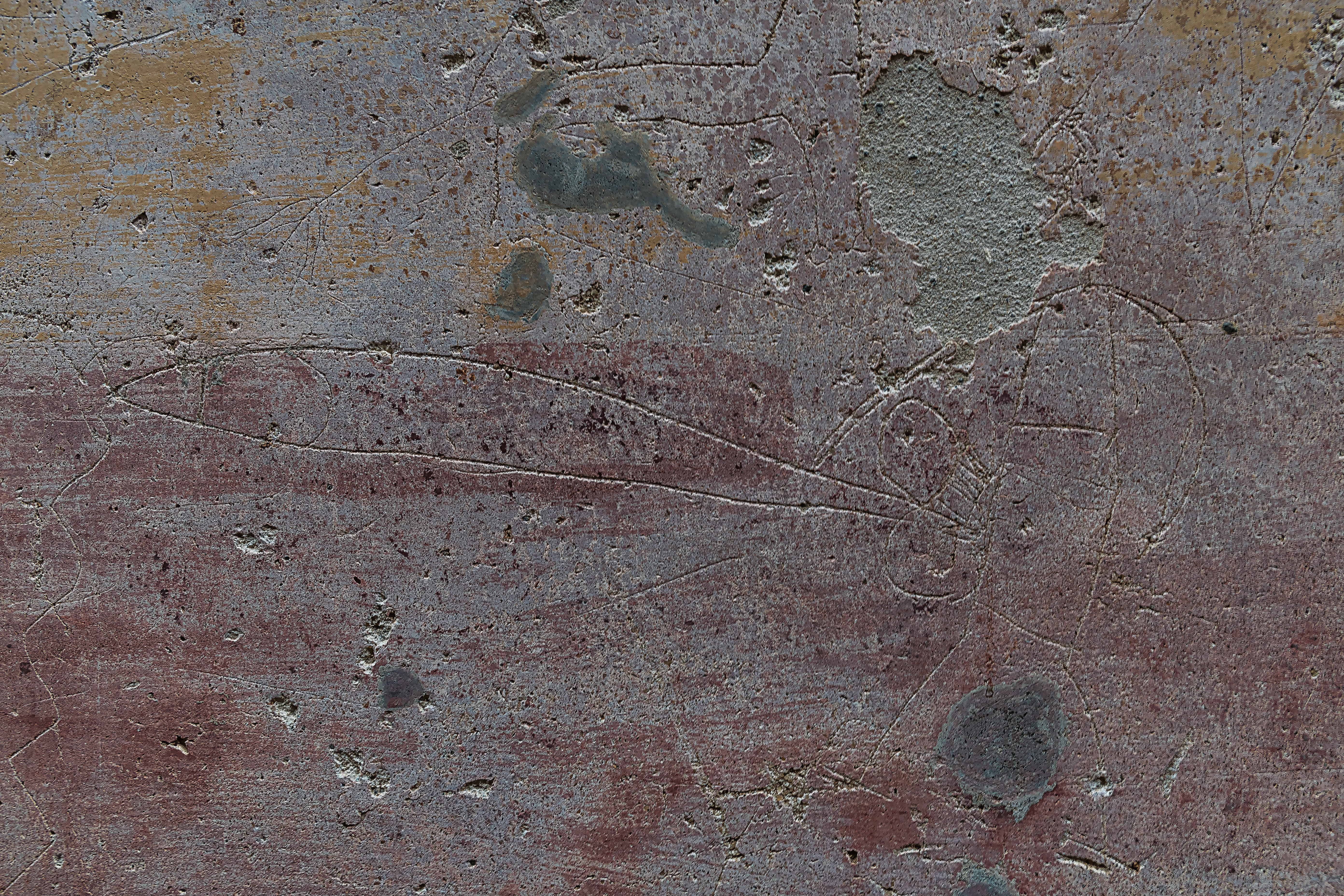
Phallus (Graffiti) am Theatrum tectum (Odeion)

In Pompeji wurden an die 10.000 Wandinschriften, nach heutiger Bezeichnung Graffiti und Dipinti, freigelegt, die auch damals eine übliche Form der Alltagskommunikation waren. Frühzeitliche Ritzungen fanden sich bereits zahlreich im Alten Ägypten. Dabei handelt es sich gemäß der Definition um private, gekratzte Inschriften, die sich an Tempeln, in Gräbern, an Felsen und Statuen befinden. Dafür wurde meist ein Stilus verwendet, ein spitzer Griffel aus Metall, mit dem auf Wachstafeln geschrieben wurde, die im Alltagsgebrauch schnell beschrieben und wieder gelöscht werden konnten. Er drang aber auch problemlos in jeden Putz ein. Um die feinen Ritzungen zu entdecken, muss meist genau hingesehen werden. Das heißt, diese haben eine andere Anmutung als die heutigen Graffiti, die oft unübersehbar bunt und groß gestaltet werden. Vermutlich deshalb wurden diese antiken Ritzzeichnungen nachsichtiger beurteilt und zumindest toleriert. Selbst in Tempelsäulen oder in die Wände von Amphitheatern waren ganze Gladiatorengraffiti eingeritzt. Diese Einritzungen waren sogar farbig ausgemalt, woraus sich schließen lässt, dass diese ohne Furcht, dabei entdeckt zu werden, angebracht wurden.
Es ließ sich feststellen, dass bei den Ritzungen zahlenmäßig an erster Stelle das Thema Sexualität und Erotik – in unterschiedlicher Ausprägung von obszön bis zu fast elegisch romantisch – stand. An zweiter standen die Gladiatorenkämpfe. Denn es gab viele Fans, die mit solchen Strichzeichnungen gleichzeitig Buch geführt haben, beispielsweise wie viele Siege ihr Lieblingskämpfer errungen hatte. Des Weiteren gab es eine große Gruppe mit Anwesenheitsritzereien zu Personen. Oft sind es Dinge des Alltags, die relativ klein in die Wände geritzt wurden, wie etwa die Preise von Lebensmitteln. Den Wänden wurde anvertraut, dass der eigene Sklave entlaufen war oder dass ein Eselchen geboren wurde, dass ein Schauspieler, der besonders beeindruckte, in der Stadt gewesen sei, und Wünsche, dass er bald zurückkommen möge. Obwohl die Ritzzeichnungen weit verbreitet waren, spielten sie in der Antike keine große Rolle und hatten auch meist keinen künstlerischen Anspruch, aber sie bieten heute gute Aufschlussmöglichkeiten zu vielen Fragestellungen. Große Mengen an Einritzungen und Kritzeleien kamen durch den Tourismus hinzu.

## Dokumentation und Rezeption
Vor allem in der Frühzeit der Dokumentation und Kartografie waren die Schöpfungen aus diesen Bereichen als eigenständige Kunstwerke zu betrachten, weshalb ihre Betrachtung unter Rezeptionsgesichtpunkten erfolgt.

### Dokumentation
In der späteren Forschung wurde häufig kritisiert, dass die wissenschaftliche Dokumentation vor der Zeit Fiorellis ungenügend gewesen sei. Richtig hingegen ist, dass die Dokumentation zwar unregelmäßig, zum Teil jedoch schon auf hohem bildlichen Niveau erfolgte. Problematisch ist vor allem, dass frühere Dokumentationen heute fast nur noch in sehr schwer zugänglichen Quellen zu finden sind.
Seit den 1760er Jahren wurden nicht nur Fresken, sondern ganze Wände maßstabsgetreu und sehr sorgfältig dokumentiert. Leider wurden viele dieser Arbeiten nie publiziert. So gab es Stiche der Villa des Diomedes, die jedoch nie veröffentlicht wurden. Seit den zwanziger Jahren des 19. Jahrhunderts wurden stets Grabungszeichner beschäftigt. Da heute viele Grabungsbefunde – vor allem Wandmalereien – verfälscht oder gar verloren sind, sind diese genauen Dokumentationen wichtige Quelle für die heutige Wissenschaft. Auch ein seit 1806 im Maßstab 1:48 gefertigtes Korkmodell der Stadt, das alle Mauertechniken, Wanddekorationen usw. zeigte, ist heute in den erhaltenen Resten von unschätzbarem Wert.
Durch die Einrichtung eines Grabungstagebuches und die Begründung der ersten regelmäßigen Publikation, Giornale degli Scavi di Pompei (1868–1879), wurden die Dokumentationen wissenschaftlich und ausführlich. Unter Fiorelli wurde auch erstmals das neue Medium Fotografie zur Dokumentation der Grabungen eingesetzt. Das im Londoner Kristallpalast errichtete Pompeian Court war eher ein idealisierter Bau denn eine Nachschöpfung pompejanischer Architektur. Tatjana Warscher erstellte den Codex Topographicus Pompeianus.

### Kartografie

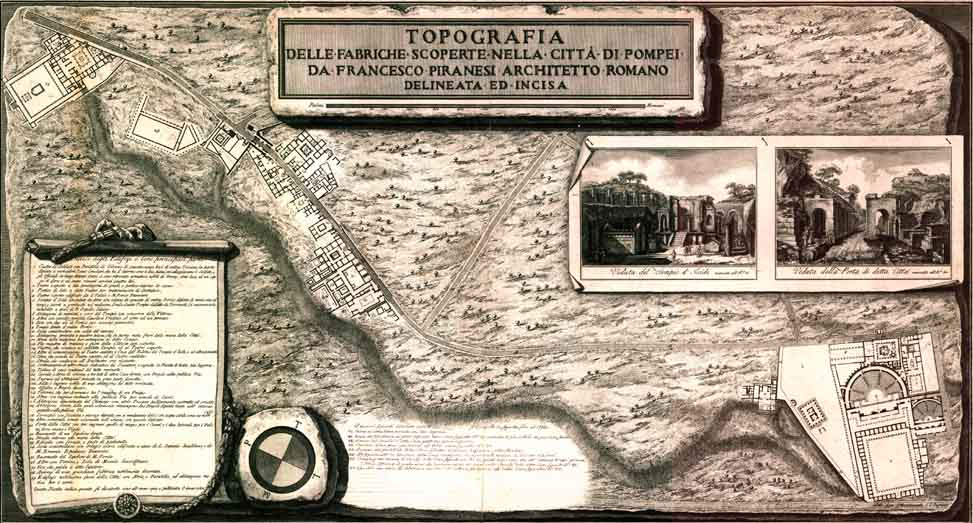
Plan von Francesco Piranesi: Topographia delle fabbriche scoperte nella città di Pompei (2. Fassung, 1788)

Bei der archäologischen Kartografie betrat man in Pompeji Neuland. Noch heute sind alte Karten wichtiges Hilfsmittel der Archäologen, um zerstörte oder verfälschte Befunde rekonstruieren zu können. Schon Francesco La Vega erstellte einen ersten Plan, der zwar in der Darstellung der Gesamtlage äußerst fehlerhaft ist, jedoch Details sehr genau wiedergibt. Ebenso war es mit dem Stadtplan von Francesco Piranesi, dem einzigen Plan, der lange Zeit käuflich zu erwerben war. Er wurde zwischen 1785 und 1793 in drei verschiedenen Fassungen veröffentlicht.
In den 1820er Jahren entstandene geodätisch genaue Pläne wurden nicht veröffentlicht. Sie waren jedoch die Vorlage für viele, meist im Maßstab 1:3000 publizierte Pläne der Stadt, die häufig beschreibender Literatur beilagen. 1885 fertigte Giacomo Tascone auf Veranlassung Fiorellis hin einen neuen, genauen Plan im Maßstab 1:1000. Dieser ist in den Grundzügen bis heute gültig und Grundlage der meisten neueren Pläne. Auf photogrammetrischer Grundlage wurde ein weiterer Plan im Maßstab 1:1000, das Corpus Topographicum Pompeianum, gefertigt, der bisher jedoch nur in Teilen publiziert wurde.

### Architektur

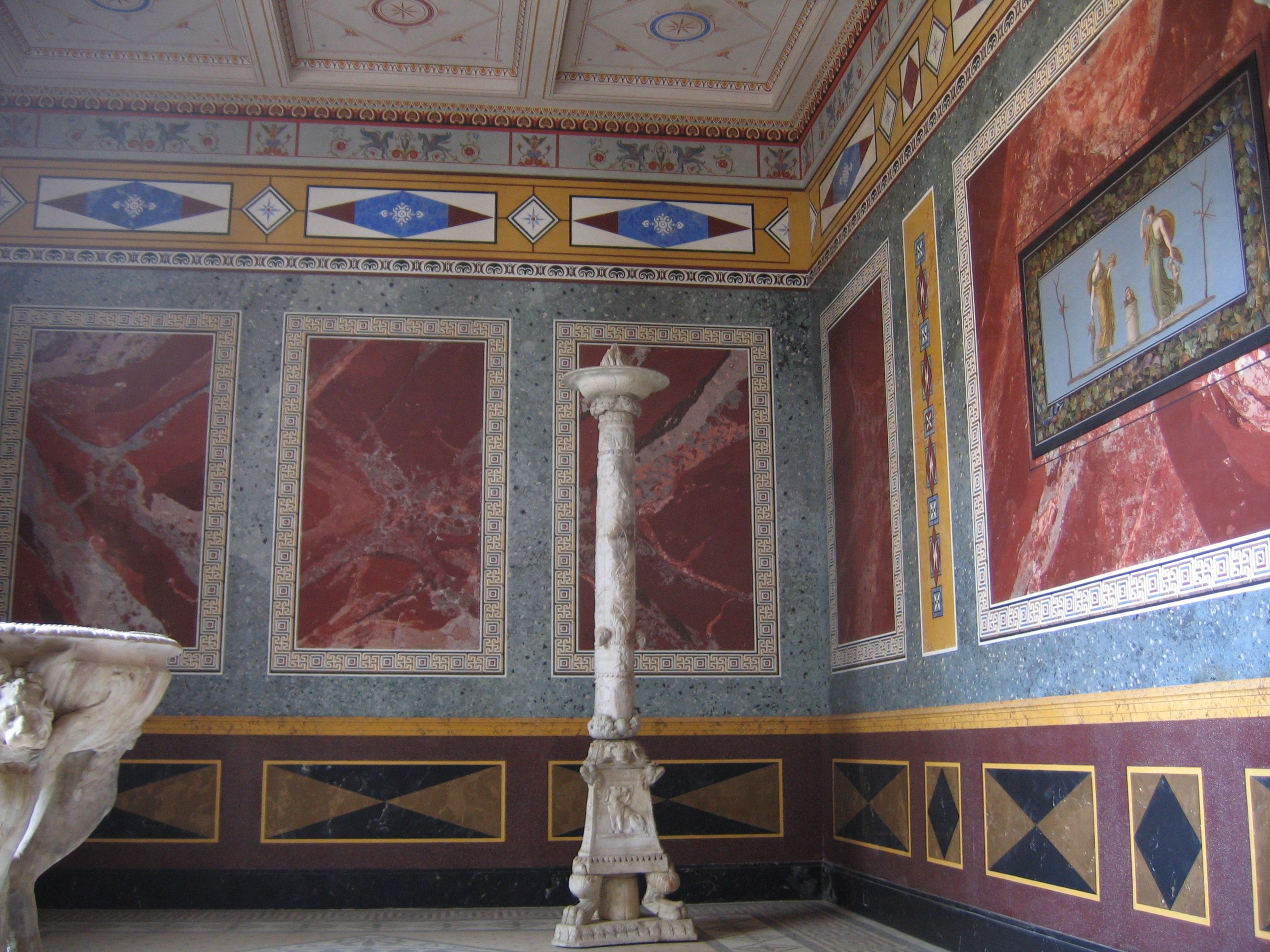
Das Pompejanum in Aschaffenburg, Prunkraum

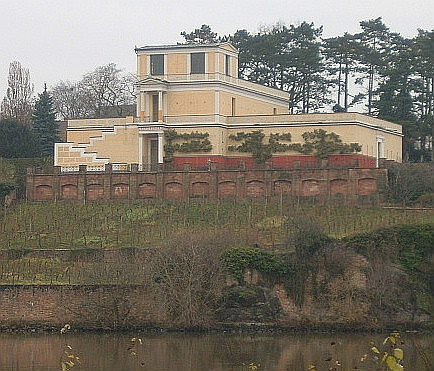
Das Pompejanum in Aschaffenburg

In der Architektur wurde nur selten auf Vorbilder aus Pompeji zurückgegriffen. Eine große Ausnahme ist das von Friedrich von Gärtner erbaute Pompejanum in Aschaffenburg. Es ist der Casa dei Dioscuri nachempfunden. Einzelne Versatzstücke der Architektur wurden auch an anderer Stelle verwendet, so beim heute zerstörten Palais de Prince Napoleon in Paris.
Die Idee, eines der Häuser originalgetreu und vollständig in Neapel nachzubauen, ist immer wieder gescheitert. In der Überlegung waren die Casa di Pansa und das Haus des Fauns.
Weitaus häufiger wurden die Ornamentik und die Kleinkunst nachgebildet, wenn auch häufig in einer abgeänderten Form. Dennoch war die Einrichtung Pompejanischer Zimmer der erste Schritt der Rezeption im Wohnbereich. Diese Mode hatte bis in die Mitte des 19. Jahrhunderts Bestand. Mitte des 20. Jahrhunderts entstand als freie Nachschöpfung der Villa dei Papiri aus Herculaneum, mit architektonischen Anleihen anderer antiker Gebäude aus Pompeji und Stabiae, die Getty Villa in Pacific Palisades.

### Bildende Kunst
Ein Problem für die Darstellung in bourbonischer Zeit waren die restriktiven Bestimmungen. Nicht nur die Besuche waren reglementiert, auch das Verbot des Zeichnens in den Ruinen für Gäste verhinderte weitere Darstellungen. Pietro Fabris steuerte für den Reisebericht des britischen Botschafters William Hamilton Zeichnungen bei. Giovanni Battista Piranesi schuf kurz vor seinem Tod 1778 Pläne und Ansichten der Stadt, die von seinem Sohn Francesco erst 1804 veröffentlicht wurden. Gegen Ende des 18. Jahrhunderts entstanden kleine Serien von kolorierten Veduten nach Vorlagen von Louis Jean Desprez und Philipp Hackert, die an die Besucher der Ausgrabungsstätte verkauft wurden.

Brjullow: Der letzte Tag von Pompeji

François Mazois arbeitete über mehrere Jahre an einer monumentalen Darstellung Pompejis, die vor allem die Architektur berücksichtigte und bis 1838 in vier Bänden erschien. In der zweiten Hälfte des 19. Jahrhunderts kamen auch erste Fotoserien – so von Brogi und Alinari – auf den Markt. Im Laufe der Zeit änderte sich die Darstellung immer mehr von der pittoresken Darstellung einzelner Fundstücke zur Dokumentation und teilweisen Rekonstruktion der antiken Lebenswelt. Hier ragen vor allem die elfbändige Reihe Pompei. Pitture e Mosaici und das deutsche Projekt Häuser in Pompeji heraus, die die bereits ergrabenen Teile der Stadt mit üppigen Darstellungen illustrieren.
In der Malerei wurde Pompeji von wenigen frühen Ausnahmen abgesehen erst im Laufe des 19. Jahrhunderts zum Thema. Von besonders großer Wirkkraft war das Gemälde Der letzte Tag von Pompeji (1827 bis 1833) des Russen Karl Pawlowitsch Brjullow, das nach seiner Fertigstellung mit großem Erfolg in mehreren europäischen Städten ausgestellt wurde. Brjullows Gemälde, das als Familiendrama angelegt ist, besticht nicht nur durch seine intensive Darstellung, sondern auch mit detaillierter und genauer Darstellung des archäologischen Befundes. Der Einfluss des Bildes war so groß, dass es selbst für die späteren Laterna magica Vorbild war. Auch der Roman von Bulwer-Lytton (siehe unten) wurde von dem Gemälde inspiriert.
Spätere Maler, so Théodore Chassériau, lokalisierten historische Genreszenen in den Kulissen der Stadt. Auch die aufkommende Fotografie widmete sich sowohl in dokumentarischer (siehe oben) wie auch künstlerischer Weise Pompeji. Lawrence Alma-Tadema etwa ergänzte eigene Skizzen mit Fotografien. Auch historische Kostümszenen wurden in der Stadt nachgestellt.

### Musik

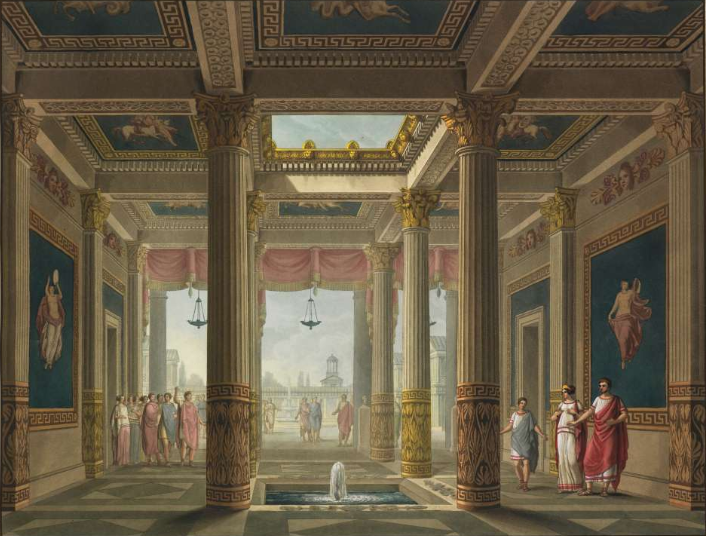
Bühnenbild zum 1. Akt von Pacinis L’ultimo giorno di Pompei (Mailand 1827)

Am 19. November 1825 wurde im Teatro San Carlo von Neapel die erste Oper über Pompeji und den Ausbruch des Vesuv aufgeführt: Giovanni Pacinis L’ultimo giorno di Pompei (Der letzte Tag von Pompeji), nach Ideen von Antonio Niccolini und einem Libretto von Andrea Leone Tottola. Die exquisiten Bühnenbilder waren direkt von den archäologischen Stätten und von Publikationen über Pompeji und Herculaneum inspiriert. Die Oper hatte einen enormen Erfolg und gehörte auch zu den Inspirationsquellen für Karl Brjullows oben erwähntes Gemälde.
Errico Petrellas Oper Jone o L’ultimo giorno di Pompei (Ione oder Der letzte Tag von Pompeji) von 1858 gehörte zu den wenigen erfolgreichen Werken dieses heute vergessenen Komponisten. Ihre Handlung folgte Edward Bulwer-Lyttons bekanntem Roman und sie erlebte noch bis Anfang des 20. Jahrhunderts Aufführungen.
Ein besonderes Aufeinandertreffen zwischen moderner Popkultur und der antiken Kulisse gab es 1971, als die Rockband Pink Floyd ein Konzert in den Ruinen Pompejis gab. Das Konzert fand im Amphitheater ohne Publikum statt, wurde aber für den Musikfilm Live at Pompeii aufgenommen. Seit Juni 2016 können sich Besucher in einer Dauerausstellung im Amphitheater Informationen zur Musikgruppe und den Dreharbeiten anschauen.
Herbert Grönemeyer widmete der Stadt ein Lied auf seinem ersten Album, das 1979 erschien.

### Film
Sehr bald nach seiner Erfindung wandte sich das neue Medium Film auch der Thematik Pompeji zu. Schon 1898 wurde erstmals in Pompeji gedreht, als auf dem Forum eine Tanzaufführung gefilmt wurde (Neapolitan Dance at the Ancient Forum of Pompeii). Eine weitere Aufnahme entstand 1900, als der Brite Robert W. Paul eine erste Version des Unterganges von Pompeji realisierte (The Last Days of Pompeii). Weitere Verfilmungen – oftmals nach der Vorlage von Bulwer-Lyttons Roman Die letzten Tage von Pompeji – folgten in den Jahren 1906, 1908, 1913, 1935 unter der Regie der Trickspezialisten Ernest B. Schoedsack und Merian C. Cooper, 1950 und 1962. Besonders populär wurden die Verfilmung Die letzten Tage von Pompeji (1959) von Mario Bonnard und Sergio Leone mit Steve Reeves, Christine Kaufmann und Fernando Rey sowie die US-amerikanische Fernseh-Mini-Serie des Senders ABC von Regisseur Peter R. Hunt aus dem Jahr 1984. Hier wurde Bulwer-Lyttons Roman mit einem großen Staraufgebot detailreich wiedergegeben. Vielfach diente Pompeji jedoch nur als bekannte Hülle für eine beliebige Handlung, die weder mit Pompeji noch den literarischen Vorlagen zu tun hatte. So spielte der Film Warrior Queen (1987) aus der Werkstatt des Trashfilmers Joe D’Amato zwar dem Namen nach in Pompeji, das sich jedoch in keiner Weise dort wieder findet. Ebenso ist es bei etlichen Komödien, die in Pompeji angesiedelt wurden. Vor allem die britische Up-Filmreihe nutzte mehrfach die unkorrekt wiedergegebene Kulisse Pompejis als dem Begriff nach bekannten Hintergrund für ihren rustikalen Humor. Der polnische Filmemacher Roman Polański plante die Verfilmung des Bestsellers von Robert Harris, aber dieses Filmprojekt wurde aus Kostengründen nicht umgesetzt. Im Jahr 2014 wurde die Thematik im Katastrophenfilm Pompeii erneut aufgegriffen.

## Bedeutung, Gegenwart und Zukunft
In den letzten Jahren stellten sich viele Annahmen zu Pompeji durch die neuere Forschung als falsch heraus. So ist die oft verbreitete Aussage, mit Pompeji habe man eine repräsentative römische Stadt vor sich, die mitten im Leben „versiegelt“ wurde, nicht haltbar. Bereits ab römischer Zeit wurden Befunde durch Raubgrabungen verändert und Fundstücke entfernt. Das hat ebenso zur Verfälschung der Befunde beigetragen wie die Verteilung des Abraums der Ausgrabungen der ersten hundert Jahre auf dem Umland oder gar in den zuvor ausgegrabenen Häusern. Da man zunächst nur repräsentative Stücke suchte, finden sich Fundstücke an Orten, zu denen sie nicht originär gehören. Die Bewohner Pompejis wurden auch nicht plötzlich vom Ausbruch des Vesuvs überrascht. Der Ausbruch hatte sich über Tage angekündigt, und viele Pompejaner hatten die Stadt samt Familie und Habe verlassen. Schließlich war die Stadt nach dem Erdbeben von 62 n. Chr. noch nicht wieder aufgebaut. Untypische Befunde, etwa als Lagerräume genutzte Wohnräume, halbfertig wiederaufgebaute Gebäude oder Ruinen, zeugen von diesem Zustand.
Das heute 44 Hektar umfassende ergrabene Stadtgebiet ist die größte bekannte zusammenhängende Stadtruine der Welt. Sie stellt die heutigen Archäologen vor scheinbar unlösbare Probleme. Sehr viele der Gebäude sind in einem schlechten, zum Teil baufälligen Zustand. Die Rettung der Ruinen kann nur in internationaler Zusammenarbeit erfolgen. Der italienische Staat hat darauf reagiert und der Verwaltung Pompejis eine große Eigenständigkeit und finanzielle Autonomie gewährt. Seit 1997 steht Pompeji auf der Liste des Weltkulturerbes der UNESCO. Die derzeit wichtigste Aufgabe für die Archäologen, Bauforscher, Denkmalpfleger und Restauratoren besteht darin, den Verfall der Stadt aufzuhalten und trotzdem der Öffentlichkeit Zugang zur Stadt zu ermöglichen. Trotz vieler Anstrengungen ist das aber nur bedingt zu leisten, und große Teile der Stadt sind für den Publikumsverkehr geschlossen.
Unter anderem wegen drastischer Einsparungen im Kulturhaushalt nimmt der Verfall rapide zu. In den frühen Morgenstunden des 6. November 2010 stürzte die Schola Armaturarum nach Regenfällen und trotz vorheriger Warnungen von Archäologen vor Ort ein. Dabei wurde das schon im Zweiten Weltkrieg beschädigte Gebäude (III.3.6) an der Via dell’Abbondanza vollständig zerstört. Weitere Einstürze ereigneten sich in der Casa di Trebio Valente am selben Tag und in der Casa del Moralista am 30. November 2010. Der Zustand von Pompeji wird in der italienischen Öffentlichkeit zunehmend als Symbol für eine verfehlte Kulturpolitik diskutiert. Auch nach schweren Regenfällen im Oktober 2011 kam es zu Beschädigungen an einer Mauer. 2011 stellte die Europäische Union 105 Millionen Euro für dringende Restaurierungsarbeiten in Pompeji zur Verfügung. Jedes Jahr besuchen die Stadt etwa zwei Millionen Menschen; die Pompejitouristen sind ein bedeutender Wirtschaftsfaktor in der Region.
In Verbindung mit der Nachbarstadt Herculaneum erlangte der Name Pompeji einen hohen Bekanntheitsgrad und wurde zunächst ein Synonym für die Katastrophe des Jahres 79. Das Synonym Pompeji wird in den Medien aber später auch auf ganz verschieden geartete Katastrophen und Vorgänge verwendet. Zudem wird in Zusammenhängen mit althergebrachter oder auch Neuzeitarchäologie der Stadtname Pompeji als eine Metapher genutzt.

### Allgemeines
- Mary Beard: The Fires of Vesuvius. Pompeii Lost and Found. Harvard University Press, 2008 (Alternativtitel: Pompeii: The Life of a Roman Town. ISBN 1-86197-516-3.)
  - Deutsche Übersetzung: Pompeji. Das Leben in einer römischen Stadt. Deutsche Erstausgabe. Übersetzung von Ursula Blank-Sangmeister. Reclam, Stuttgart 2013, ISBN 978-3-15-010755-3.
- Filippo Coarelli (Hrsg.), Eugenio La Rocca, Mariette de Vos Raaijmakers, Arnold de Vos: Pompeji. Archäologischer Führer. Lübbe, Bergisch Gladbach 1993, ISBN 3-404-64121-3 (das Buch Coarellis ist das archäologische Pendant zu Étiennes Werk. In mehreren zusammengestellten Rundgängen durch die Stadt bringt der Autor die Überreste der Stadt näher).
- Filippo Coarelli (Hrsg.): Pompeji. Hirmer, München 2002, ISBN 3-7774-9530-1.
- Egon Caesar Conte Corti, Theodor Kraus (Hrsg.): Untergang und Auferstehung von Pompeji und Herculaneum. Mit einem Anhang: Die jüngsten Entdeckungen in den Vesuvstädten. 9. ergänzte Auflage. Bruckmann, München 1978, ISBN 3-7654-1714-9 (anschaulich geschriebene Darstellung des Weges von Pompeji aus seiner oskischen Frühzeit bis ins 20. Jahrhundert).
- Jens-Arne Dickmann: Pompeji. Archäologie und Geschichte. C. H. Beck, München 2005, ISBN 3-406-50887-1 (Dickmann bietet eine knappe Zusammenfassung aller Teilgebiete der Pompejiforschung, mit einem besonderen Gewicht auf der Archäologie).
- Hans Georg Esch: Pompeji. Der architektonische Blick. Katalog Aedes Architekturforum Berlin (deutsch, englisch), Verlag der Buchhandlung Walther und Franz König, Köln 2024, ISBN 978-3-7533-0740-4.
- Liselotte Eschebach (Hrsg.): Gebäudeverzeichnis und Stadtplan der antiken Stadt Pompeji. Böhlau, Köln/Weimar/Wien 1993 (Liselotte Eschebach legte aufgrund der jahrzehntelangen Forschungstätigkeit ihres Mannes Hans Eschebach nach dessen Tod ein Buch vor, das alle bisher ausgegrabenen Bauten Pompejis knapp verzeichnet. Namen, Alternativnamen und Besonderheiten werden kurz und stichpunktartig beschrieben. Besonders gut sind die beigegebenen großen gefalteten Stadtpläne).
- Robert Étienne: Pompeji. Das Leben in einer antiken Stadt. 5. Auflage. Reclam, Stuttgart 1998, ISBN 3-15-010370-3 (Étienne bietet eine besonders ausführliche Darstellung der Geschichte der Stadt und ihrer Entdeckung. Dazu werden Wirtschaft, Verwaltung, Politik, öffentliches und privates Leben behandelt).
- M. Flohr, A. Wilson (Hrsg.): The Economy of Pompeii. (= Oxford Studies on the Roman Economy.). Oxford Univ. Press, Oxford 2016.
- Björn Gesemann: Die Straßen der antiken Stadt Pompeji: Entwicklung und Gestaltung. Lang, Frankfurt am Main und New York 1996.
- Michael Grant: Pompeji, Herculaneum. Untergang und Auferstehung der Städte am Vesuv. Übersetzt von Hans Jürgen Baron. Gondrom, Bindlach 1988, ISBN 3-8112-0602-8 (englischer Originaltitel: Cities of Vesuvius. Penguin 1971, ISBN 978-0-14-004394-5) (Der bekannte britische Althistoriker legt eine reich bebilderte, aber etwas einseitige Monographie vor; die historischen Dimensionen der Arbeit überragen die archäologischen bei weitem, außerdem sind einige Wertungen und Gewichtungen fragwürdig).
- Götz Lahusen, Edilberto Formigli: Großbronzen aus Herculaneum und Pompeji: Statuen und Büsten von Herrschern und Bürgern. Wernersche Verlagsgesellschaft, Worms 2007, ISBN 978-3-88462-250-6.
- Katharina Lorenz: Bilder machen Räume. Mythenbilder in pompeianischen Häusern. (= Image & context. Band 5). De Gruyter, Berlin/New York 2008, ISBN 978-3-11-019473-9.
- Ciro Nappo: Pompeji. Die versunkene Stadt. Karl Müller, Köln 2004, ISBN 3-89893-563-9.
- Fausto und Felice Niccolini: The Houses and Monuments of Pompeji. Taschen Verlag, Köln 2016, ISBN 978-3-8365-5687-3.
- Massimo Osanna, mit Mario Grimaldi und Gabriel Zuchtriegel: Pompeji. Artem, Neapel 2016, ISBN 978-88-569-0540-3.
- Massimo Osanna: Pompeji. Das neue Bild der untergegangenen Stadt. Aus dem Italienischen übersetzt von Alexander Heinemann, Karl Gerhard Hempel, Pia Kastenmeier und Andreas Thomsen. wbg von Zabern, Darmstadt 2021, ISBN 978-3-8053-5274-1.[81]
- Umberto Pappalardo: Pompeji. Leben am Vulkan (= Zaberns Bildbände zur Archäologie). von Zabern, Mainz 2010, ISBN 978-3-8053-4240-7.
- Marisa Ranieri Panetta: Pompeji. Geschichte, Kunst und Leben in der versunkenen Stadt. Belser, Stuttgart 2005, ISBN 978-3-7630-2266-3.
- Dieter Richter (Hrsg.): Pompeji und Herculaneum. Ein Reisebegleiter (= Insel-Taschenbücher. Band 3099). Insel, Frankfurt am Main 2005, ISBN 3-458-34799-2.
- Paul Zanker: Pompeji. Stadtbild und Wohngeschmack (= Kulturgeschichte der Antiken Welt. Band 61). von Zabern, Mainz 1995, ISBN 3-8053-1685-2 (Zankers Buch ist vor allem eine zum Teil recht essayistische Analyse des Lebens in der Stadt. Grundlage seines Werkes sind die archäologischen Quellen. Das Buch ist sehr gut zum Verständnis der politischen Dimensionen der Stadtarchitektur geeignet, ist jedoch keine Gesamtdarstellung).
- Gabriel Zuchtriegel: Vom Zauber des Untergangs. Was Pompeji über uns erzählt. Propyläen, Berlin 2023, ISBN 978-3-549-10048-6.

### Rezeption
- Thorsten Fitzon: Pompeji. Rezeption des freigelegten Pompeji in Literatur und Film. In: Der Neue Pauly (DNP). Band 15/2, Metzler, Stuttgart 2002, ISBN 3-476-01488-6, Sp. 490–496.
- Thorsten Fitzon: Reisen in das befremdliche Pompeji (= Quellen und Forschungen zur Literatur- und Kulturgeschichte. Band 29). de Gruyter, Berlin/New York 2004, ISBN 3-11-017898-2 (Auszüge bei Google Books).
- Hans-Joachim Glücklich: Pompeji lebt. 2000 Jahre Texte, Bilder, Opern und Filme. Vandenhoeck & Ruprecht, Göttingen 2008, ISBN 978-3-525-25758-6.
- Valentin Kockel: Pompeji. In: Der Neue Pauly (DNP). Band 15/2, Metzler, Stuttgart 2002, ISBN 3-476-01488-6, Sp. 472–490.
- Eric M. Moormann: Pompeii’s Ashes. The Reception of the Cities Buried by Vesuvius in Literature, Music, and Drama. de Gruyter, Boston u. a. 2015, ISBN 978-1-61451-885-3.

### Inschriften und Graffiti
- Werner Krenkel: Pompejanische Inschriften. 2. Auflage. Koehler & Amelang, Leipzig 1963.
- Arno Hüttemann: Pompejanische Inschriften, der heutige Bestand vor Ort im Stadtgebiet und in den Nekropolen. Lateinisch/Deutsch. Philipp Reclam junior, Stuttgart 2010, ISBN 978-3-15-018769-2.
- Joseph Georg Wolf: Aus dem neuen pompejanischen Urkundenfund. Gesammelte Aufsätze (= Freiburger Rechtsgeschichtliche Abhandlungen. Neue Folge, Band 60). Duncker & Humblot, Berlin 2010, ISBN 978-3-428-13355-0.
- Vincent Hunink (Hrsg.): Glücklich ist dieser Ort! 1000 Graffiti aus Pompeji. Lateinisch/Deutsch. Philipp Reclam junior, Stuttgart 2011, ISBN 978-3-15-018842-2; 2., erweiterte und durchgesehene Auflage 2022, ISBN 978-3-15-014204-2.
- Polly Lohmann: Graffiti als Interaktionsform. Geritzte Inschriften in den Wohnhäusern Pompejis. (= Materiale Textkulturen, Band 16), De Gruyter, Berlin 2018, ISBN 978-3-11-057036-6. Digitalisat, Rezension bei sehepunkte
- Rudolf Wachter: Pompejanische Wandinschriften. Lateinisch/deutsch (= Sammlung Tusculum). De Gruyter, Berlin 2019.

### Texte
- Pompeji in antiken Texten. Griechisch/Lateinisch/Deutsch. Zusammengestellt, übersetzt und herausgegeben von Arno Hüttemann. Reclam, Stuttgart 2014.

## Dokumentationen
- Pompeji, Geschichte einer Katastrophe (1/3) Im Schatten des Vesuv. TV-Dokumentation in HD von Elena Mortelliti, Großbritannien 2024, deutsche Synchronfassung 2024.[82]
- Pompeji, Geschichte einer Katastrophe (2/3) Flucht und Neuanfang. TV-Dokumentation in HD von Elena Mortelliti, Großbritannien 2024, deutsche Synchronfassung 2024.
- Pompeji, Geschichte einer Katastrophe (3/3) Die letzten Stunden. TV-Dokumentation in HD von Elena Mortelliti, Großbritannien 2024, deutsche Synchronfassung 2024.
- Terra X / Der letzte Tag von Pompeji. TV_Dokumentation in HD von Pierre Stine, D 2020 für 3sat (dauerhaft abrufbar auf youtube.com).